# 1875
Portal Geschichte | Portal Biografien | Aktuelle Ereignisse | Jahreskalender | Tagesartikel

◄ |
18. Jahrhundert |
19. Jahrhundert
| 20. Jahrhundert | ►

◄ |
1840er |
1850er |
1860er |
1870er
| 1880er | 1890er | 1900er | ►

◄◄ |
◄ |
1871 |
1872 |
1873 |
1874 |
1875
| 1876 | 1877 | 1878 | 1879 | ► | ►►
Staatsoberhäupter · Wahlen · Nekrolog · Kunstjahr · Literaturjahr · Musikjahr   · Sportjahr
| Januar | Januar | Januar | Januar | Januar | Januar | Januar | Januar |
| Kw     | Mo     | Di     | Mi     | Do     | Fr     | Sa     | So     |
| ------ | ------ | ------ | ------ | ------ | ------ | ------ | ------ |
| 53     |        |        |        |        | 1      | 2      | 3      |
| 1      | 4      | 5      | 6      | 7      | 8      | 9      | 10     |
| 2      | 11     | 12     | 13     | 14     | 15     | 16     | 17     |
| 3      | 18     | 19     | 20     | 21     | 22     | 23     | 24     |
| 4      | 25     | 26     | 27     | 28     | 29     | 30     | 31     |

| Februar | Februar | Februar | Februar | Februar | Februar | Februar | Februar |
| Kw      | Mo      | Di      | Mi      | Do      | Fr      | Sa      | So      |
| ------- | ------- | ------- | ------- | ------- | ------- | ------- | ------- |
| 5       | 1       | 2       | 3       | 4       | 5       | 6       | 7       |
| 6       | 8       | 9       | 10      | 11      | 12      | 13      | 14      |
| 7       | 15      | 16      | 17      | 18      | 19      | 20      | 21      |
| 8       | 22      | 23      | 24      | 25      | 26      | 27      | 28      |

| März | März | März | März | März | März | März | März |
| Kw   | Mo   | Di   | Mi   | Do   | Fr   | Sa   | So   |
| ---- | ---- | ---- | ---- | ---- | ---- | ---- | ---- |
| 9    | 1    | 2    | 3    | 4    | 5    | 6    | 7    |
| 10   | 8    | 9    | 10   | 11   | 12   | 13   | 14   |
| 11   | 15   | 16   | 17   | 18   | 19   | 20   | 21   |
| 12   | 22   | 23   | 24   | 25   | 26   | 27   | 28   |
| 13   | 29   | 30   | 31   |      |      |      |      |

| April | April | April | April | April | April | April | April |
| Kw    | Mo    | Di    | Mi    | Do    | Fr    | Sa    | So    |
| ----- | ----- | ----- | ----- | ----- | ----- | ----- | ----- |
| 13    |       |       |       | 1     | 2     | 3     | 4     |
| 14    | 5     | 6     | 7     | 8     | 9     | 10    | 11    |
| 15    | 12    | 13    | 14    | 15    | 16    | 17    | 18    |
| 16    | 19    | 20    | 21    | 22    | 23    | 24    | 25    |
| 17    | 26    | 27    | 28    | 29    | 30    |       |       |

| Mai | Mai | Mai | Mai | Mai | Mai | Mai | Mai |
| Kw  | Mo  | Di  | Mi  | Do  | Fr  | Sa  | So  |
| --- | --- | --- | --- | --- | --- | --- | --- |
| 17  |     |     |     |     |     | 1   | 2   |
| 18  | 3   | 4   | 5   | 6   | 7   | 8   | 9   |
| 19  | 10  | 11  | 12  | 13  | 14  | 15  | 16  |
| 20  | 17  | 18  | 19  | 20  | 21  | 22  | 23  |
| 21  | 24  | 25  | 26  | 27  | 28  | 29  | 30  |
| 22  | 31  |     |     |     |     |     |     |

| Juni | Juni | Juni | Juni | Juni | Juni | Juni | Juni |
| Kw   | Mo   | Di   | Mi   | Do   | Fr   | Sa   | So   |
| ---- | ---- | ---- | ---- | ---- | ---- | ---- | ---- |
| 22   |      | 1    | 2    | 3    | 4    | 5    | 6    |
| 23   | 7    | 8    | 9    | 10   | 11   | 12   | 13   |
| 24   | 14   | 15   | 16   | 17   | 18   | 19   | 20   |
| 25   | 21   | 22   | 23   | 24   | 25   | 26   | 27   |
| 26   | 28   | 29   | 30   |      |      |      |      |

| Juli | Juli | Juli | Juli | Juli | Juli | Juli | Juli |
| Kw   | Mo   | Di   | Mi   | Do   | Fr   | Sa   | So   |
| ---- | ---- | ---- | ---- | ---- | ---- | ---- | ---- |
| 26   |      |      |      | 1    | 2    | 3    | 4    |
| 27   | 5    | 6    | 7    | 8    | 9    | 10   | 11   |
| 28   | 12   | 13   | 14   | 15   | 16   | 17   | 18   |
| 29   | 19   | 20   | 21   | 22   | 23   | 24   | 25   |
| 30   | 26   | 27   | 28   | 29   | 30   | 31   |      |

| August | August | August | August | August | August | August | August |
| Kw     | Mo     | Di     | Mi     | Do     | Fr     | Sa     | So     |
| ------ | ------ | ------ | ------ | ------ | ------ | ------ | ------ |
| 30     |        |        |        |        |        |        | 1      |
| 31     | 2      | 3      | 4      | 5      | 6      | 7      | 8      |
| 32     | 9      | 10     | 11     | 12     | 13     | 14     | 15     |
| 33     | 16     | 17     | 18     | 19     | 20     | 21     | 22     |
| 34     | 23     | 24     | 25     | 26     | 27     | 28     | 29     |
| 35     | 30     | 31     |        |        |        |        |        |

| September | September | September | September | September | September | September | September |
| Kw        | Mo        | Di        | Mi        | Do        | Fr        | Sa        | So        |
| --------- | --------- | --------- | --------- | --------- | --------- | --------- | --------- |
| 35        |           |           | 1         | 2         | 3         | 4         | 5         |
| 36        | 6         | 7         | 8         | 9         | 10        | 11        | 12        |
| 37        | 13        | 14        | 15        | 16        | 17        | 18        | 19        |
| 38        | 20        | 21        | 22        | 23        | 24        | 25        | 26        |
| 39        | 27        | 28        | 29        | 30        |           |           |           |

| Oktober | Oktober | Oktober | Oktober | Oktober | Oktober | Oktober | Oktober |
| Kw      | Mo      | Di      | Mi      | Do      | Fr      | Sa      | So      |
| ------- | ------- | ------- | ------- | ------- | ------- | ------- | ------- |
| 39      |         |         |         |         | 1       | 2       | 3       |
| 40      | 4       | 5       | 6       | 7       | 8       | 9       | 10      |
| 41      | 11      | 12      | 13      | 14      | 15      | 16      | 17      |
| 42      | 18      | 19      | 20      | 21      | 22      | 23      | 24      |
| 43      | 25      | 26      | 27      | 28      | 29      | 30      | 31      |

| November | November | November | November | November | November | November | November |
| Kw       | Mo       | Di       | Mi       | Do       | Fr       | Sa       | So       |
| -------- | -------- | -------- | -------- | -------- | -------- | -------- | -------- |
| 44       | 1        | 2        | 3        | 4        | 5        | 6        | 7        |
| 45       | 8        | 9        | 10       | 11       | 12       | 13       | 14       |
| 46       | 15       | 16       | 17       | 18       | 19       | 20       | 21       |
| 47       | 22       | 23       | 24       | 25       | 26       | 27       | 28       |
| 48       | 29       | 30       |          |          |          |          |          |

| Dezember | Dezember | Dezember | Dezember | Dezember | Dezember | Dezember | Dezember |
| Kw       | Mo       | Di       | Mi       | Do       | Fr       | Sa       | So       |
| -------- | -------- | -------- | -------- | -------- | -------- | -------- | -------- |
| 48       |          |          | 1        | 2        | 3        | 4        | 5        |
| 49       | 6        | 7        | 8        | 9        | 10       | 11       | 12       |
| 50       | 13       | 14       | 15       | 16       | 17       | 18       | 19       |
| 51       | 20       | 21       | 22       | 23       | 24       | 25       | 26       |
| 52       | 27       | 28       | 29       | 30       | 31       |          |          |

| Januar | Januar | Januar | Januar | Januar | Januar | Januar | Januar |
| Kw     | Mo     | Di     | Mi     | Do     | Fr     | Sa     | So     |
| ------ | ------ | ------ | ------ | ------ | ------ | ------ | ------ |
| 53     |        |        |        |        | 1      | 2      | 3      |
| 1      | 4      | 5      | 6      | 7      | 8      | 9      | 10     |
| 2      | 11     | 12     | 13     | 14     | 15     | 16     | 17     |
| 3      | 18     | 19     | 20     | 21     | 22     | 23     | 24     |
| 4      | 25     | 26     | 27     | 28     | 29     | 30     | 31     |

| Februar | Februar | Februar | Februar | Februar | Februar | Februar | Februar |
| Kw      | Mo      | Di      | Mi      | Do      | Fr      | Sa      | So      |
| ------- | ------- | ------- | ------- | ------- | ------- | ------- | ------- |
| 5       | 1       | 2       | 3       | 4       | 5       | 6       | 7       |
| 6       | 8       | 9       | 10      | 11      | 12      | 13      | 14      |
| 7       | 15      | 16      | 17      | 18      | 19      | 20      | 21      |
| 8       | 22      | 23      | 24      | 25      | 26      | 27      | 28      |

| März | März | März | März | März | März | März | März |
| Kw   | Mo   | Di   | Mi   | Do   | Fr   | Sa   | So   |
| ---- | ---- | ---- | ---- | ---- | ---- | ---- | ---- |
| 9    | 1    | 2    | 3    | 4    | 5    | 6    | 7    |
| 10   | 8    | 9    | 10   | 11   | 12   | 13   | 14   |
| 11   | 15   | 16   | 17   | 18   | 19   | 20   | 21   |
| 12   | 22   | 23   | 24   | 25   | 26   | 27   | 28   |
| 13   | 29   | 30   | 31   |      |      |      |      |

| April | April | April | April | April | April | April | April |
| Kw    | Mo    | Di    | Mi    | Do    | Fr    | Sa    | So    |
| ----- | ----- | ----- | ----- | ----- | ----- | ----- | ----- |
| 13    |       |       |       | 1     | 2     | 3     | 4     |
| 14    | 5     | 6     | 7     | 8     | 9     | 10    | 11    |
| 15    | 12    | 13    | 14    | 15    | 16    | 17    | 18    |
| 16    | 19    | 20    | 21    | 22    | 23    | 24    | 25    |
| 17    | 26    | 27    | 28    | 29    | 30    |       |       |

| Mai | Mai | Mai | Mai | Mai | Mai | Mai | Mai |
| Kw  | Mo  | Di  | Mi  | Do  | Fr  | Sa  | So  |
| --- | --- | --- | --- | --- | --- | --- | --- |
| 17  |     |     |     |     |     | 1   | 2   |
| 18  | 3   | 4   | 5   | 6   | 7   | 8   | 9   |
| 19  | 10  | 11  | 12  | 13  | 14  | 15  | 16  |
| 20  | 17  | 18  | 19  | 20  | 21  | 22  | 23  |
| 21  | 24  | 25  | 26  | 27  | 28  | 29  | 30  |
| 22  | 31  |     |     |     |     |     |     |

| Juni | Juni | Juni | Juni | Juni | Juni | Juni | Juni |
| Kw   | Mo   | Di   | Mi   | Do   | Fr   | Sa   | So   |
| ---- | ---- | ---- | ---- | ---- | ---- | ---- | ---- |
| 22   |      | 1    | 2    | 3    | 4    | 5    | 6    |
| 23   | 7    | 8    | 9    | 10   | 11   | 12   | 13   |
| 24   | 14   | 15   | 16   | 17   | 18   | 19   | 20   |
| 25   | 21   | 22   | 23   | 24   | 25   | 26   | 27   |
| 26   | 28   | 29   | 30   |      |      |      |      |

| Juli | Juli | Juli | Juli | Juli | Juli | Juli | Juli |
| Kw   | Mo   | Di   | Mi   | Do   | Fr   | Sa   | So   |
| ---- | ---- | ---- | ---- | ---- | ---- | ---- | ---- |
| 26   |      |      |      | 1    | 2    | 3    | 4    |
| 27   | 5    | 6    | 7    | 8    | 9    | 10   | 11   |
| 28   | 12   | 13   | 14   | 15   | 16   | 17   | 18   |
| 29   | 19   | 20   | 21   | 22   | 23   | 24   | 25   |
| 30   | 26   | 27   | 28   | 29   | 30   | 31   |      |

| August | August | August | August | August | August | August | August |
| Kw     | Mo     | Di     | Mi     | Do     | Fr     | Sa     | So     |
| ------ | ------ | ------ | ------ | ------ | ------ | ------ | ------ |
| 30     |        |        |        |        |        |        | 1      |
| 31     | 2      | 3      | 4      | 5      | 6      | 7      | 8      |
| 32     | 9      | 10     | 11     | 12     | 13     | 14     | 15     |
| 33     | 16     | 17     | 18     | 19     | 20     | 21     | 22     |
| 34     | 23     | 24     | 25     | 26     | 27     | 28     | 29     |
| 35     | 30     | 31     |        |        |        |        |        |

| September | September | September | September | September | September | September | September |
| Kw        | Mo        | Di        | Mi        | Do        | Fr        | Sa        | So        |
| --------- | --------- | --------- | --------- | --------- | --------- | --------- | --------- |
| 35        |           |           | 1         | 2         | 3         | 4         | 5         |
| 36        | 6         | 7         | 8         | 9         | 10        | 11        | 12        |
| 37        | 13        | 14        | 15        | 16        | 17        | 18        | 19        |
| 38        | 20        | 21        | 22        | 23        | 24        | 25        | 26        |
| 39        | 27        | 28        | 29        | 30        |           |           |           |

| Oktober | Oktober | Oktober | Oktober | Oktober | Oktober | Oktober | Oktober |
| Kw      | Mo      | Di      | Mi      | Do      | Fr      | Sa      | So      |
| ------- | ------- | ------- | ------- | ------- | ------- | ------- | ------- |
| 39      |         |         |         |         | 1       | 2       | 3       |
| 40      | 4       | 5       | 6       | 7       | 8       | 9       | 10      |
| 41      | 11      | 12      | 13      | 14      | 15      | 16      | 17      |
| 42      | 18      | 19      | 20      | 21      | 22      | 23      | 24      |
| 43      | 25      | 26      | 27      | 28      | 29      | 30      | 31      |

| November | November | November | November | November | November | November | November |
| Kw       | Mo       | Di       | Mi       | Do       | Fr       | Sa       | So       |
| -------- | -------- | -------- | -------- | -------- | -------- | -------- | -------- |
| 44       | 1        | 2        | 3        | 4        | 5        | 6        | 7        |
| 45       | 8        | 9        | 10       | 11       | 12       | 13       | 14       |
| 46       | 15       | 16       | 17       | 18       | 19       | 20       | 21       |
| 47       | 22       | 23       | 24       | 25       | 26       | 27       | 28       |
| 48       | 29       | 30       |          |          |          |          |          |

| Dezember | Dezember | Dezember | Dezember | Dezember | Dezember | Dezember | Dezember |
| Kw       | Mo       | Di       | Mi       | Do       | Fr       | Sa       | So       |
| -------- | -------- | -------- | -------- | -------- | -------- | -------- | -------- |
| 48       |          |          | 1        | 2        | 3        | 4        | 5        |
| 49       | 6        | 7        | 8        | 9        | 10       | 11       | 12       |
| 50       | 13       | 14       | 15       | 16       | 17       | 18       | 19       |
| 51       | 20       | 21       | 22       | 23       | 24       | 25       | 26       |
| 52       | 27       | 28       | 29       | 30       | 31       |          |          |

## Ereignisse

### Politik und Weltgeschehen

#### Deutsches Kaiserreich

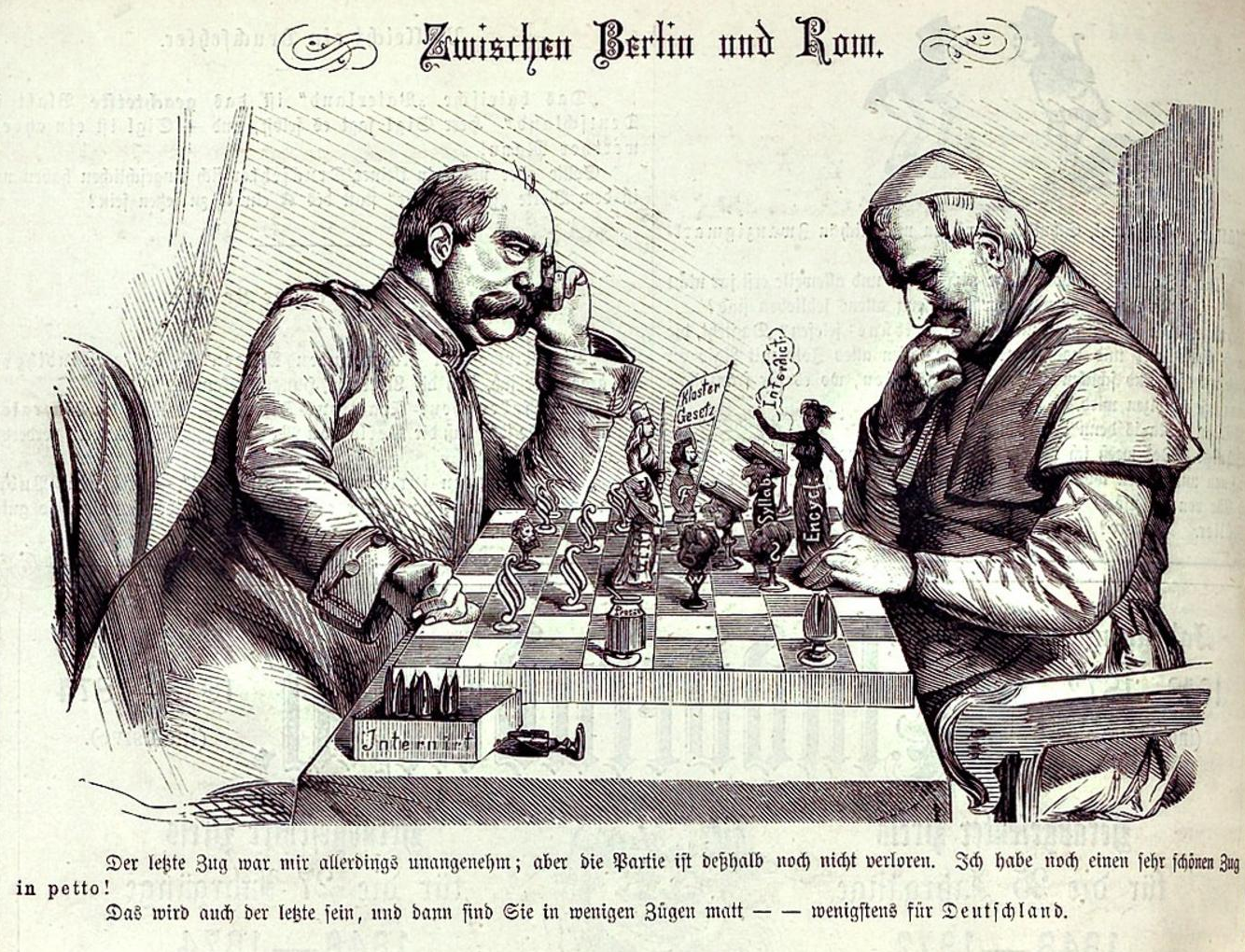
Zwischen Berlin und Rom – Karikaturistische Darstellung des Kulturkampfs als Schachspiel zwischen Bismarck und Papst Pius IX., Kladderadatsch 1875

- 5. Februar: In seiner Enzyklika Quod numquam verurteilt Papst Pius IX. die preußischen Kulturkampfgesetze und erklärt sie für nichtig.
- 6. Februar: Im Deutschen Reich schreibt das neue Reichsgesetz über die Beurkundung des Personenstands und die Eheschließung die obligatorische Zivilehe vor und lässt die Ehescheidung zu.
- Am 9. April erscheint in der Berliner regierungsnahen Zeitung Die Post ein Artikel mit der Überschrift Ist Krieg in Sicht?. Autor ist der Publizist Constantin Rößler, jedoch wird hinter diesem und zahlreichen weiteren Artikeln in den nächsten Wochen Otto von Bismarck vermutet. In diesen Artikeln droht er Frankreich mit einem Präventivkrieg für den Fall der weiteren Aufrüstung. Es folgt das klare Signal Großbritanniens und Russlands, Frankreich zu unterstützen. Sie sind nicht gewillt, einen weiteren Machtzuwachs des Deutschen Reiches zu akzeptieren, der eine Gefährdung ihrer eigenen Position bedeutet hätte. Bismarck schließt aus diesem Verlauf der „Krieg-in-Sicht-Krise“, dass Deutschland die Diplomatie des Gleichgewichtes betreiben und alternative Optionen wie die Politik der territorialen Kompensation oder die des diplomatisch unterstützten Präventivkrieges zurückstellen müsse.
- 22. April: Mit dem sogenannten „Brotkorbgesetz“ wird der Kulturkampf mit der römisch-katholischen Kirche im deutschen Kaiserreich verschärft. Kernstück des Gesetzes ist die Sperrung aller Staatszuschüsse an kirchliche Einrichtungen der katholischen Kirche, um die Anerkennung der Kulturkampfgesetze durch die Kirche zu erzwingen. Bischöfe und Geistliche, die schriftlich diese Anerkenntnis leisten, erhalten wieder die staatlichen Leistungen.
- 27. Mai: In Gotha schließen sich der von Ferdinand Lassalle 1863 gegründete Allgemeine Deutsche Arbeiterverein (ADAV) unter seinem Präsidenten Wilhelm Hasenclever und die von Wilhelm Liebknecht und August Bebel 1869 gegründete Sozialdemokratische Arbeiterpartei (SDAP) auf Basis des Gothaer Programms zur Sozialistischen Arbeiterpartei Deutschlands (SAP) zusammen, die 1890 in Sozialdemokratische Partei Deutschlands (SPD) umbenannt werden wird. Noch im selben Jahr verfasst Karl Marx eine Kritik des Gothaer Programms.
- 31. Mai: Das Klostergesetz, ein weiteres Kulturkampfgesetz, wird beschlossen und am 3. Juni verkündet. Es hebt alle geistlichen Orden und ordensähnlichen Kongregationen auf, ausgenommen sind diejenigen, die sich ausschließlich der Krankenpflege widmen.
- Bremen, Hannover und Stuttgart werden zu Großstädten mit mehr als 100.000 Menschen.

#### Österreich-Ungarn

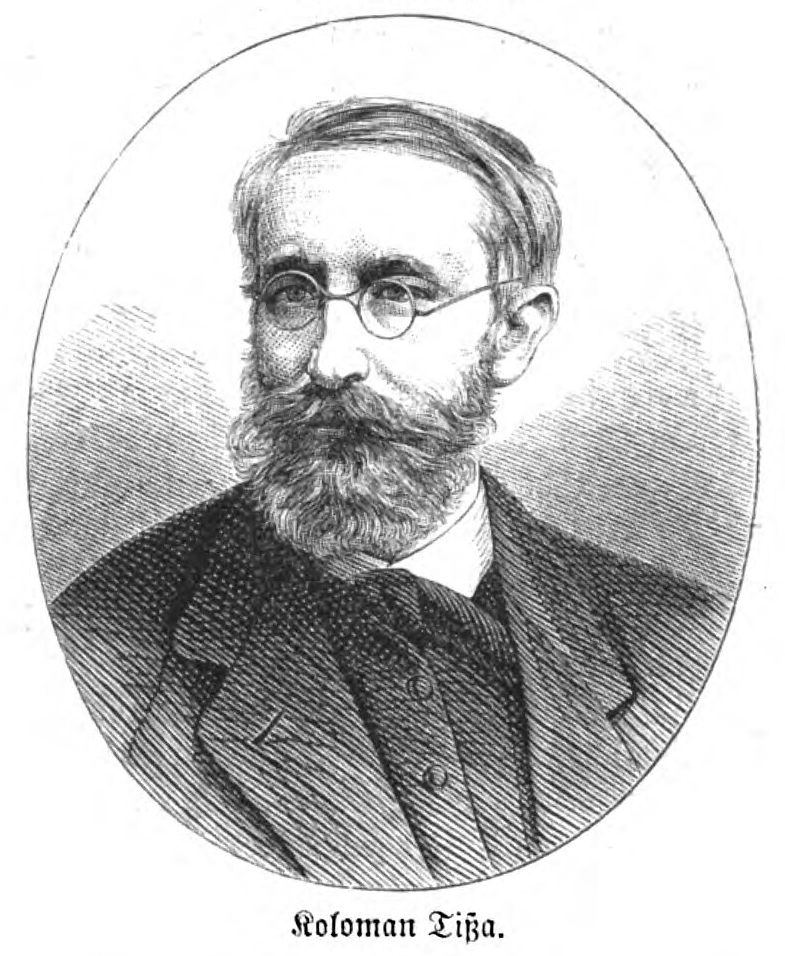
Kálmán Tisza 1875

- 1. März: Kálmán Tisza gründet im Königreich Ungarn die Liberale Partei. Sie vertritt eine an den Interessen der oberen magyarischen Gesellschaftsschichten orientierte Politik und ist weder an Demokratisierung noch an Gleichberechtigung der anderen Nationalitäten in den Ländern der ungarischen Krone interessiert, obwohl diese etwa die Hälfte der Bevölkerung ausmachen, sondern ist die Partei der Magyarisierung.
- 1. Juli bis 18. August: Bei der Parlamentswahl in Ungarn gewinnt die Liberale Partei aufgrund des Klassenwahlrechts 333 von 414 Mandaten. Kálmán Tisza wird Ministerpräsident.

#### Frankreich

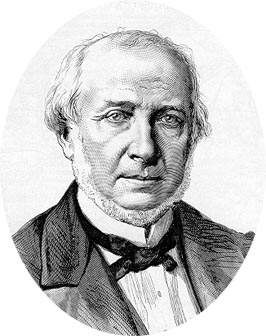
Henri Wallon

- 30. Januar: Mit einer Stimme Mehrheit wird das von Henri Wallon eingebrachte Amendement Wallon verabschiedet, wonach das zukünftige französische Staatsoberhaupt, der Staatspräsident, für sieben Jahre gewählt wird.
- 24. Februar: Mit dem Gesetz vom 25. Februar wird die Stellung des französischen Senats geregelt.
- 10. März: Das Kabinett Buffet löst nach 279 Tagen das Kabinett Courtot de Cissey ab. Ernest Courtot de Cissey wird Kriegsminister unter Premierminister Louis-Joseph Buffet.

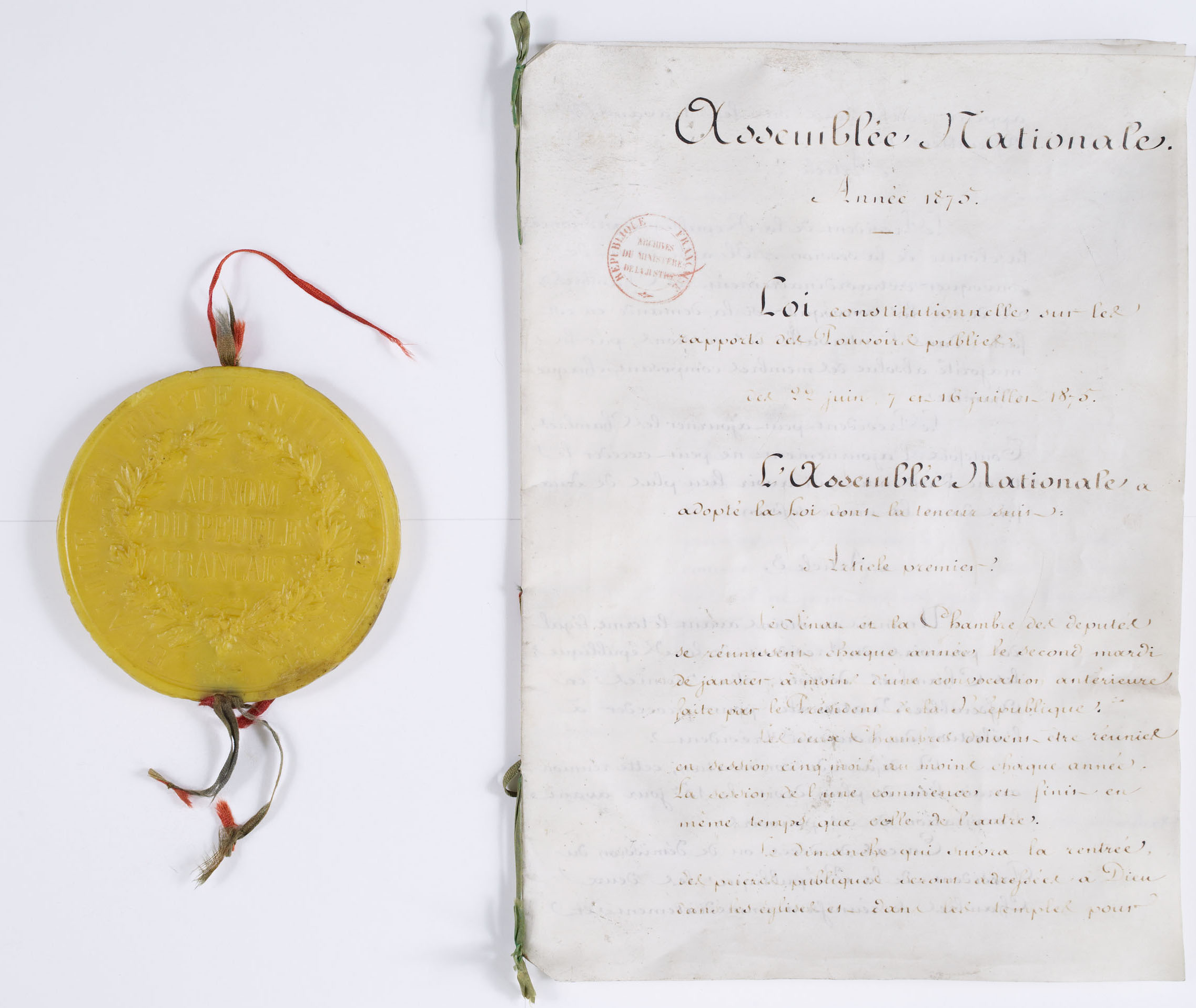
Die lois constitutionnelles de 1875

- 16. Juli: Der letzte der  Gesetzestexte des Jahres 1875 (lois constitutionnelles de 1875) tritt in Kraft, die endgültig die republikanische Staatsform der noch jungen Dritten Republik festschreiben, die bislang in der Verfassung aufgrund der starken monarchistischen Strömungen nur unzureichend verankert war.

#### Schweiz
- 1. Januar: Johann Jakob Scherer wird Bundespräsident der Schweiz.
- 28. Juli: Bei den Unruhen in Göschenen werden vier italienische Tunnelarbeiter erschossen, nachdem beim Bau des Gotthardtunnels am Vortag ein Streik begonnen hat. Als Reaktion auf die Ereignisse erfolgt am nächsten Tag ein Armeeeinsatz, und danach eine unbewaffnete Bundesintervention unter der Leitung von Ständerat Hans Hold.
- 31. Oktober: Bei den Schweizer Parlamentswahlen 1875 verzeichnen die Freisinnigen und die Katholisch-Konservativen Mandatsgewinne im Nationalrat.

#### Spanien

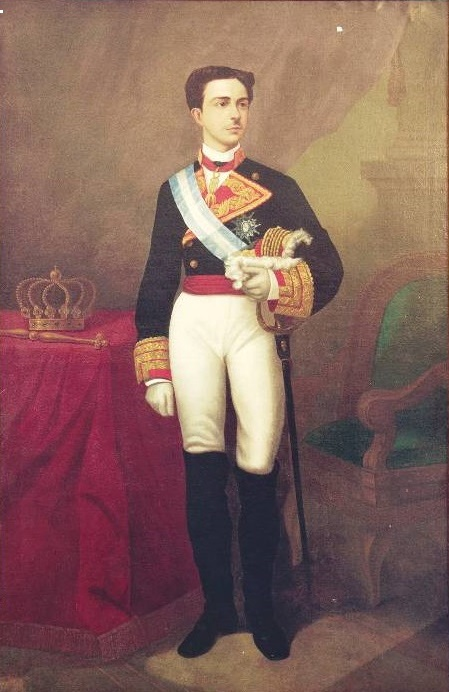
Alfons XII. von Spanien

- 14. Januar: Alfons XII. zieht an der Spitze der monarchistischen Truppen in Madrid ein, stürzt die Erste Spanische Republik endgültig und stellt die Monarchie wieder her. Anschließend wendet er sich gegen die Carlisten unter dem Thronprätendenten Carlos María de Borbón und fügt ihnen am 7. Juli bei Treviño eine Niederlage zu. Unter Ministerpräsident Antonio Cánovas del Castillo wird in der Folge bis 1885 eine Politik verfolgt, die auf die Wiederherstellung der Privilegien des Adels und der katholischen Kirche zielt.

#### Afrika
- 19. April: Im Gebietsstreit zwischen Großbritannien und Portugal über den Besitz der ostafrikanischen Maputo-Bucht entscheidet sich der als Schiedsrichter fungierende französische Staatspräsident, nunmehr Patrice de Mac-Mahon, für die portugiesische Seite.
- Dezember: Im Ägyptisch-Äthiopischen Krieg unternimmt Ägypten einen weiteren Eroberungsversuch in Äthiopien.
- Gabun wird französische Kolonie.

#### Asien
- Tongzhi, der neunte Kaiser von China aus der Qing-Dynastie, stirbt am 12. Januar überraschend im Alter von 18 Jahren. Offizielle Todesursache sind die Pocken, aber vor allem unter den Europäern in China kursiert das Gerücht, er sei an Syphilis erkrankt, später sogar, seine eigene Mutter Cixi habe ihn vergiften lassen. Konkrete Belege für diese Theorien sind bisher nicht bekannt. Da Tongzhi keinen Sohn hat, adoptieren die Kaiserinwitwen Ci’an und Cixi einen entfernten Cousin. Am 25. Februar wird der dreijährige Guangxu inthronisiert und übernimmt das Mandat des Himmels unter der Vormundschaft der Kaiserinwitwen.
- 12. Mai bis 28. Juli: Indische Bauern erheben sich in den Deccan Riots gegen die britische Kolonialherrschaft und zugewanderte Geldverleiher.

#### Vereinigte Staaten von Amerika
- 1. März: Der Civil Rights Act of 1875 gewährt gleichberechtigten Zugang zu allen Einrichtungen des öffentlichen Lebens (z. B. Hotels, Eisenbahnen, Fähren, Theater usw.) unabhängig von der Rasse, Hautfarbe oder vorherigem Sklavenstatus.
- 3. März: Der Page Act verbietet die Einreise von Prostituierten und von verurteilten Straftätern in die USA. Das Gesetz betrifft ausschließlich Menschen aus China, Japan und anderen ost- und südostasiatischen Ländern. Da die Absicht der Prostitution im Einzelfall kaum nachgewiesen werden kann und die Beamten der Einreisebehörde bei der Beurteilung der Bewerberinnen einen weiten Ermessensspielraum besitzen, führt die Regelung dazu, dass die Einreise von Chinesinnen und anderen Asiatinnen insgesamt weitgehend unterbunden wird.

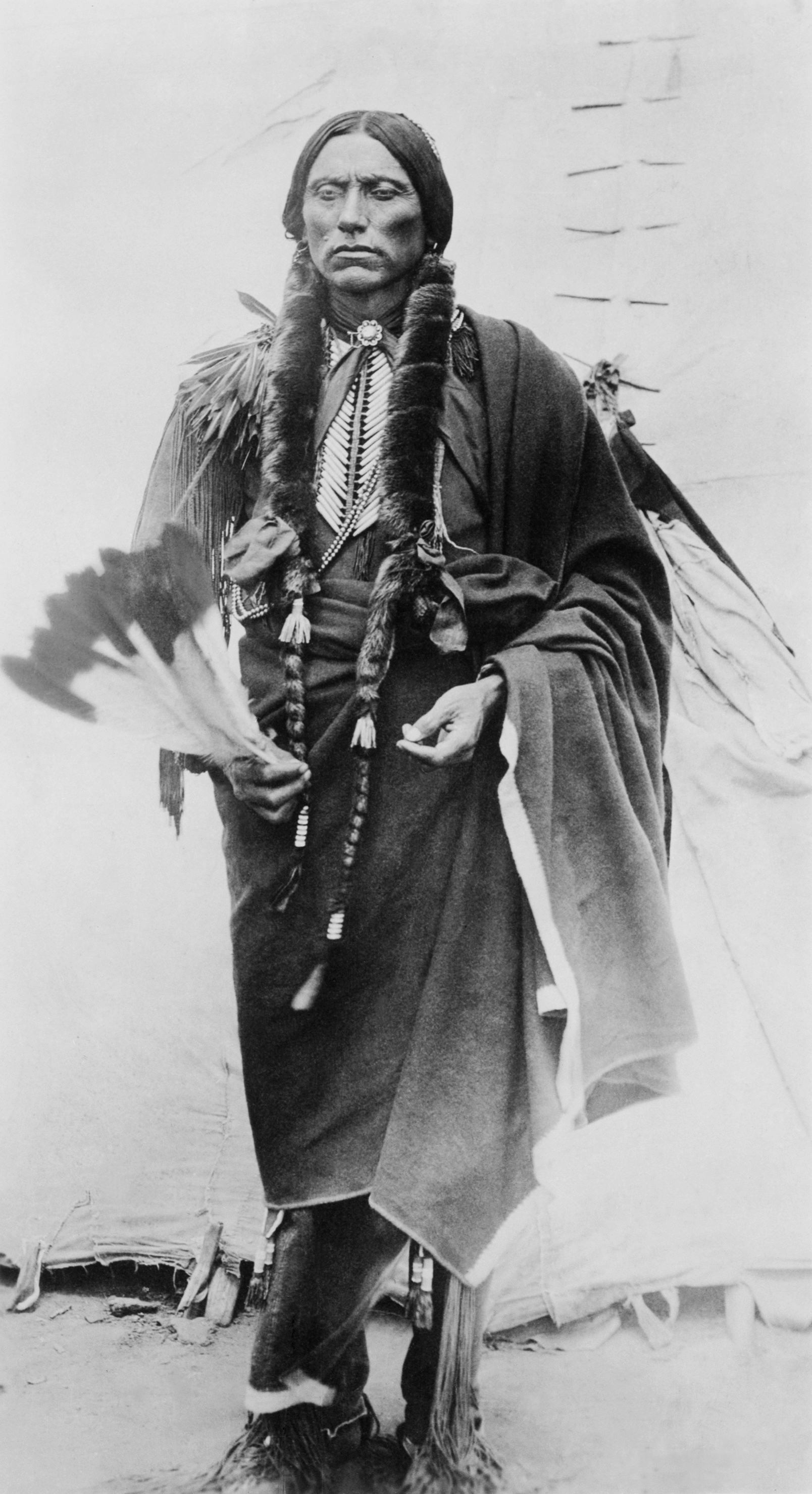
Quanah Parker

- 2. Juni: Mit der Kapitulation der Comanchen unter Quanah Parker gegenüber Ranald Slidell MacKenzie in Fort Sill enden die Texanischen Indianerkriege.

#### Lateinamerika

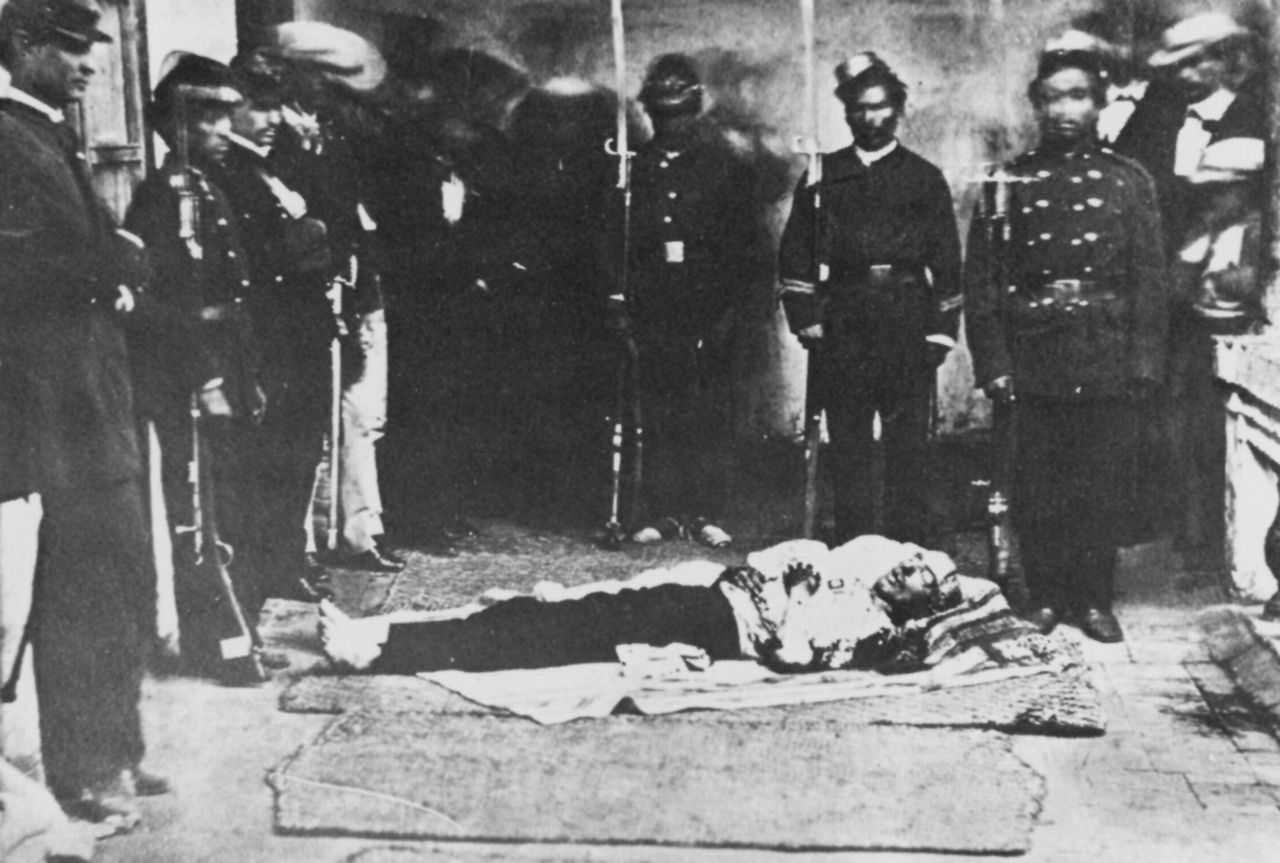
Der Leichnam des Präsidenten

- 6. August: Vier Verschwörer töten in Quito den wiedergewählten ecuadorianischen Präsidenten Gabriel García Moreno auf dem Weg von der Kathedrale zum Präsidentenpalast, als dieser seine dritte Amtszeit antreten will.

#### Russland/Japan
- 7. Mai: Im Vertrag von Sankt Petersburg verzichtet Japan gegenüber Russland auf die Insel Sachalin zugunsten der Kurilen bis zur Halbinsel Kamtschatka.

### Wirtschaft

#### Bankwirtschaft und Geldwesen
- 21. Januar: Die Banque de l’Indochine, eine Aktiengesellschaft im Besitz privater Großinvestoren, die in den französischen Kolonien im asiatisch-pazifischen Raum auch als Zentralbank mit Notenprivileg fungiert, wird in Paris gegründet.
- 14. März: Im Deutschen Reich wird das Bankgesetz verabschiedet, das unter anderem die Schaffung der Reichsbank ab 1. Januar 1876 vorsieht.
- 3. August: Der bayerische König Ludwig II. genehmigt das Errichten der Bayerischen Notenbank. Diese Funktion hat bislang die Bayerische Hypotheken- und Wechselbank inne, die sich jedoch auf keine Einschränkungen ihrer anderen Bankgeschäfte einlassen will.
- 6. Oktober: Das Osmanische Reich kürzt die Zinszahlungen für seine Auslandsschulden um 50 Prozent. Die Gläubiger erhalten dafür mit 5 Prozent verzinste Obligationen mit dem Versprechen späterer Einlösung. Die zerrütteten Staatsfinanzen führen am 13. April 1876 zur Erklärung des Staatsbankrotts.

#### Postwesen
- 19. März: Die Rohrpost in Wien wird in Betrieb genommen, vorerst nur für Telegramme und Eilbriefe.
- 1. Juli: Der im Jahr zuvor in Bern unterzeichnete Weltpostvertrag zur Gründung des Allgemeinen Postvereins tritt in Kraft und erleichtert den internationalen Postverkehr.

#### Patente
- 2. Februar: Die Sprossenradmaschine des US-Amerikaners Frank Stephen Baldwin wird in den USA patentiert.

#### Unternehmensgründungen

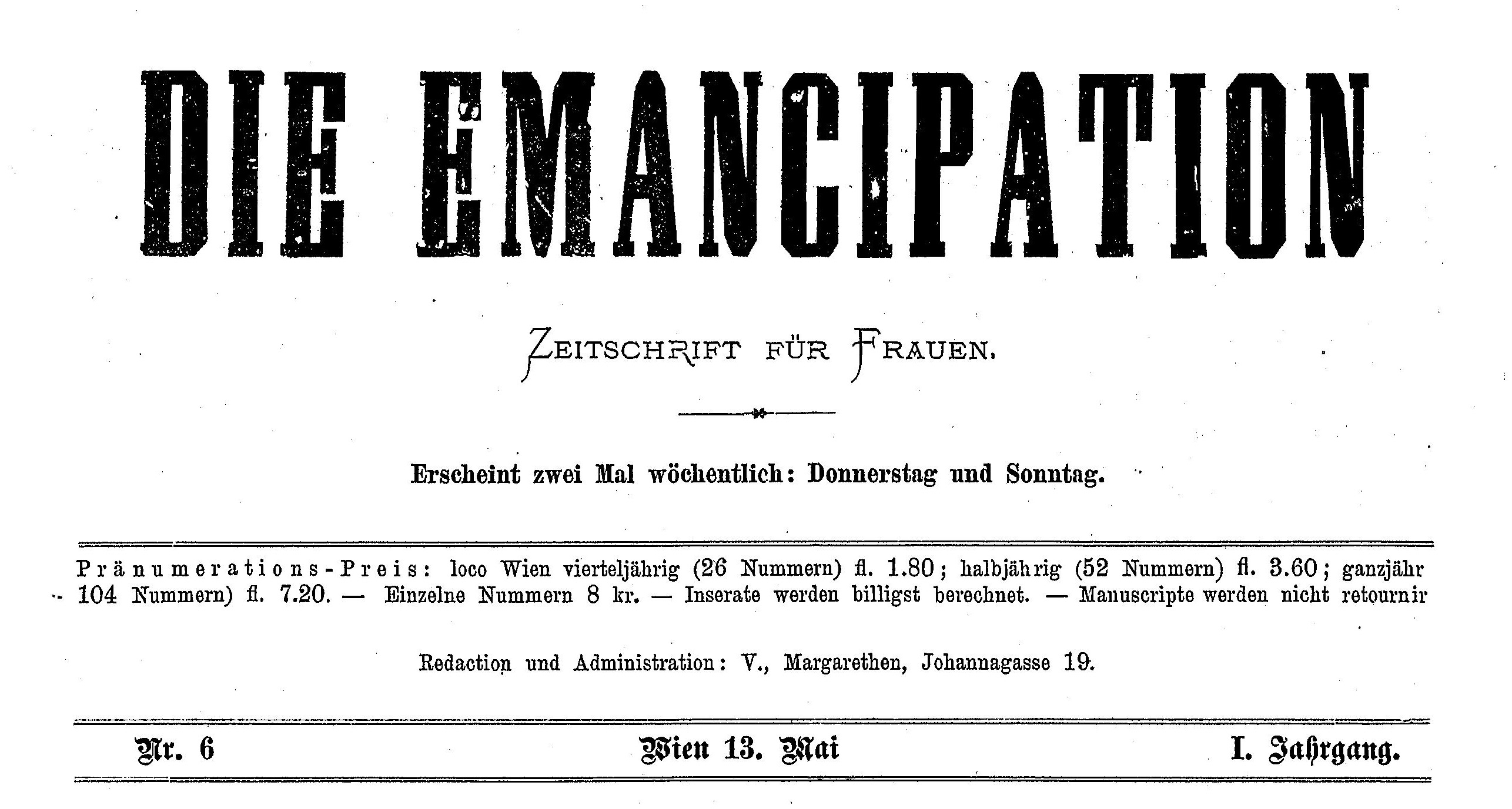
Die Emancipation, Nr. 6 vom 13. Mai

- 22. April: Die erste Ausgabe der Publikation Die Emancipation – Zeitschrift für Frauen kommt in Wien als Probenummer auf den Markt. Herausgeber, verantwortlicher Redakteur und Hauptautor ist Hermann Feigl. Nach nur zehn Ausgaben stellt sie am 25. Mai ihr Erscheinen ein.
- Die aus Kelsterbach stammenden Schlosser Philipp Helfmann und Balthasar Helfmann gründen in Frankfurt am Main die Baufirma Gebrüder Helfmann, aus der später das Unternehmen Hochtief AG hervorgeht.

#### Verkehr
- 9. Februar: Durch den 7,64 km langen Hoosac-Tunnel, Nordamerikas bis heute längsten Eisenbahntunnel außerhalb der Rocky Mountains, fährt erstmals ein Zug.
- 2. Juni: Per Kabinettsorder wird die Straßenbreite für den zukünftigen Ausbau des Berliner Kurfürstendamms auf 53 m festgelegt.
- 29. Juli: Auf der von der Boston, Revere Beach and Lynn Railroad errichteten Bahnstrecke East Boston–Beachmont–Lynn wird der reguläre Betrieb mit Dampfzügen aufgenommen, während die Bauarbeiten noch einige Wochen andauern.
- Zwischen den portugiesischen Städten Porto und Valença wird die Eisenbahnlinie Linha do Minho eröffnet.

#### Sonstiges
- Dezember: Übernahme der Mehrheit der Suezkanal-Aktien durch die britische Krone.

### Wissenschaft und Technik

#### Metrisches System
- 20. Mai: Im Zuge der Einführung des Metrischen Einheitensystems vereinbaren Vertreter von 17 Unterzeichnerstaaten in der Meterkonvention die Schaffung eines Urmeters und eines Urkilogramms als Normale für den Meter und das Kilogramm.

#### Geographie/Geologie
- 23. Februar: Die Besatzung der britischen Korvette Challenger lotet im Rahmen der Challenger-Expedition im Marianengraben den mit 8.164 Metern bis dahin tiefsten gemessenen Punkt der Weltmeere aus.

#### Naturwissenschaften

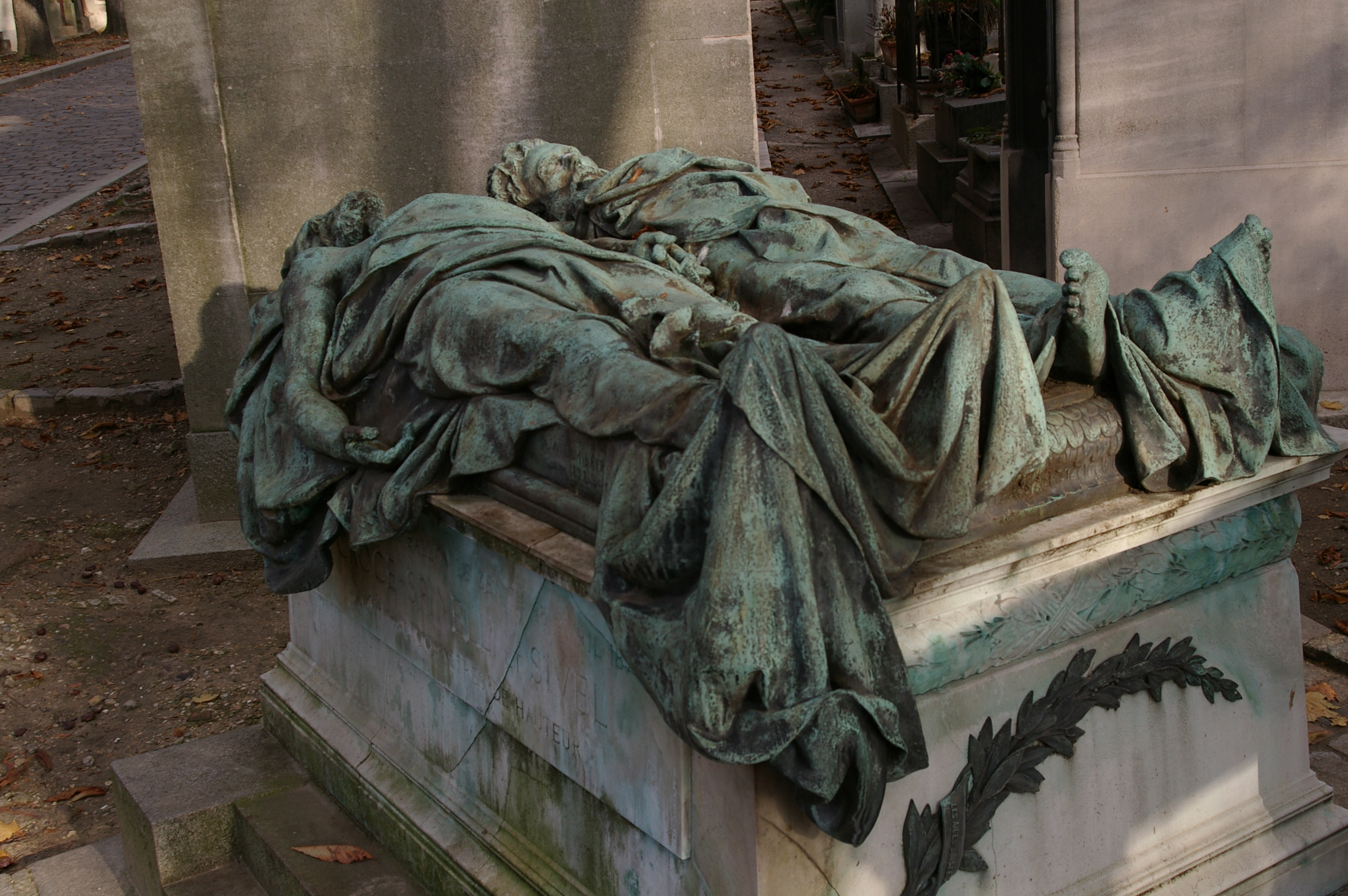
Grab Crocé-Spinellis und Sivels auf dem Friedhof Père-Lachaise in Paris

- 15. April: Bei einer Ballonfahrt zum Zwecke spektroskopischer Untersuchungen sterben die Franzosen Joseph Crocé-Spinelli und Théodore Sivel in einer Höhe von etwa 8.000 Metern an Sauerstoffmangel. Der dritte Teilnehmer, Gaston Tissandier, überlebt und kann landen, ist aber fortan gehörlos.
- September: Der französische Chemiker Paul Émile Lecoq de Boisbaudran kann erstmals das von Dmitri Mendelejew vorhergesagte Element Eka-Aluminium herstellen, gibt ihm aber den Namen Gallium.
- Herbst: Nach jahrelangen Forschungen über den Rundblättrigen Sonnentau veröffentlicht Charles Darwin das Werk Insectivorous Plants über fleischfressende Pflanzen. In dem Werk belegt Darwin experimentell die Existenz der Karnivorie im Pflanzenreich. Die Illustrationen im Buch stammen von Darwins Söhnen George und Francis.

- Heinrich Anton de Bary  beschreibt erstmals die Gattung Phytophthora, deren Art Phytophthora infestans die Kartoffelfäule hervorruft und damit für die Große Hungersnot in Irland verantwortlich war.
- John Kerr entdeckt den nach ihm benannten elektrooptischen Effekt.
- Richard Caton registriert elektrische Aktivität an der Hirnrinde von Tieren.
- Der deutsche Zoologe Oscar Hertwig beobachtet erstmals beim Seeigel die Befruchtung einer weiblichen Eizelle durch eine männliche Samenzelle.

#### Philologie
- 25. August: Der International Congress of Americanists (Congreso Internacional de Americanistas) findet im französischen Nancy zum ersten Mal statt. Die Bezeichnung Amerikanistik wird dabei auf den amerikanischen Gesamtkontinent bezogen. Ziel der Gründungsveranstaltung durch die Pariser Société Américaine de France ist es, „einen Beitrag zur Entwicklung der ethnographischen, linguistischen und historischen Studien über die beiden Amerikas, vor allem für die Zeit vor Kolumbus, zu leisten“.

#### Technische Errungenschaften
- 17. Januar: Der Tünel in Istanbul, die erste unterirdische Standseilbahn der Welt und die erste U-Bahn außerhalb Londons, wird eröffnet.

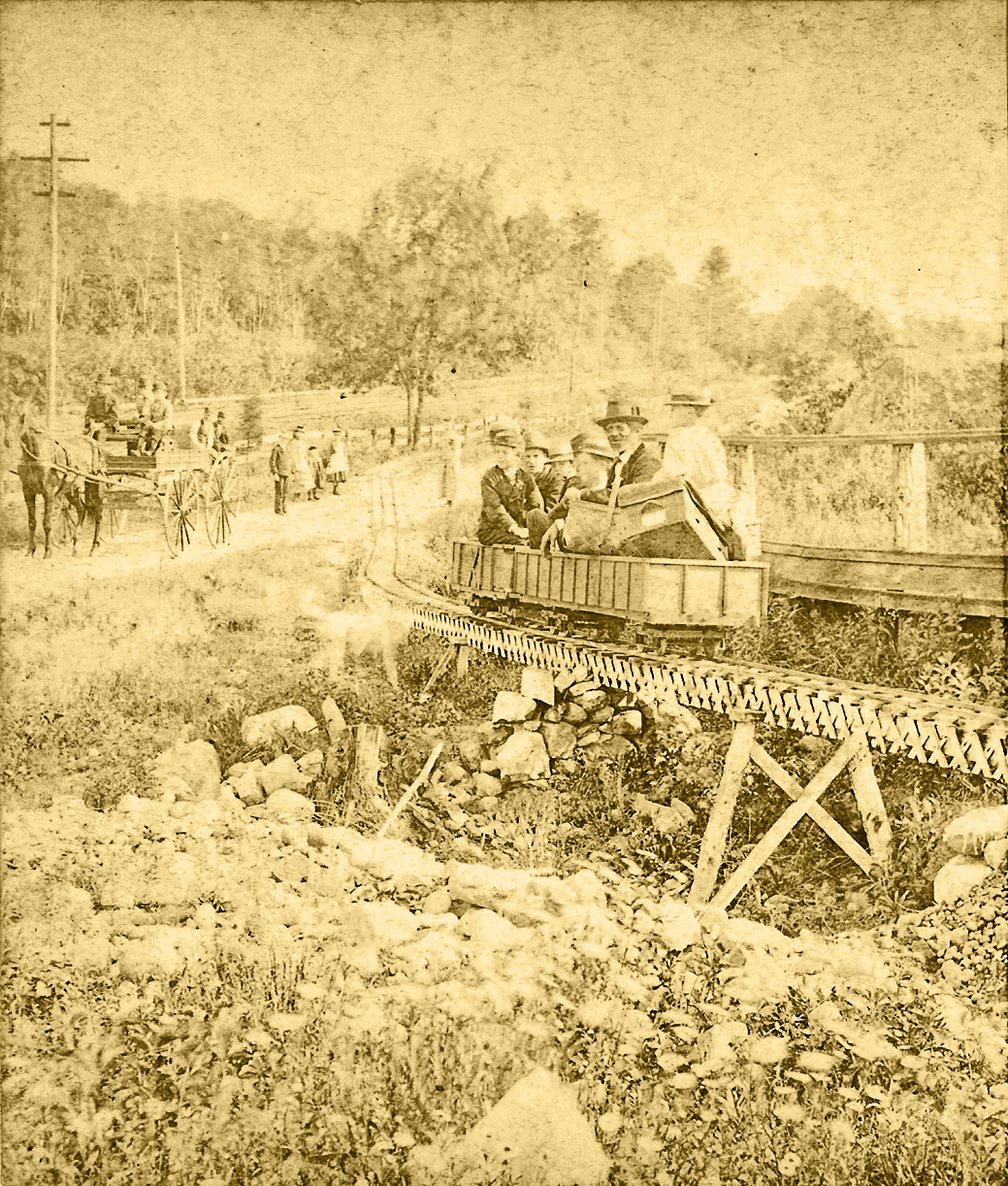
Sumner Heights and Hazelwood Valley Railroad

- August: Die Sumner Heights and Hazelwood Valley Railroad, eine experimentelle Schmalspurbahn mit der ungewöhnlich schmalen Spurweite von nur 10 Zoll (254 mm), wird im Rahmen eines Experiments in der Stadt Hyde Park in der Nähe von Boston in Betrieb genommen.
- Alexander Graham Bell führt Versuche zur Verbesserung des Telefons durch.
- Die erste Wiener Donauregulierung wird nach rund fünf Jahren abgeschlossen.

### Kultur

#### Architektur

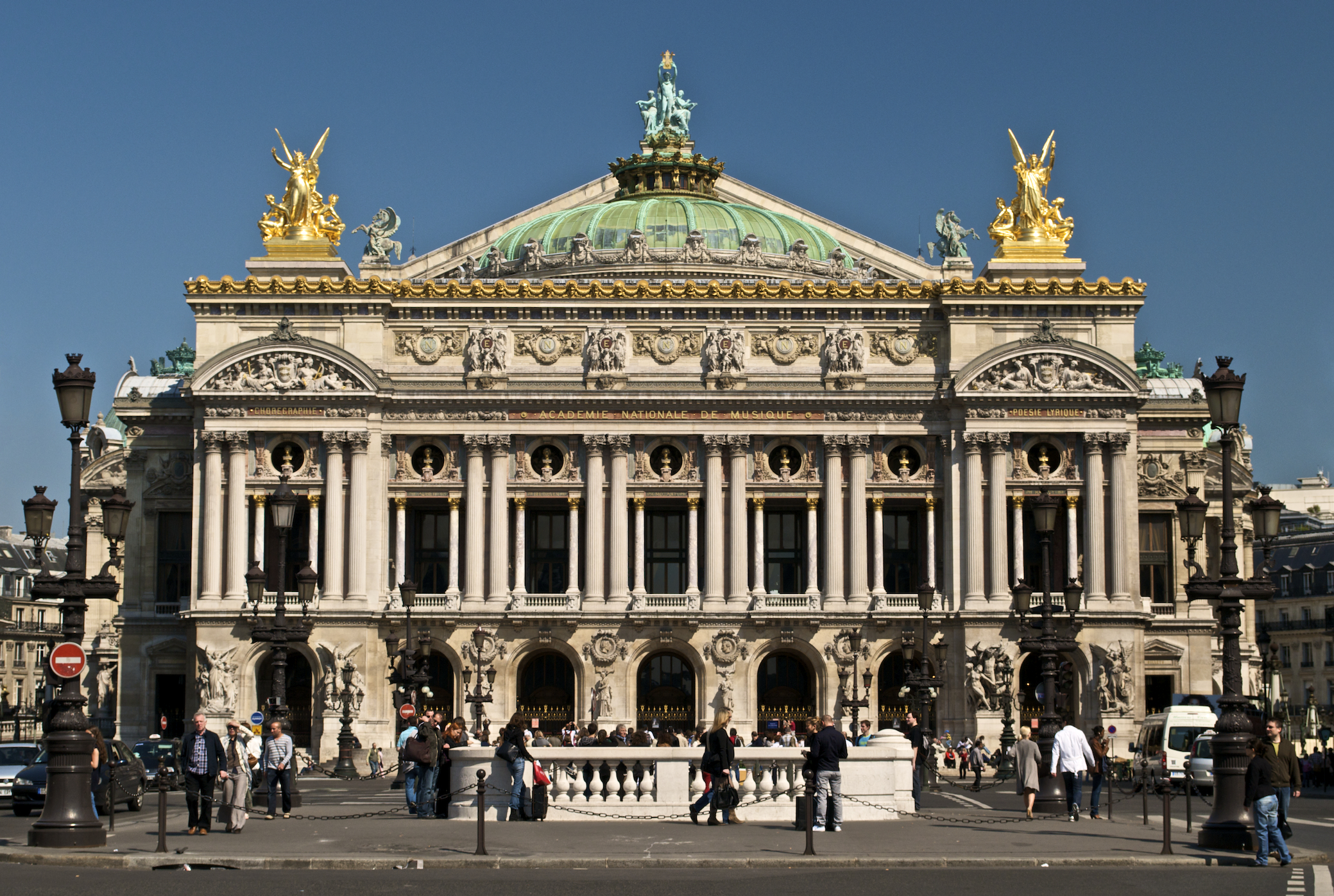
Die Pariser Oper (Opéra Garnier)

- 5. Januar: Die von Charles Garnier erbaute neobarocke Opéra Garnier wird eröffnet. Die Pariser Oper, die von Gaston Leroux als Schauplatz für seinen Roman Le fantôme de l’opéra gewählt wird, ist zu diesem Zeitpunkt der größte Theaterbau der Welt.
- 11. November: In Buenos Aires wird der öffentliche Parque Tres de Febrero eingeweiht. Das Gelände gehörte dem früheren Diktator Juan Manuel de Rosas und wurde ihm enteignet.

#### Bildende Kunst
- Der französische impressionistische Maler Gustave Caillebotte vollendet in Öl auf Leinwand die erste Version seines Gemäldes Die Parkettschleifer.

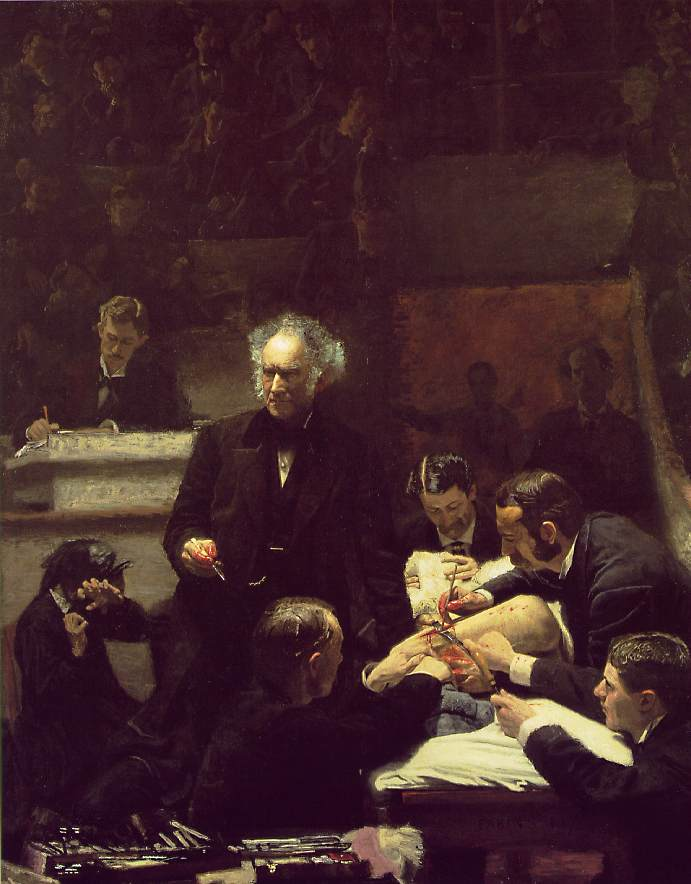
The Gross Clinic

- Thomas Eakins malt das realistische Ölgemälde The Gross Clinic.

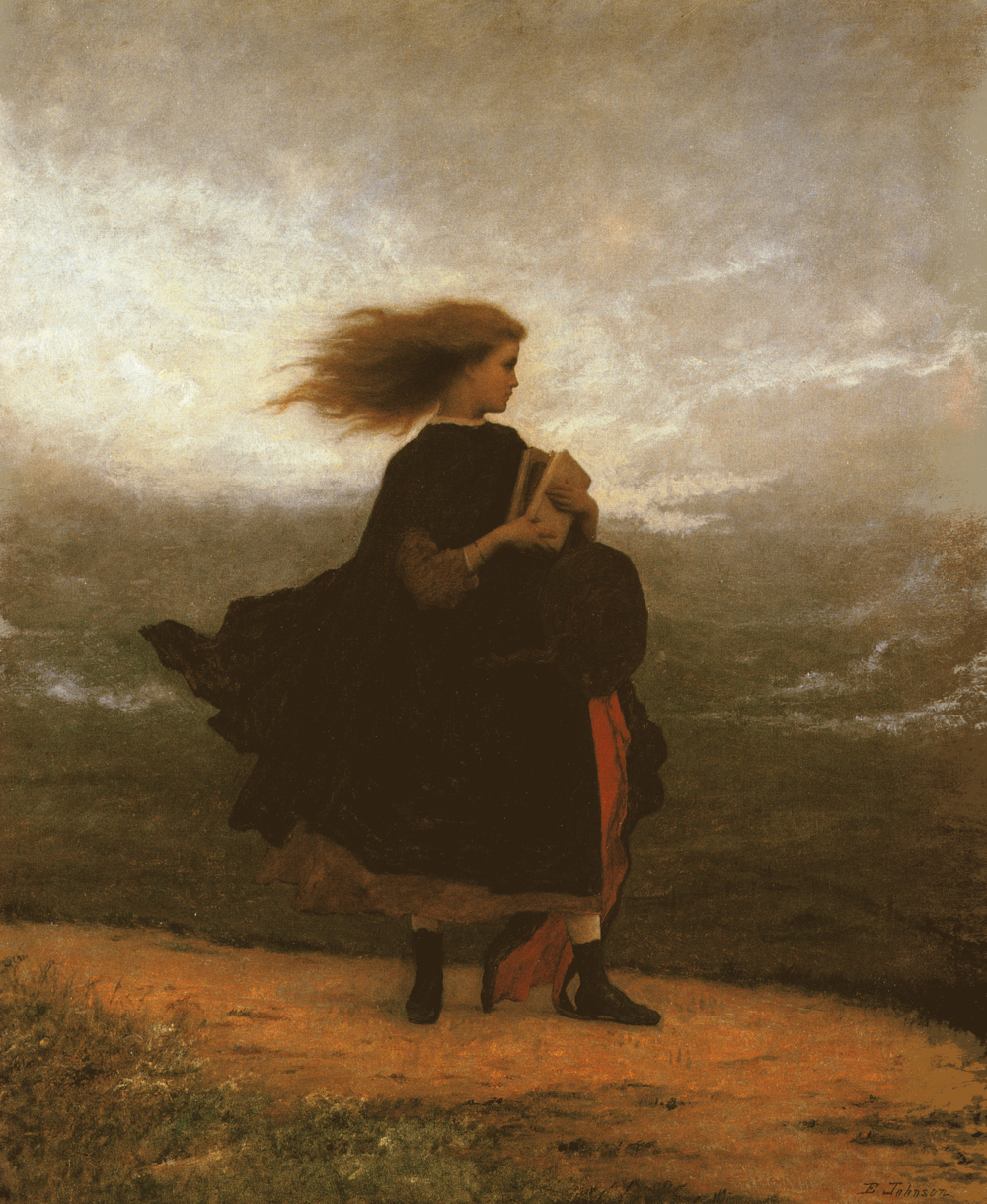
The Girl I left behind me

- Eastman Johnson malt in Öl auf Leinwand das Gemälde The Girl I Left Behind Me.
- Lemuel Wilmarth gründet mit einigen Studenten der National Academy of Design die Art Students League of New York.

#### Musik und Theater
- 27. Februar: Am Theater an der Wien in Wien wird die Operette Cagliostro in Wien von Johann Strauss (Sohn) uraufgeführt. Das Libretto stammt von Camillo Walzel und Richard Genée. Das Stück ist anfangs ein Riesenerfolg, verliert aber mit der Zeit die Gunst des Publikums.

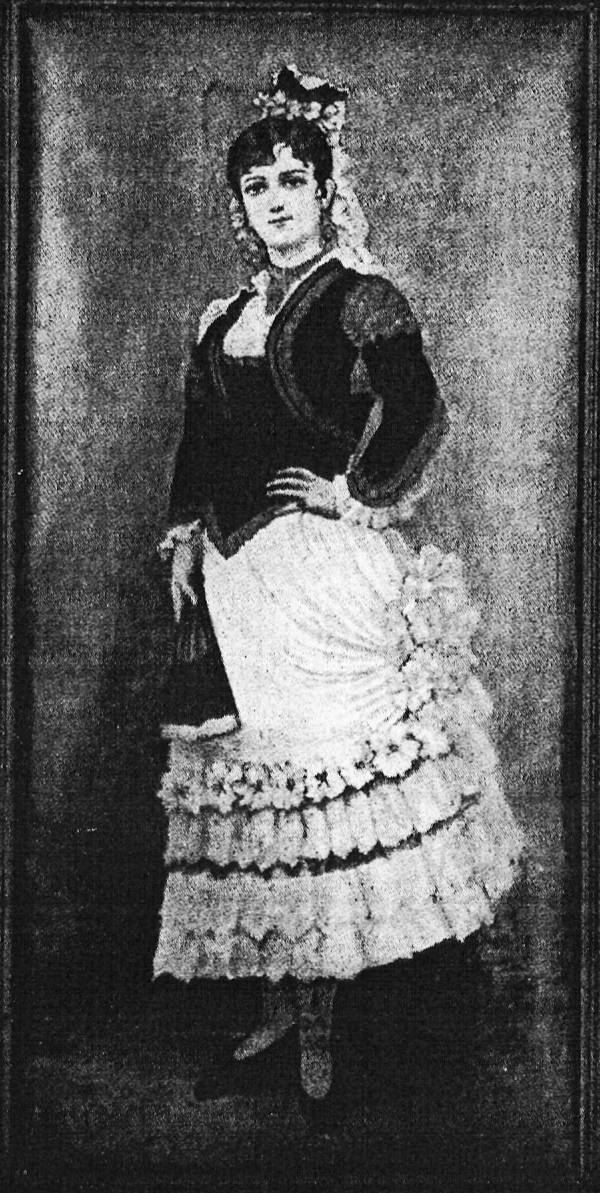
Célestine Galli-Marié als Carmen, 1875

- 3. März: Die Uraufführung der Opéra-comique Carmen von Georges Bizet mit dem Libretto von Henri Meilhac und Ludovic Halévy nach der gleichnamigen Novelle von Prosper Mérimée an der Opéra-Comique in Paris wird vom Publikum kühl aufgenommen. Der Welterfolg des Werkes beginnt erst Monate später.

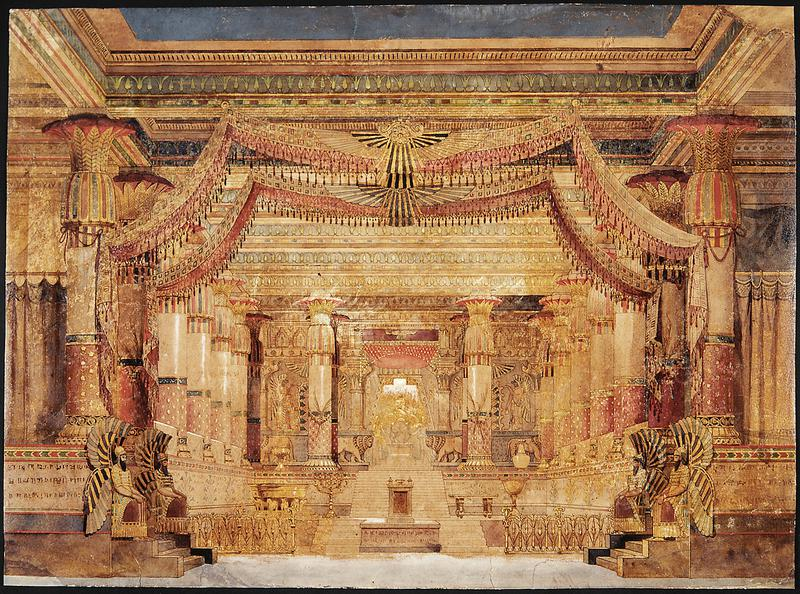
Johann Kautsky: Bühnenbild zur Oper Die Königin von Saba

- 10. März: Die Oper Die Königin von Saba von Karl Goldmark feiert bei ihrer Uraufführung an der Hofoper in Wien einen großen Erfolg und wird zu einer der erfolgreichsten Opern des ausgehenden 19. Jahrhunderts. Die Uraufführung ist mit Amalie Materna in der Titelpartie, Marie Wilt als Sulamith und Gustav Walter als Assad luxuriös besetzt. Das Libretto stammt von Salomon Hermann von Mosenthal und basiert auf dem 1. Buch der Könige.
- 14. März: Vyšehrad, der erste Teil von Bedřich Smetanas aus sechs sinfonischen Dichtungen bestehenden Zyklus Má vlast (Mein Vaterland) wird in Prag uraufgeführt. Die Uraufführung des zweiten und bekanntesten Teils Die Moldau (Vltava) erfolgt am 4. April ebenfalls in Prag.
- 25. März: Trial by Jury, eine Operette mit Musik in einem Akt von Arthur Sullivan nach einem Libretto von W. S. Gilbert, hat ihre Uraufführung am Royalty Theatre in London. Das Stück ist nach Thespis Gilbert und Sullivans zweite gemeinsame Opernproduktion. Das bei Kritikern und beim Publikum sehr beliebte Werk wird während der ersten Spielzeit 131-mal aufgeführt.
- Sommer: Die Münchner Opernfestspiele werden erstmals abgehalten.

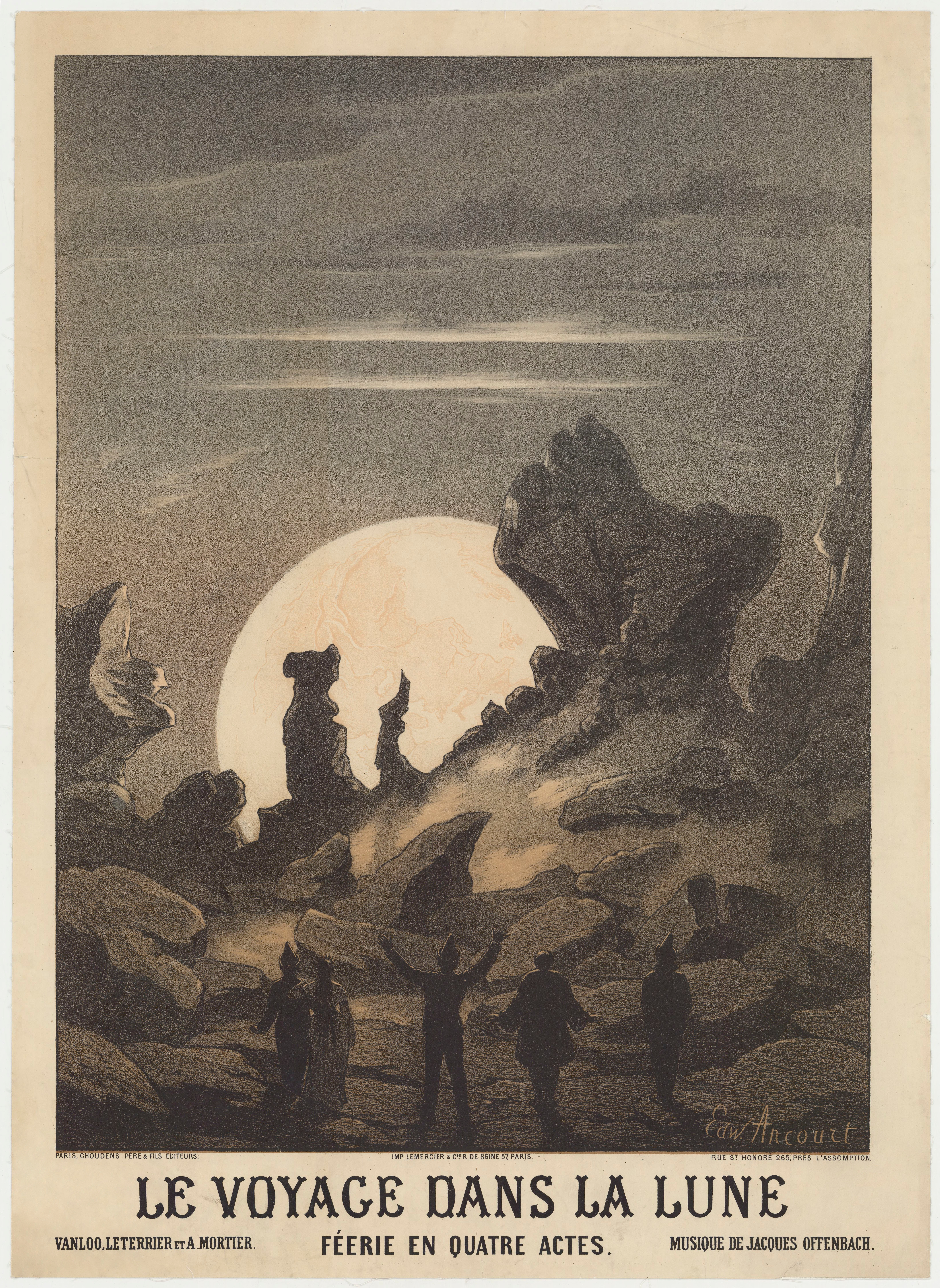
Le voyage dans la lune, Poster der Uraufführung

- 26. Oktober: Die Oper Le voyage dans la lune (Die Reise auf den Mond) von Jacques Offenbach mit einem Libretto von Albert Guillaume Florent Vanloo, Eugène Leterrier und Arnold Mortier nach Motiven aus den Romanen Von der Erde zum Mond (De la terre à la lune) und Die Reise zum Mittelpunkt der Erde (Voyage au centre de la terre) von Jules Verne wird im Théâtre de la Gaîté in Paris uraufgeführt. Verne lässt am 18. Oktober in Le Figaro eine Erklärung veröffentlichen, in der er verlangt, dass die Autoren ausdrücklich darauf hinwiesen, dass er nichts mit diesem Werk zu tun habe, verzichtet aber auf rechtliche Schritte.
- 3. November: Die Uraufführung der Operette Die Kreolin von Jacques Offenbach erfolgt am Théâtre des Bouffes-Parisiens in Paris. Das Libretto stammt von Albert Millaud.
- 14. November: Franz Liszt gründet in Budapest die Königlich-Ungarische Musikakademie. Ferenc Erkel wird  erster Direktor der Hochschule.

#### Sonstiges

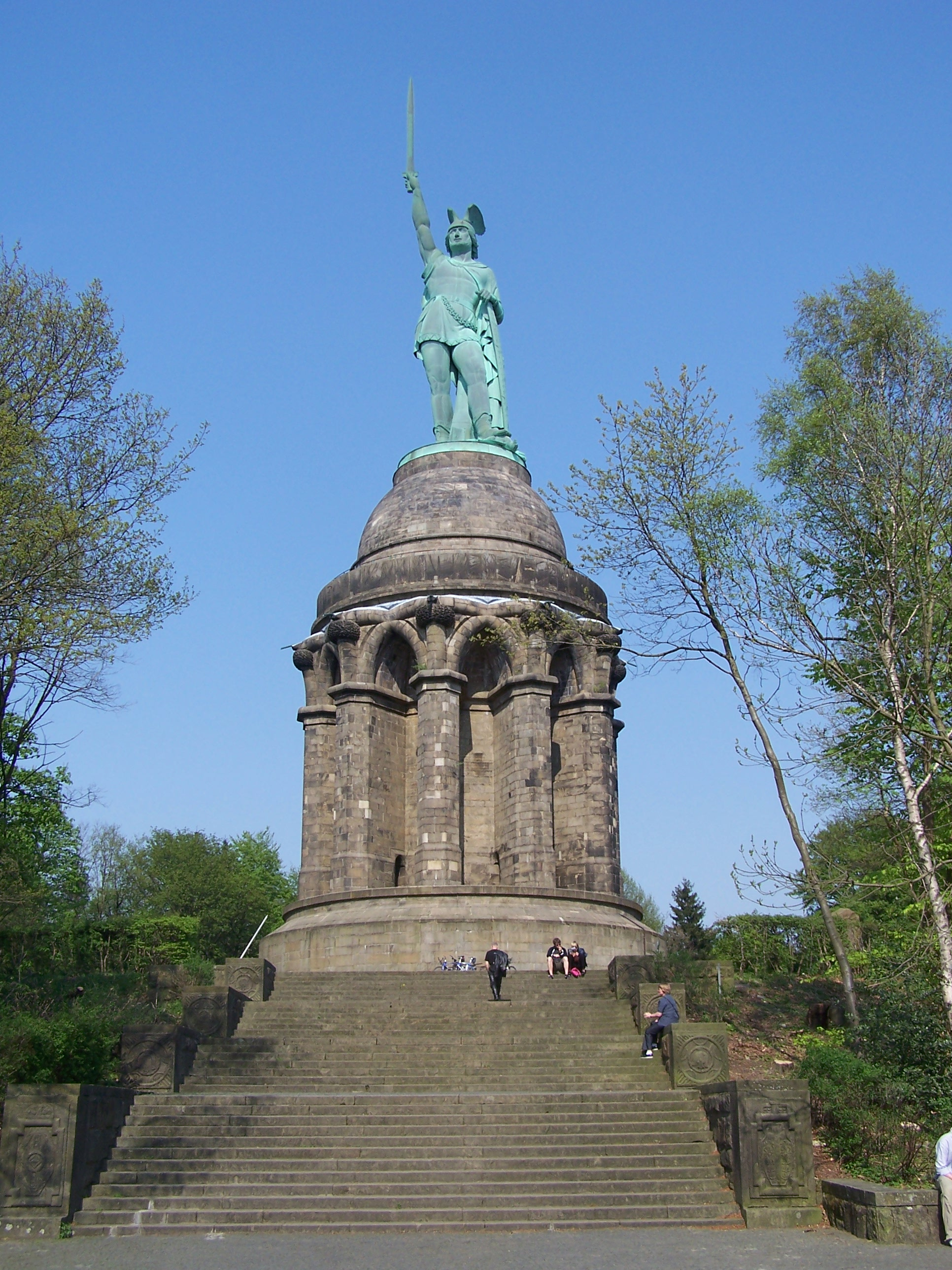
Das Hermannsdenkmal im Teutoburger Wald

- Das Hermannsdenkmal im Teutoburger Wald wird nach 37-jähriger Bauzeit eingeweiht. Die nach Entwürfen von Ernst von Bandel erbaute Kolossalstatue soll an den Cheruskerfürsten Arminius erinnern, insbesondere an die sogenannte Schlacht im Teutoburger Wald. Mit einer Figurhöhe von 26,57 Metern und einer Gesamthöhe von 53,46 Metern ist es die höchste Statue Deutschlands und ist zum Zeitpunkt der Fertigstellung die höchste Statue der westlichen Welt.

### Gesellschaft
- 12. September bis 21. November: Hagenbecks Völkerschau der „Lappländer“ 1875 ist eine der ersten Völkerschauen. Sechs Samen werden von Carl Hagenbeck zusammen mit 31 Rentieren im Tierpark Hagenbeck am Neuen Pferdemarkt in Hamburg St. Pauli und anschließend auf der Hasenheide in Berlin-Neukölln sowie im Pfaffendorfer Hof in Leipzig zur Schau gestellt.
- 11. Dezember: In Bremerhaven ereignet sich mit dem Anschlag auf die Mosel der bisher schwerste Mordanschlag in Deutschland. Eine vorzeitige Bombenexplosion beim Verladevorgang reißt 83 Menschen in den Tod und fordert etwa 200 Verletzte. Der Sprengkörper sollte auf hoher See das Schiff zum Sinken bringen und Mittel für einen Versicherungsbetrug sein.
- Aylesford-Affäre

### Religion
- 6. März: Die große Duisburger Synagoge wird eröffnet.
- 15. März: John McCloskey, der Erzbischof von New York, wird als erster Nicht-Europäer von Papst Pius IX. ins Kardinalskollegium aufgenommen.
- 23. März: Papst Pius IX. veröffentlicht die Enzyklika Graves ac diuturnae an den Klerus und die Bevölkerung der Schweiz. Darin verdammt er die Altkatholiken (in der Schweiz: Christkatholiken) und die Anti-katholischen Ehegesetze und ermahnt die Geistlichen zum treuen Gehorsam.
- um Fronleichnam: Im Zuge des Kulturkampfes wird die katholische Spandauer Prozession nach rund 40 Jahren vom Magistrat nicht mehr genehmigt.

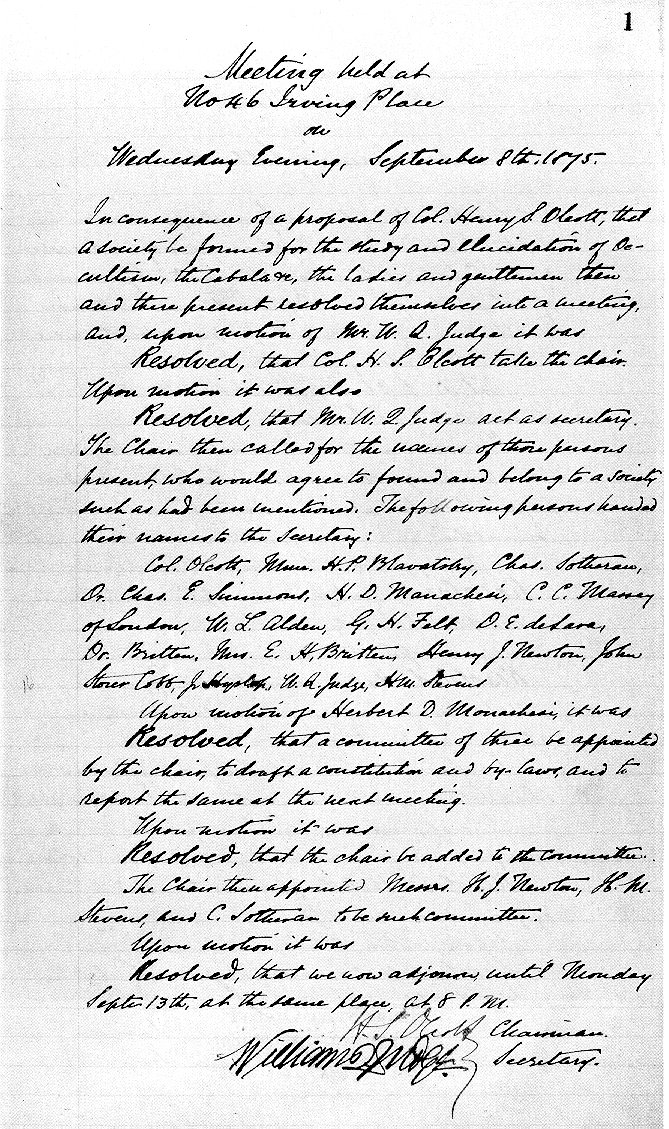
Gründungsprotokoll 1875

- 8. September: In der Wohnung von Helena Blavatsky wird von 16 Personen die Gründung der Theosophischen Gesellschaft beschlossen. Diese spätere Geheimgesellschaft gewinnt erheblichen Einfluss auf religiöse und esoterische Bewegungen. Am 30. Oktober wird die Satzung verlesen, und am 17. November erfolgt eine zeremonielle Feier zur Gründung. Doch schon zu Jahresende erfolgen die ersten Austritte.
- 8. September: Im niederländischen Steyl ruft der deutsche Priester Arnold Janssen die Gesellschaft des Göttlichen Wortes ins Leben. Wegen des Kulturkampfes konnte er die Kongregation in Deutschland nicht gründen.
- 16. Oktober: In Provo im US-Bundesstaat Utah wird die konfessionelle Brigham Young University von der Kirche Jesu Christi der Heiligen der Letzten Tage gegründet. Der deutsche Gymnasiallehrer Karl Gottfried Mäser wird erster Rektor der Hochschule.

### Katastrophen
- 24. Februar: An der Küste von Queensland wird der Passagierdampfer Gothenburg von einem Zyklon überrascht und prallt auf Felsen des Great Barrier Reef. Das Schiff sitzt auf den Felsen fest und wird langsam geflutet. 113 Menschen sterben.
- 1. Juni: Der Passagierdampfer Vicksburg der Dominion Line sinkt nach der Kollision mit einem Eisberg. 47 der 91 an Bord befindlichen Menschen kommen dabei ums Leben.
- 22. Oktober: Beim Eisenbahnunfall von Balta kommen auf der Odeska Salisnyzja 70 Menschen ums Leben, 120 weitere werden verletzt.
- 4. November: Der Raddampfer Pacific kollidiert südwestlich von Cape Flattery an der Küste des US-Bundesstaats Washington mit dem Segelschiff Orpheus und sinkt. 273 Passagiere und Besatzungsmitglieder sterben, darunter alle Frauen und Kinder.
- 6. Dezember Der Dampfsegler Deutschland läuft in der Höhe des Themse-Deltas auf eine Sandbank. 57 Menschen verlieren ihr Leben.
- 25. Dezember Der Einsturz des Treppenhauses im Schulhaus Hellikon in der Schweiz fordert 76 Tote.

Kleinere Unglücksfälle sind in den Unterartikeln von Katastrophe und in der Liste von Katastrophen aufgeführt.

### Natur und Umwelt

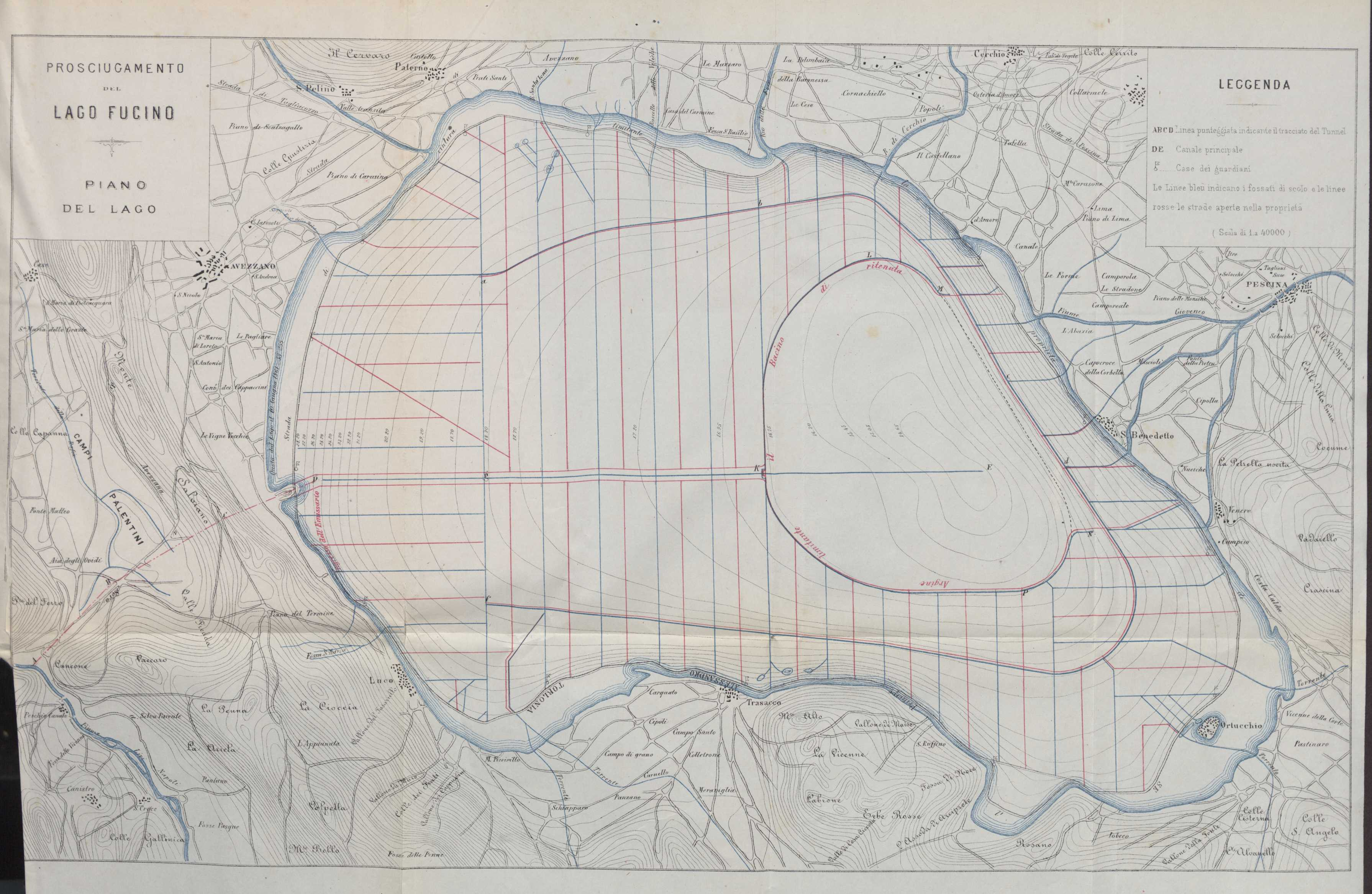
Plan der Entwässerung des Sees, 1875

Der Fuciner See, das größte Binnengewässer Mittelitaliens, wird endgültig trockengelegt und als Kulturland genutzt. Die Trockenlegungsarbeiten haben bereits 1854 im Auftrag des römischen Bankiers Alessandro Torlonia unter der Leitung des Schweizer Ingenieurs Franz Mayor de Montricher begonnen.

### Sport
- 3. März: Im kanadischen Montreal organisiert James Creighton, ein Student der McGill University, das erste Eishockeyspiel in einer Halle. In einem Zeitungsbericht über das Spiel wird auch erstmals ein Puck erwähnt.
- 17. Mai: In Louisville (Kentucky) wird das erste Pferderennen des Kentucky Derbys ausgetragen.

Matthew Webb; Zeichnung aus Vanity Fair, 1875

- 25. August: Matthew Webb durchschwimmt in 21 Stunden 45 Minuten als erster Mensch ohne technische Hilfen den Ärmelkanal und erreicht Calais.
- November: Der englische Fußballverein Blackburn Rovers wird gegründet. Er absolviert am 18. Dezember sein erstes Spiel, das mit einem Unentschieden endet.
- Konrad Koch veröffentlicht den ersten deutschen Fußball-Regelsatz (siehe Geschichte des Fußballs).
- In England werden die ersten Tischtennis-Regeln veröffentlicht.

## Geboren

### Januar
- 04. Januar: Wassili Jan, russischer Schriftsteller († 1954)
- 06. Januar: Walther Schücking, deutscher Politiker und Völkerrechtler († 1935)
- 08. Januar: Frank Erne, Schweizer Boxer († 1954)
- 08. Januar: Elsa von Gutmann, Fürstin von Liechtenstein († 1947)
- 09. Januar: Gertrude Vanderbilt Whitney, US-amerikanische Mäzenin und Gründerin des Whitney Museum of American Art († 1942)
- 10. Januar: Issai Schur, deutscher Mathematiker († 1941)
- 11. Januar: Reinhold Glière, russischer Komponist († 1956)
- 12. Januar: Helene Aeckerle, deutsche Autorin und Übersetzerin († 1940)
- 12. Januar: Homer D. Angell, US-amerikanischer Politiker († 1968)
- 12. Januar: Fritz Bleichröder, deutscher Arzt († 1938)
- 14. Januar: Albert Schweitzer, elsässischer Arzt, Theologe, Musiker und Philosoph († 1965)
- 15. Januar: Thomas Burke, US-amerikanischer Leichtathlet, Teilnehmer der ersten Olympischen Sommerspiele 1896 († 1929)
- 15. Januar: Abd al-Aziz ibn Saud, Gründer des modernen Königreichs Saudi-Arabien († 1953)
- 16. Januar: Leonor Michaelis, deutsch-US-amerikanischer Biochemiker und Mediziner († 1949)
- 18. Januar: Alexei Abrikossow, sowjetischer Pathologe († 1955)
- 18. Januar: Julián Carrillo, mexikanischer Komponist († 1965)
- 21. Januar: Johannes Lindworsky, deutscher Jesuit, Psychologe und Hochschullehrer († 1939)
- 21. Januar: Karl Hermann Zipp, deutscher Elektroingenieur († 1940)
- 21. Januar: Arthur Wontner, britischer Schauspieler († 1960)
- 22. Januar: D. W. Griffith, US-amerikanischer Schauspieler, Regisseur und Filmproduzent († 1948)
- 24. Januar: Jan Johannes Blanksma, niederländischer Chemiker († 1950)
- 25. Januar: Flem D. Sampson, US-amerikanischer Politiker († 1967)
- 30. Januar: Hans Bader, Schweizer Geistlicher († 1935)
- 31. Januar: Stanisław Lubomirski, polnischer Magnat,  Unternehmer und Bankier († 1932)
- 31. Januar: Sepp Straffner, österreichischer Politiker († 1952)

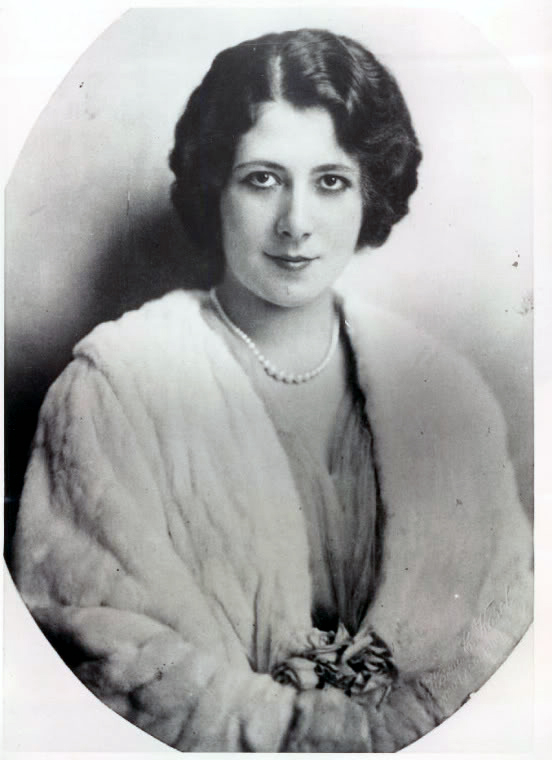
Fürstin Elsa
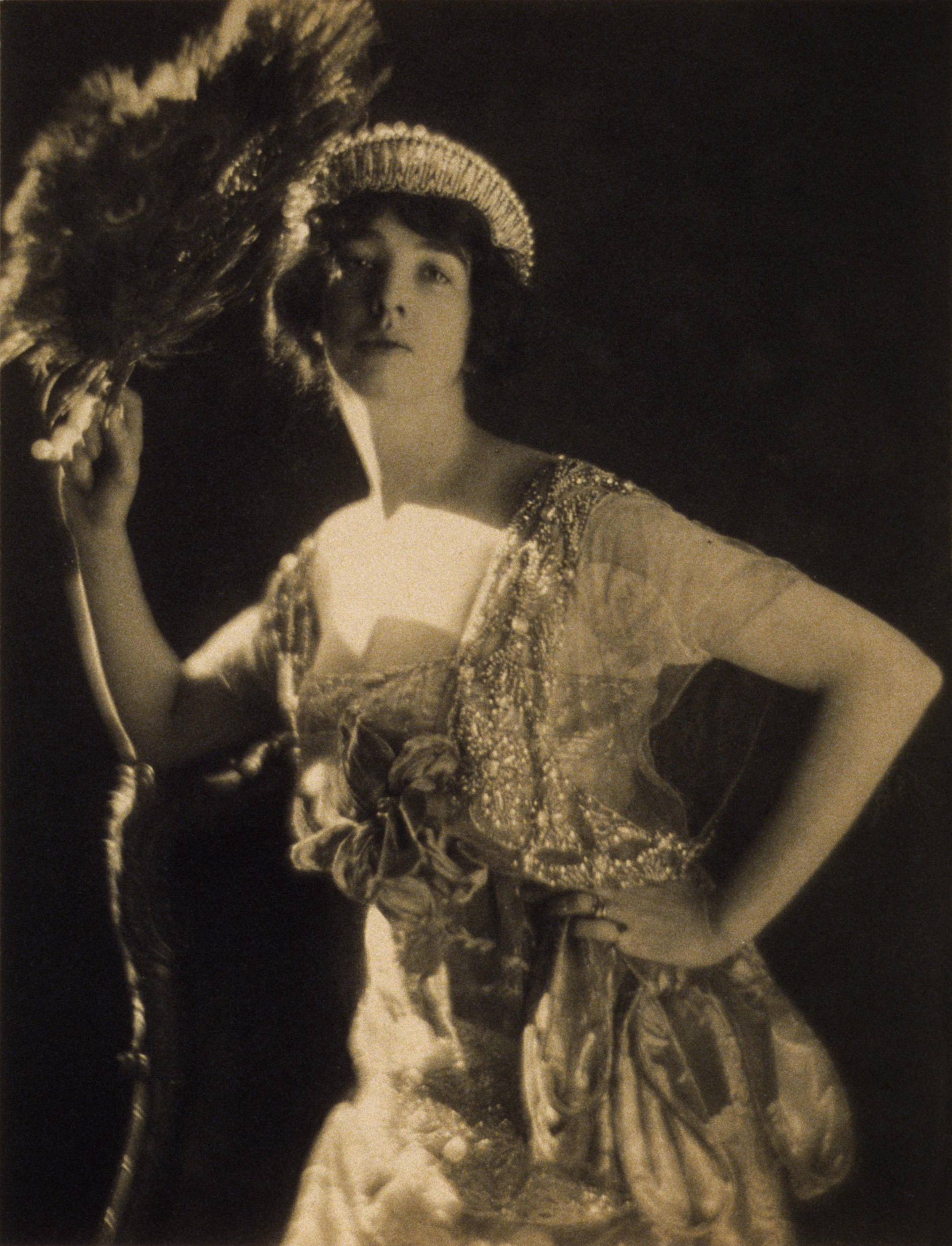
Gertrude Vanderbilt Whitney
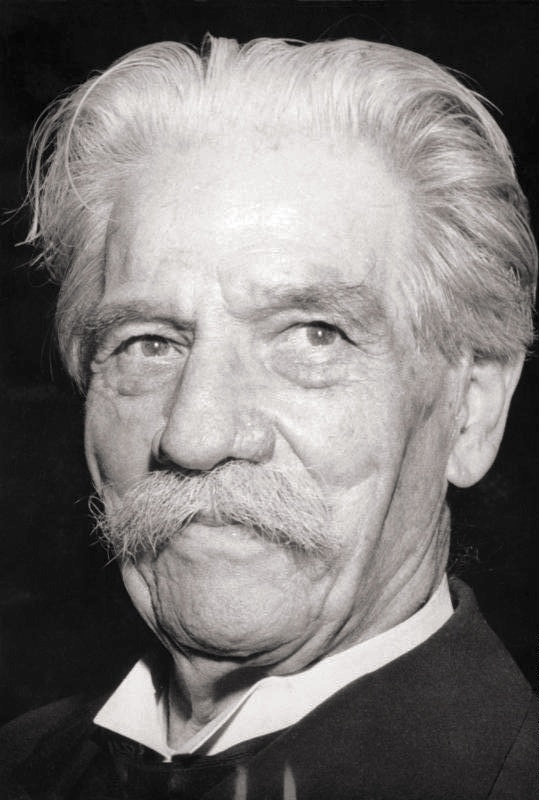
Albert Schweitzer
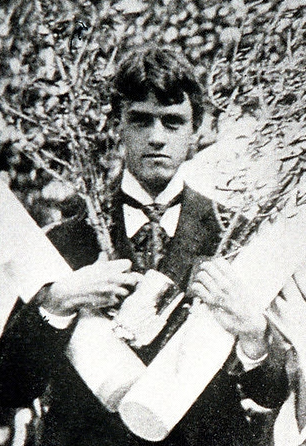
Thomas Burke 1896
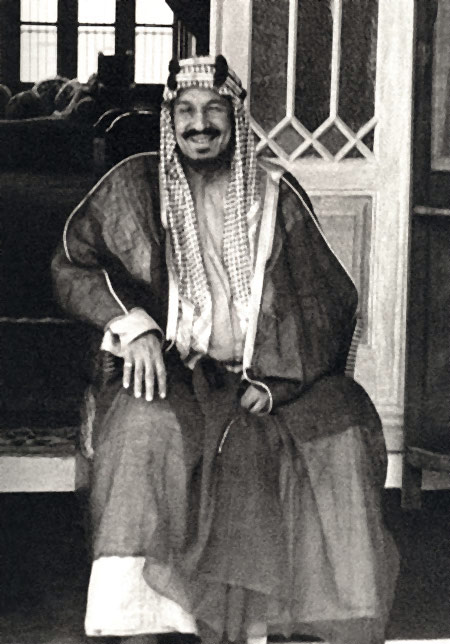
Abd al-Aziz ibn Saud
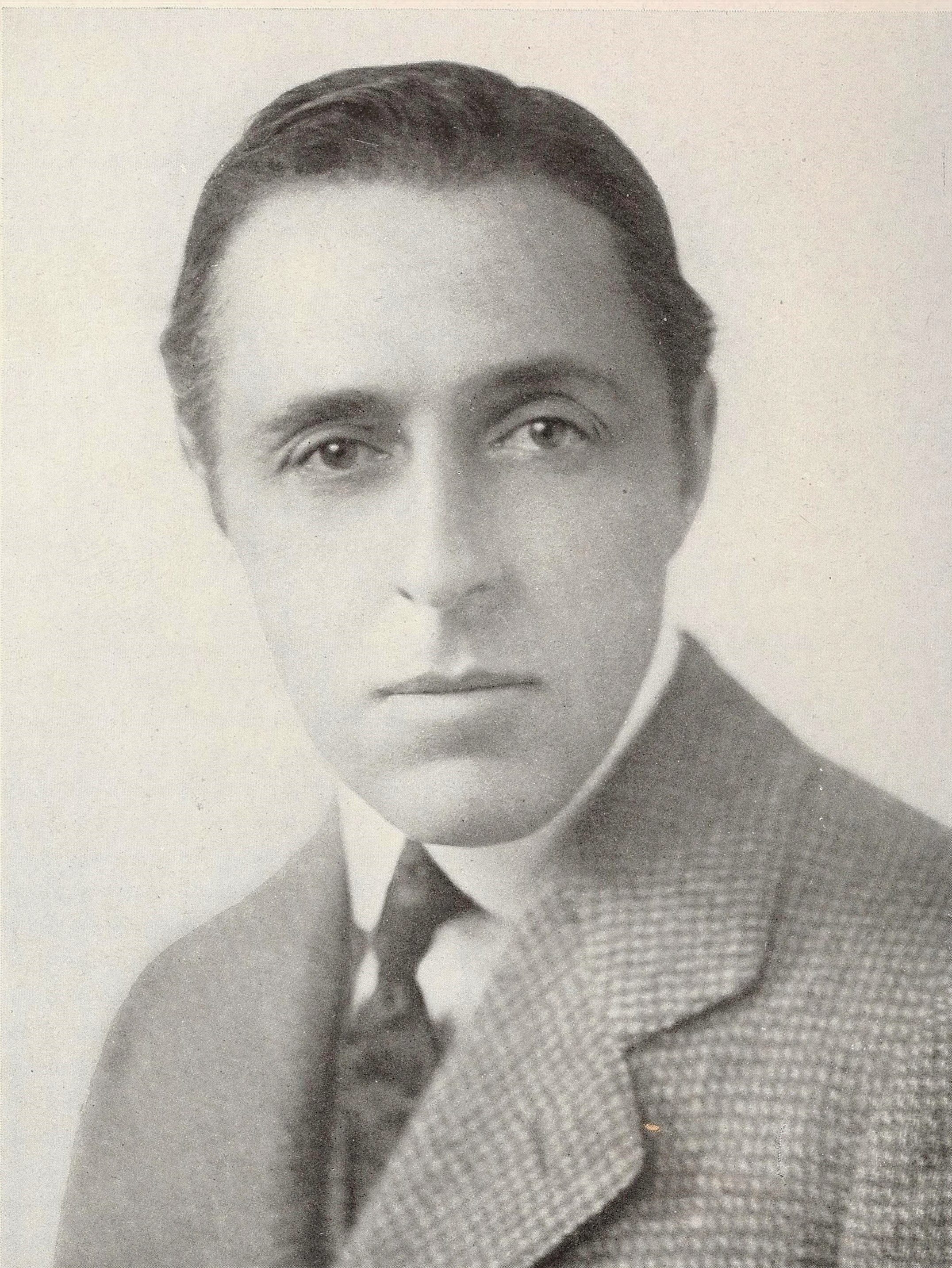
David Wark Griffith

### Februar
- 01. Februar: Bertha Dörflein-Kahlke, deutsche Malerin († 1964)
- 02. Februar: Fritz Kreisler, österreichischer Violinist und Komponist († 1962)
- 04. Februar: Ludwig Prandtl, deutscher Physiker († 1953)
- 05. Februar: Gonzalo Queipo de Llano, spanischer General († 1951)
- 06. Februar: Otto Geßler, deutscher Reichswehrminister († 1955)
- 06. Februar: Walter Hyde, britischer Opernsänger und Gesangspädagoge († 1951)
- 07. Februar: Walter Courvoisier, Schweizer Komponist († 1931)
- 07. Februar: Emmi Ruben, deutsche Mäzenin († 1955)
- 08. Februar: Richard Berndl, deutscher Architekt, Kunstgewerbler und Hochschullehrer († 1955)
- 09. Februar: Paul von Eltz-Rübenach, deutscher Reichsverkehrsminister im Dritten Reich († 1943)
- 13. Februar: Traugott Hahn, deutsch-baltischer Theologe und Pfarrer, evangelischer Märtyrer († 1919)
- 15. Februar: Vilma von Webenau, österreichisch-deutsche Komponistin († 1953)
- 17. Februar: Fanny Clar, französische Schriftstellerin († 1944)
- 17. Februar: Adolph Weber, deutscher Kunstturner
- 18. Februar: Walter Andrae, deutscher Bauforscher und Archäologe († 1956)
- 18. Februar: Ludwig Külz, deutscher Mediziner und Afrikaforscher († 1938)
- 18. Februar: Wilhelm Külz, deutscher Politiker († 1948)
- 18. Februar: Heinrich Winter, deutscher Chemiker († 1959)
- 20. Februar: Marie Marvingt, französische Pilotin († 1963)
- 21. Februar: Jeanne Calment, Französin, Mensch mit der längsten nachweisbaren Lebensspanne († 1997)
- 22. Februar: Sophie Adelheid in Bayern, Tochter von Herzog Karl Theodor in Bayern († 1957)
- 22. Februar: Hayunga Carman, kanadischer Musikpädagoge († 1965)
- 24. Februar: Alfred Agache, französischer Architekt und Stadtplaner († 1959)
- 24. Februar: Konstantin Hierl, deutscher Politiker und Funktionär († 1955)
- 25. Februar: Karl August Nerger, deutscher Fregattenkapitän und Träger des Ordens Pour-le-Mérite († 1947)
- 25. Februar: Franz Nieberl, deutscher Bergsteiger und Autor († 1968)
- 26. Februar: Erich Koch-Weser, deutscher Politiker († 1944)
- 26. Februar: Hans Böckler, deutscher Politiker und Gewerkschaftsfunktionär († 1951)
- 26. Februar: Edith Miller, kanadische Sängerin († 1936)
- 26. Februar: Richard Wetz, deutscher Komponist und Musikpädagoge († 1935)
- 27. Februar: Julius Asch, deutscher Gewerkschafter und Politiker († 1932)
- 27. Februar: Manuel Ugarte, argentinischer Schriftsteller († 1951)
- 28. Februar: Viliam Figuš-Bystrý, slowakischer Komponist († 1937)
- 28. Februar: Christie MacDonald, US-amerikanische Sängerin († 1962)

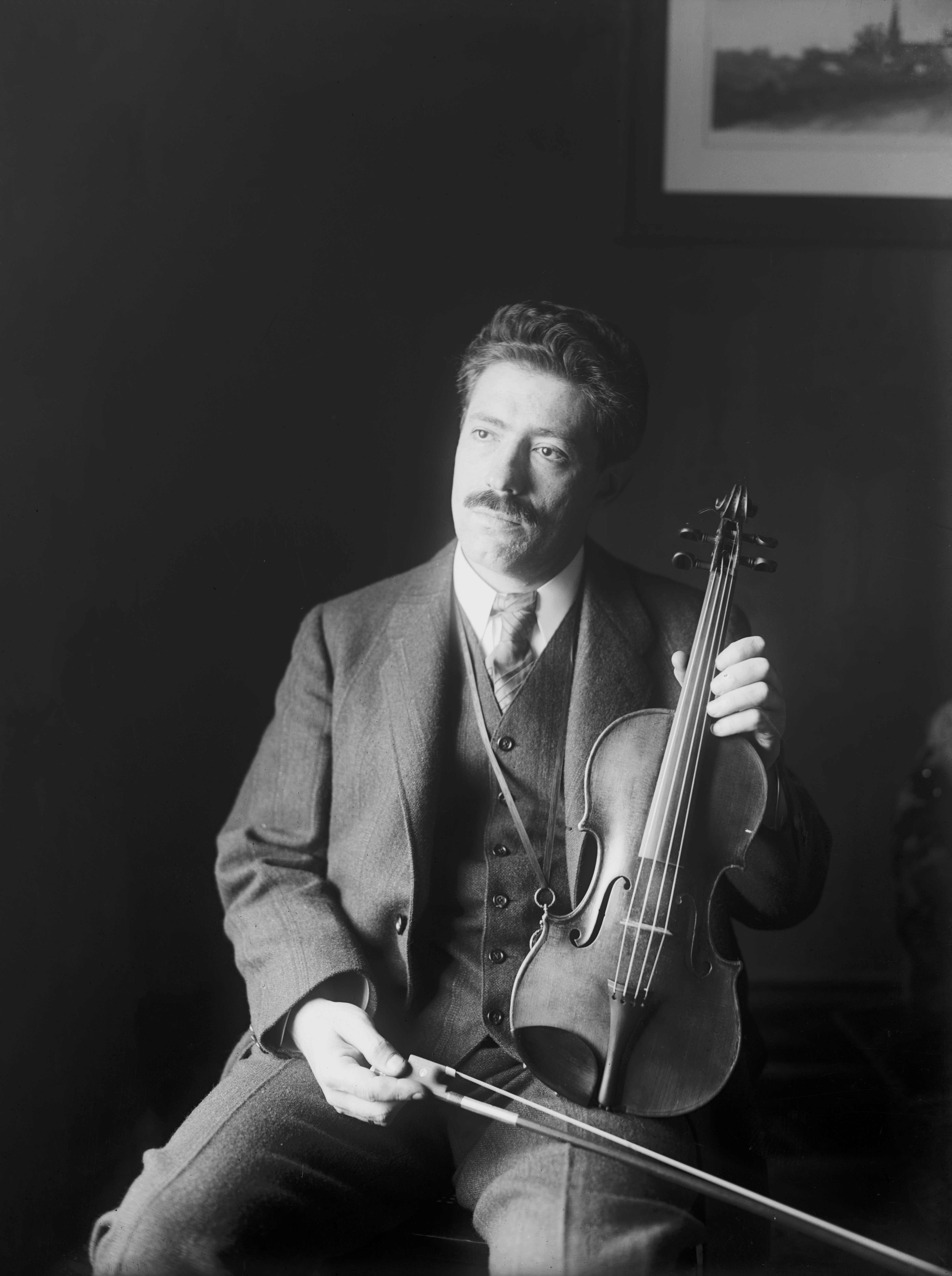
Fritz Kreisler
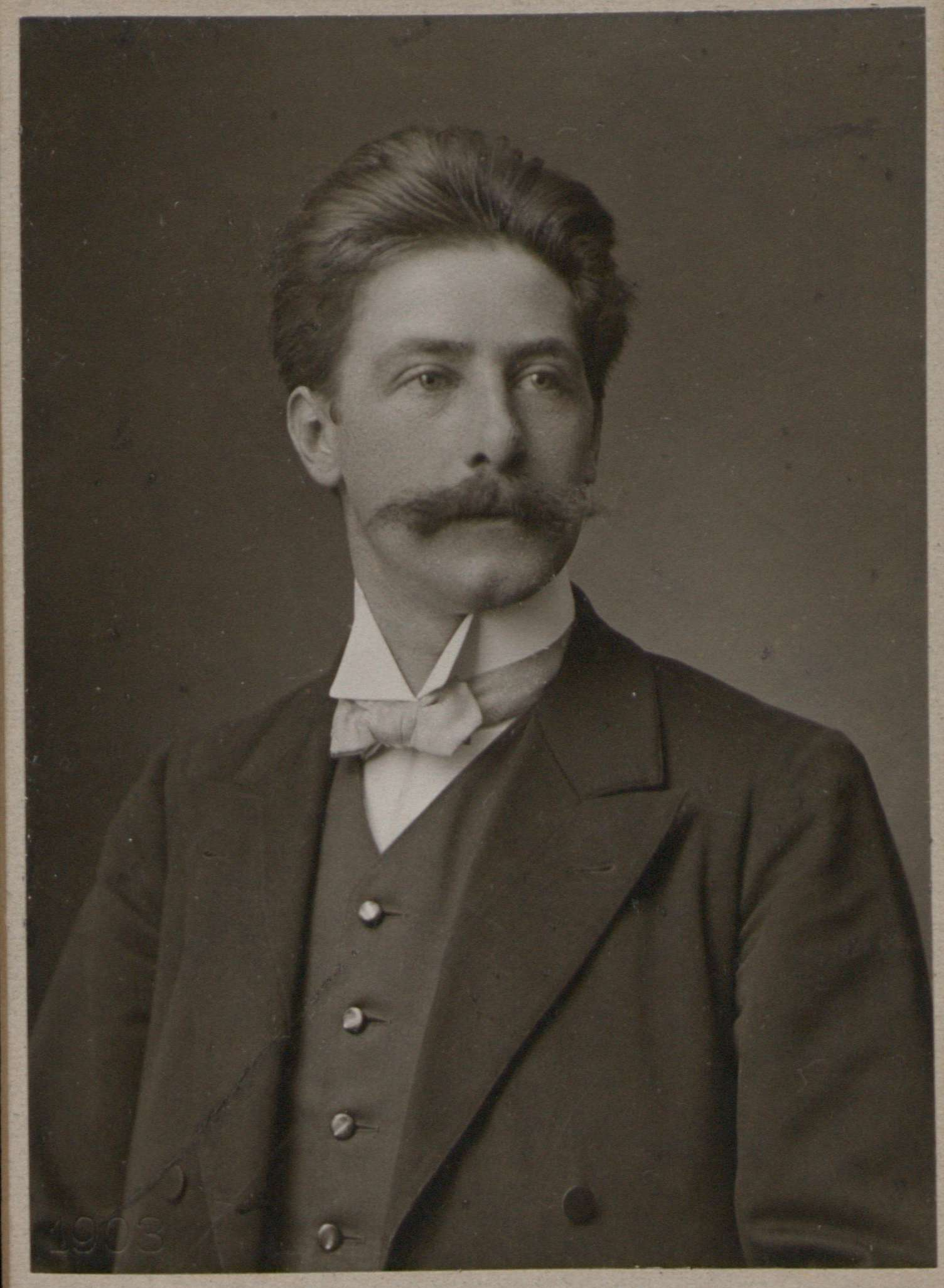
Walter Courvoisier
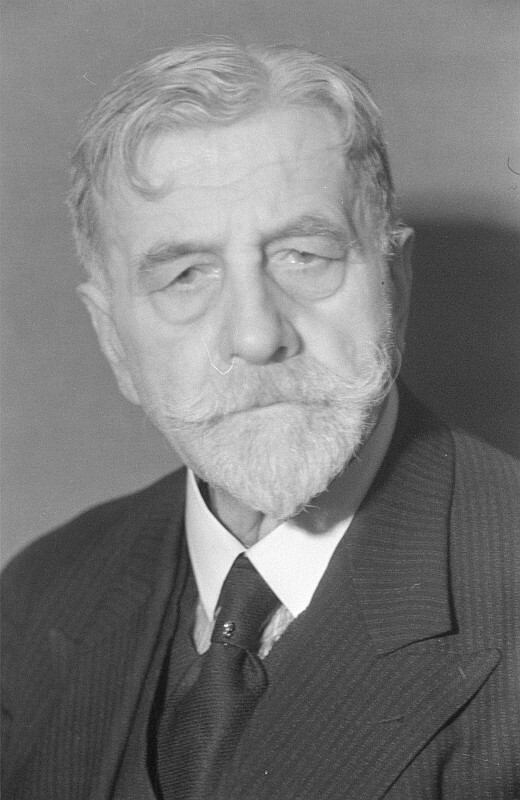
Wilhelm Külz
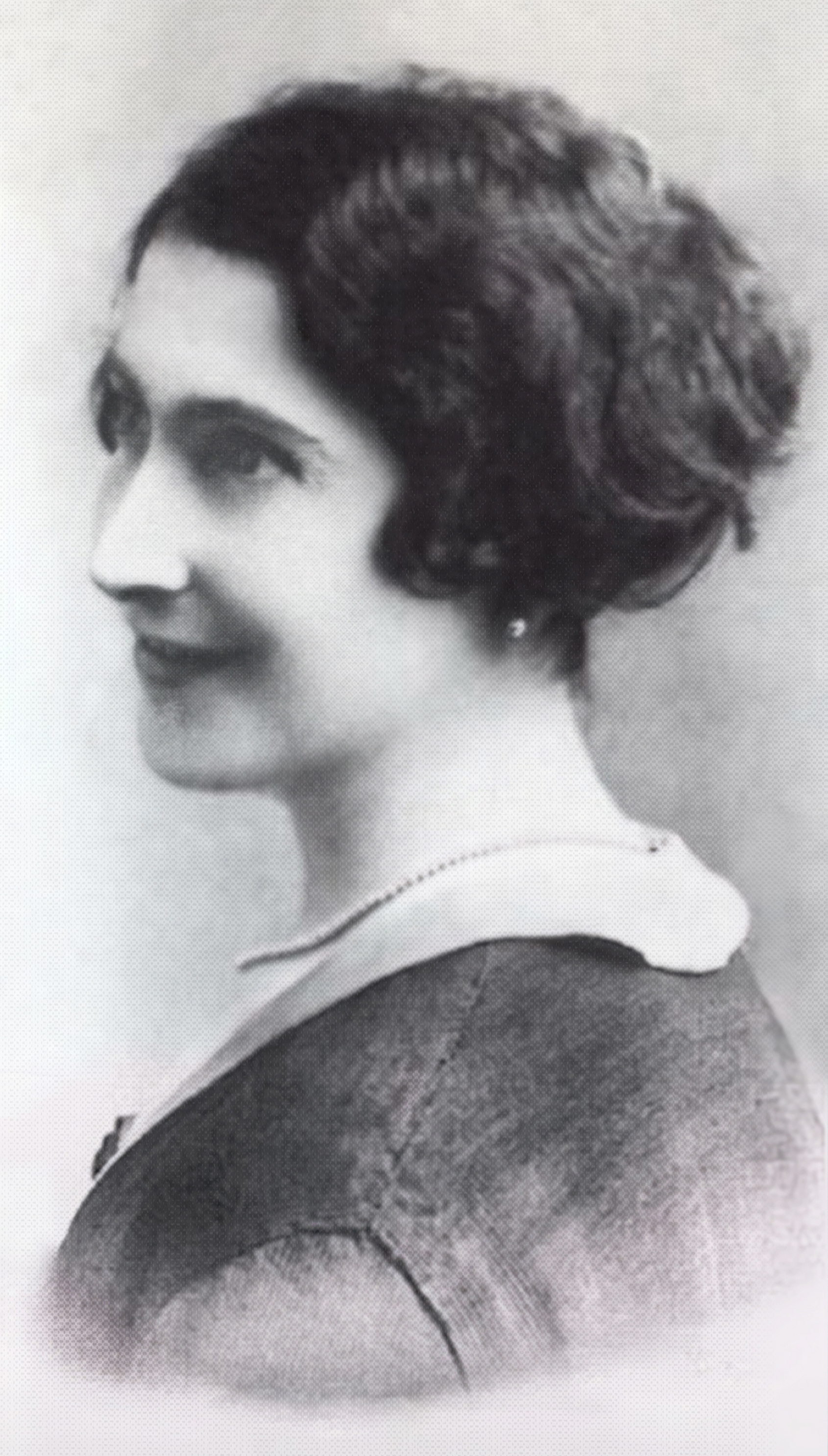
Jeanne Calment um 1915
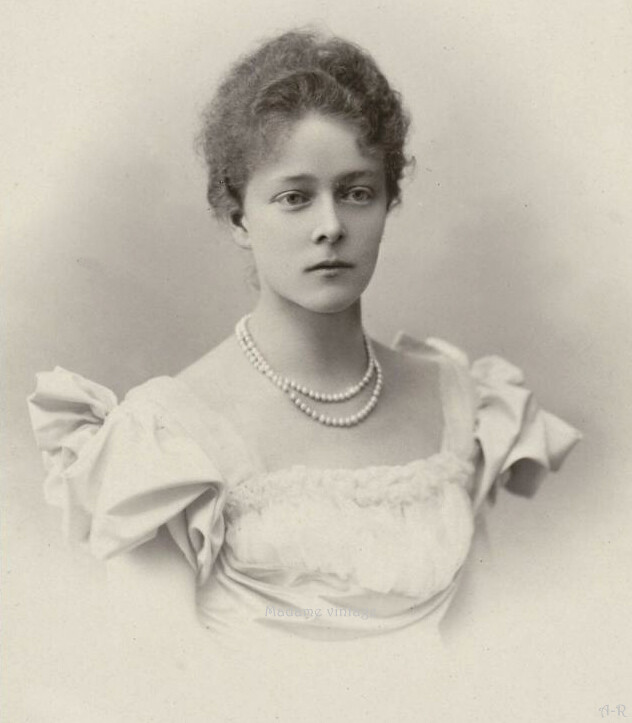
Sophie Adelheid in Bayern
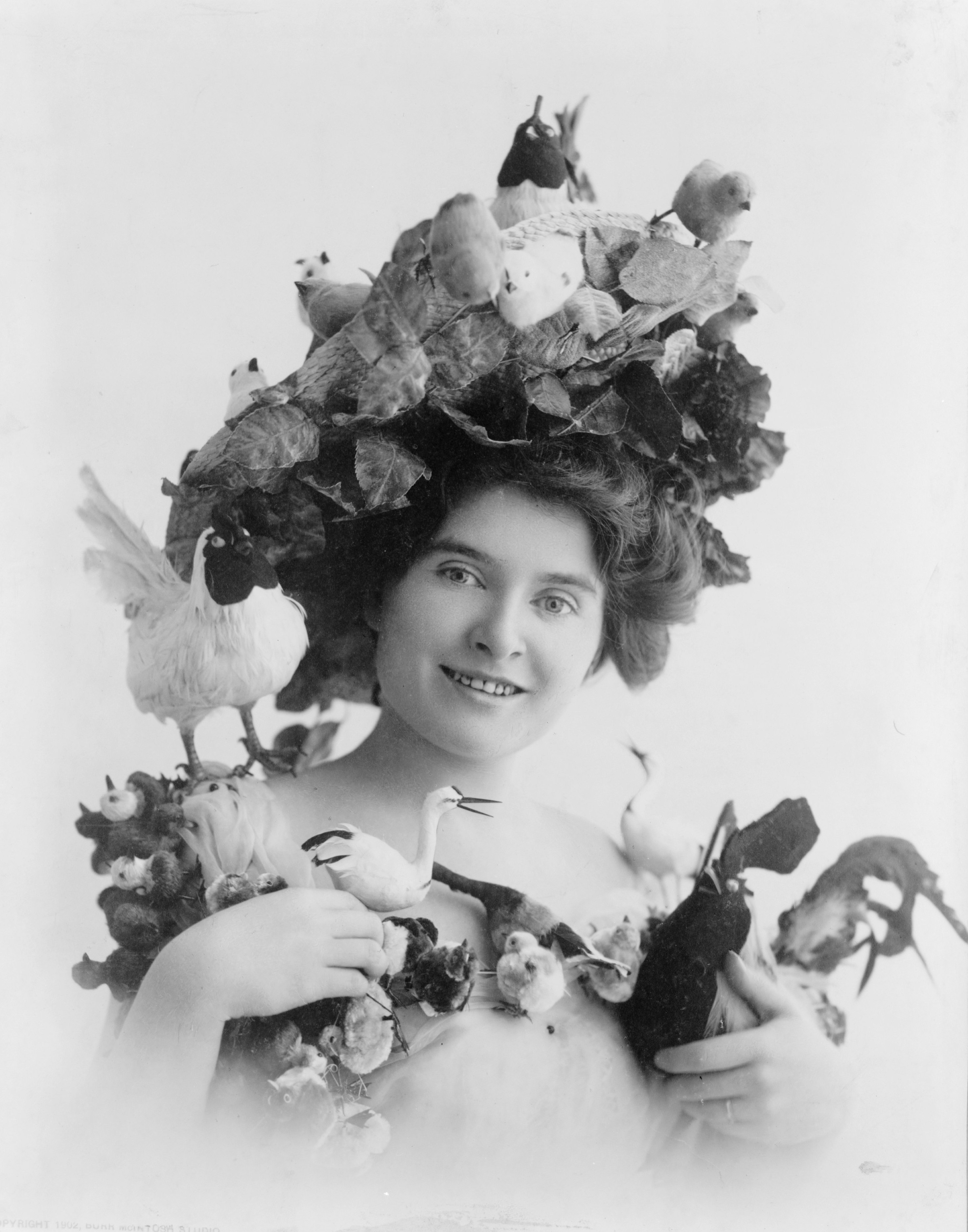
Christie MacDonald

### März
- 01. März: Sigurður Eggerz, isländischer Premier- und Finanzminister († 1945)
- 04. März: Henri Duvernois, französischer Schriftsteller († 1937)
- 04. März: Mihály Károlyi, ungarischer Politiker († 1955)
- 04. März: Helene Lübbers-Wegemann, deutsche Malerin († 1958)
- 07. März: Maurice Ravel, französischer Komponist († 1937)
- 08. März: Franco Alfano, italienischer Komponist († 1954)
- 09. März: Theodor Barth, Schweizer Kunstmaler († 1949)
- 10. März: Alexander Goldenweiser, russischer Komponist und Pianist († 1961)
- 11. März: Victor Wallenberg, schwedischer Sportschütze († 1970)
- 14. März: Paul Ilg, schweizerischer Schriftsteller († 1957)
- 15. März: Henri Ghéon, französischer Schriftsteller († 1944)
- 15. März: Georg Graf, deutscher Orientalist († 1955)
- 16. März: Percy MacKaye, US-amerikanischer Dramatiker und Dichter († 1956)
- 16. März: Ludwig Rex, deutscher Opernsänger und Stummfilmschauspieler († 1943)
- 18. März: Manuel Trucco, chilenischer Politiker († 1954)
- 19. März: Gustav Wyneken, deutscher Reformpädagoge († 1964)
- 20. März: Ben Fuller, australischer Theaterunternehmer († 1952)
- 22. März: Anton Hanak, österreichischer Bildhauer († 1934)
- 22. März: Friedrich von Huene, deutscher Wirbeltierpaläontologe († 1969)
- 22. März: Hans Grimm, deutscher Schriftsteller und nationalistischer Publizist († 1959)
- 22. März: Franz Joseph Koch, deutscher Lehrer und Autor († 1947)
- 24. März: Johanna Tesch, deutsche Politikerin († 1945)
- 26. März: Max Abraham, deutscher theoretischer Physiker († 1922)
- 26. März: Syngman Rhee, erster südkoreanischer Präsident († 1965)
- 26. März: Alois Wagner, deutscher römisch-katholischer Geistlicher und Klinikdirektor († 1944)
- 27. März: Cécile Vogt, französische Ärztin und Neurologin († 1962)
- 31. März: Adolf von Arnim, deutscher Sportfunktionär († 1931)
- 31. März: Ludwig Kießling, deutscher Pflanzenbauwissenschaftler und Pflanzenzüchter († 1942)
- 31. März: Hans Osten, deutscher Kaufmann und Astronom († 1936)

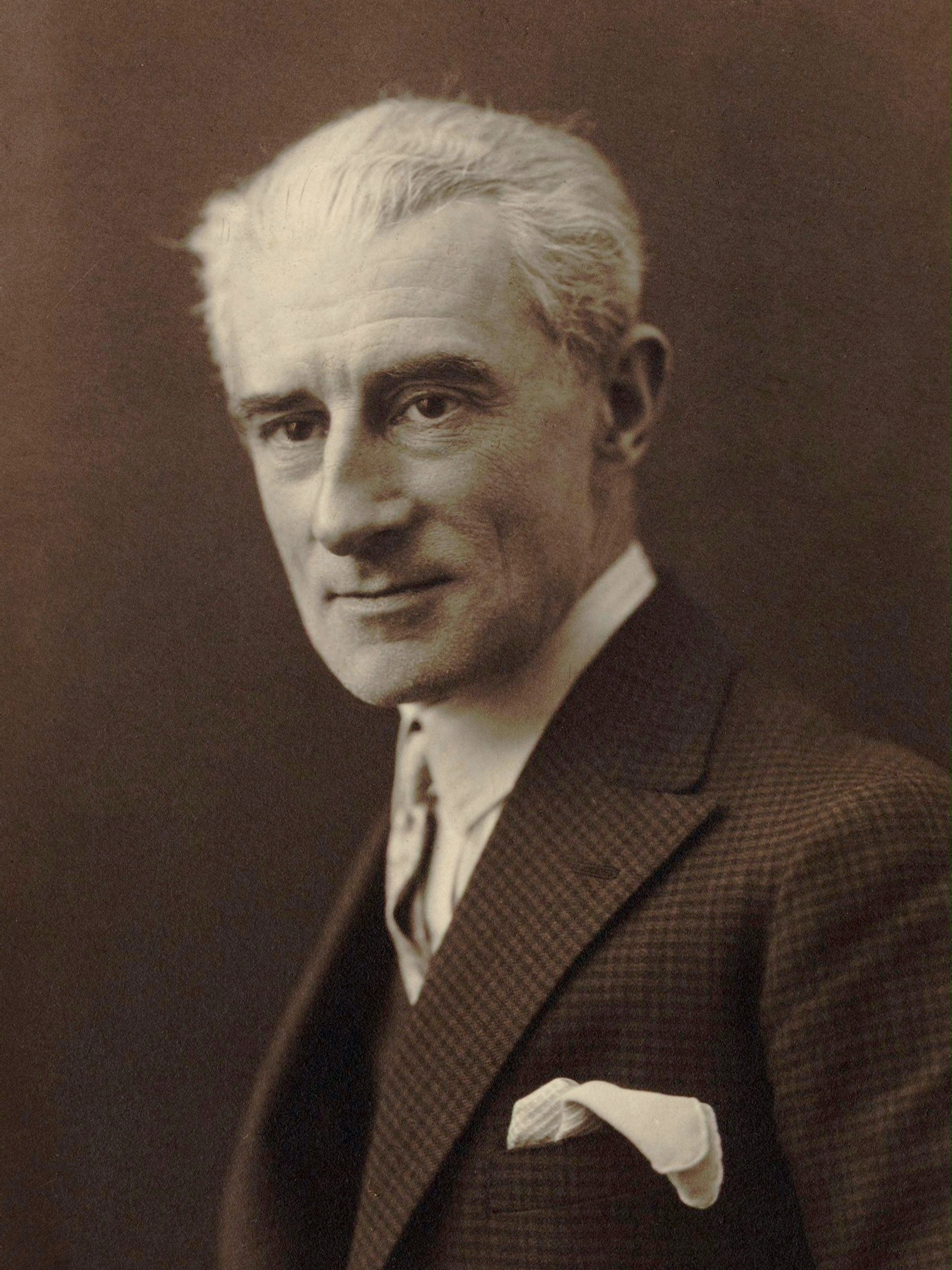
Maurice Ravel, 1925
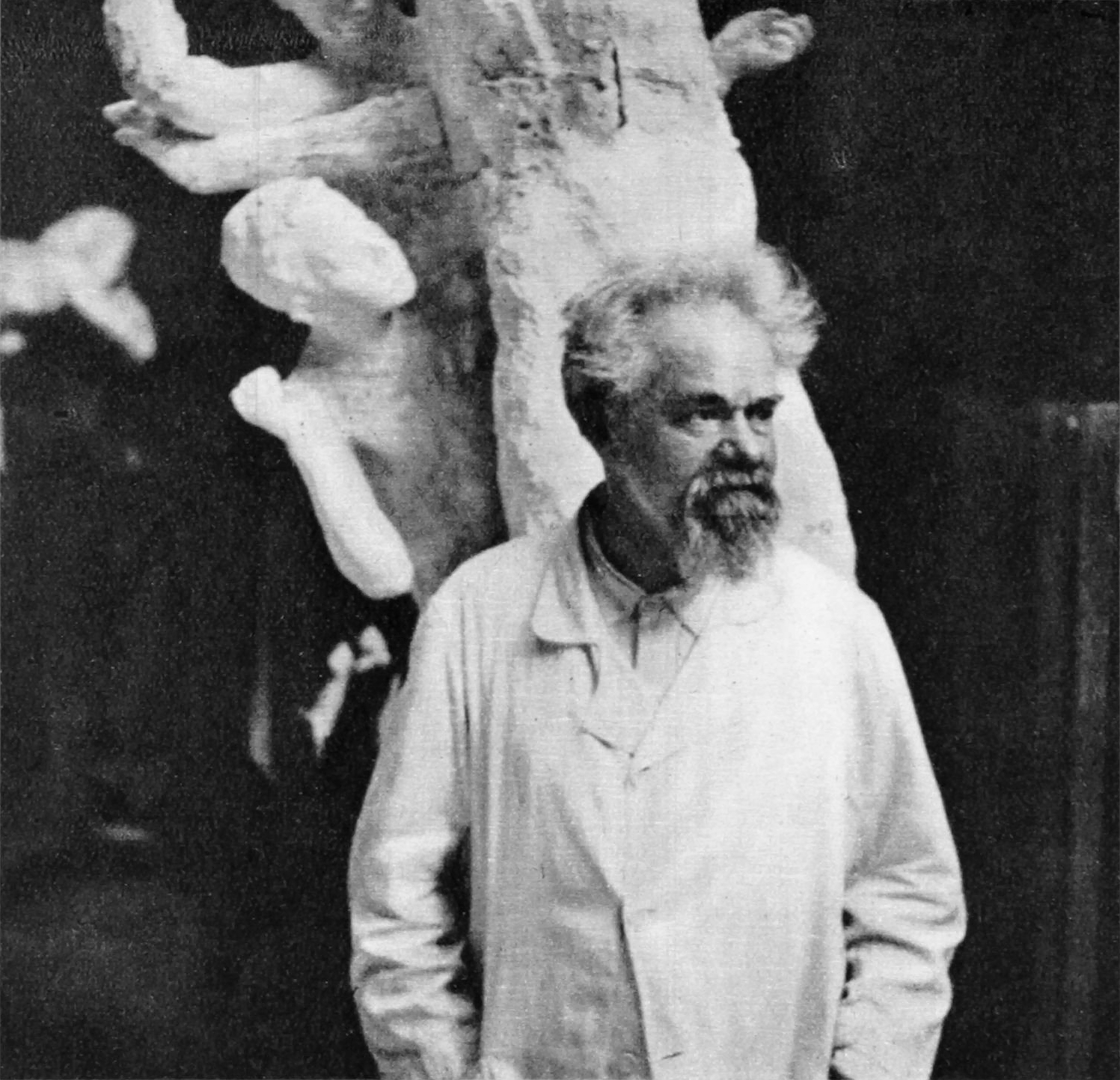
Anton Hanak, ca. 1933
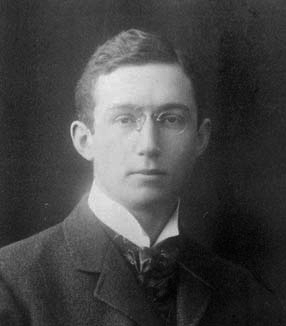
Max Abraham (um 1905)
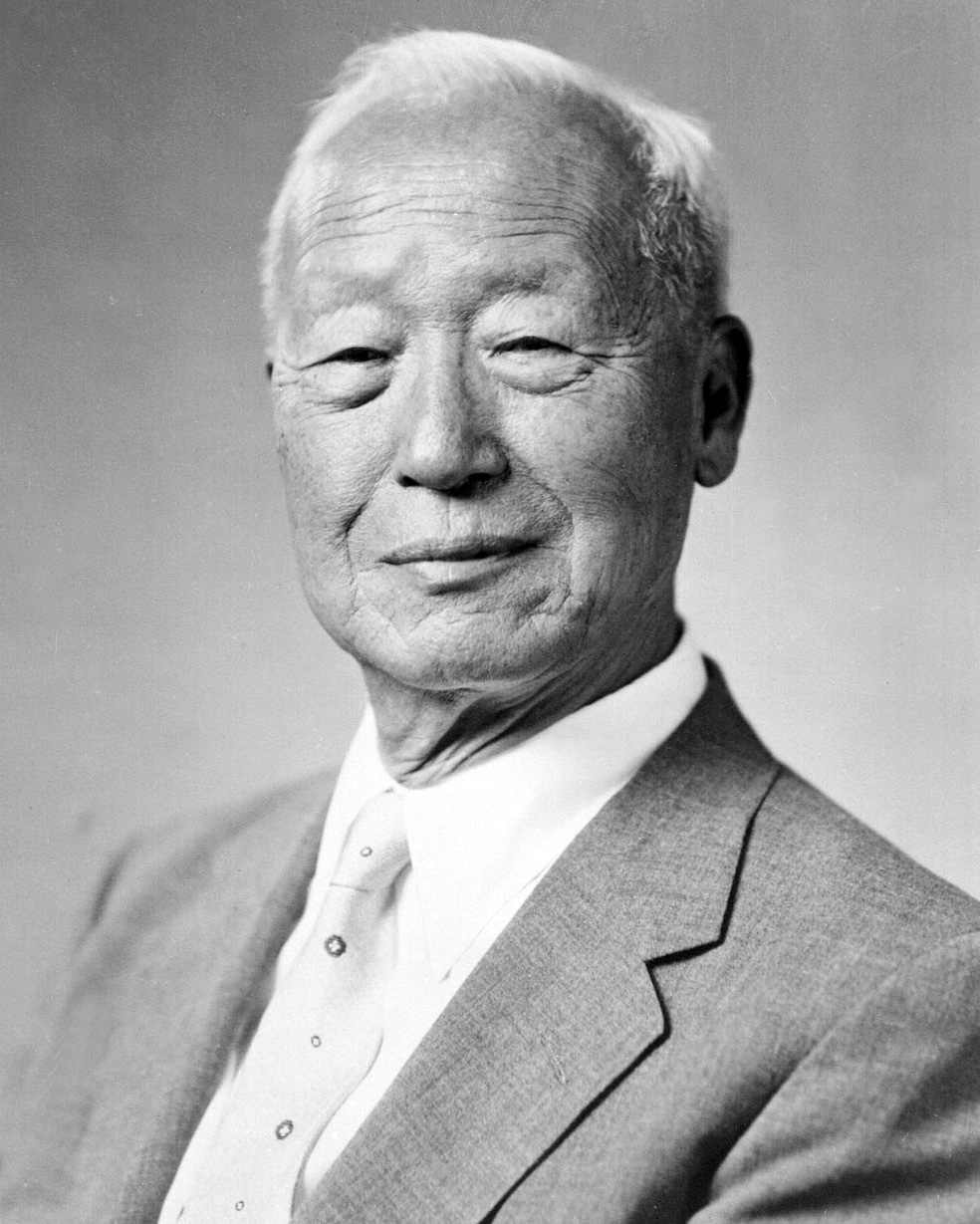
Rhee Syng-Man 1948

### April
- 01. April: Edgar Wallace, britischer Krimi-Schriftsteller († 1932)
- 02. April: Walter Percy Chrysler, US-amerikanischer Automobil-Pionier († 1940)
- 02. April: Hermann Delago, österreichischer Alpinist († 1962)
- 04. April: Pierre Monteux, französisch-amerikanischer Dirigent († 1964)
- 05. April: Blumepeter, Mannheimer Lokallegende († 1940)
- 05. April: Alice Michaelis, deutsche Malerin († 1943)
- 06. April: Xenija Alexandrowna Romanowa, russische Großfürstin († 1960)
- 08. April: Albert I., König der Belgier († 1934)
- 09. April: Jacques Futrelle, US-amerikanischer Schriftsteller († 1912)
- 12. April: Stanisław Adamski, polnischer Bischof von Kattowitz und Politiker († 1967)
- 12. April: Hugo Sinzheimer, deutscher Rechtswissenschaftler († 1945)
- 13. April: Iwan Semjonowitsch Kulikow, russischer bzw. sowjetischer Maler († 1941)
- 13. April: Ray Lyman Wilbur, US-amerikanischer Politiker und Mediziner († 1949)
- 14. April: Wassili Anutschin, russischer Ethnograf und Journalist († 1941)
- 14. April: Luigi Carnera, italienischer Astronom und Entdecker vieler Asteroiden († 1962)
- 15. April: James J. Jeffries, US-amerikanischer Boxer und Schwergewichtsweltmeister († 1953)
- 16. April: Erwin Baur, deutscher Arzt, Botaniker, Genetiker und Züchtungsforscher († 1933)
- 18. April: Ugo Amaldi, italienischer Mathematiker († 1957)
- 18. April: Oskar Ernst Bernhardt, deutscher Gründer der Gralsbewegung († 1941)
- 19. April: Gaston Dethier, US-amerikanischer Organist und Komponist († 1958)
- 20. April: Josef Pembaur, österreichischer Pianist und Komponist († 1950)
- 21. April: Hugo Botstiber, österreichischer Musikwissenschaftler († 1941)
- 22. April: Johann Baptist Umberg, Schweizer Jesuit und Hochschullehrer († 1959)
- 23. April: Tillie Anderson, US-amerikanische Radrennfahrerin († 1965)
- 23. April: Heinrich Vogt, deutscher Neurologe († 1957)
- 27. April: Maurice de Broglie, Herzog von Broglie, französischer Physiker, Mitglied der Académie française († 1960)
- 29. April: Rafael Sabatini, italienisch-britischer Schriftsteller († 1950)
- 30. April: Friedrich Opel, deutscher Radsportler, Ingenieur, Automobilrennfahrer und Unternehmer († 1938)

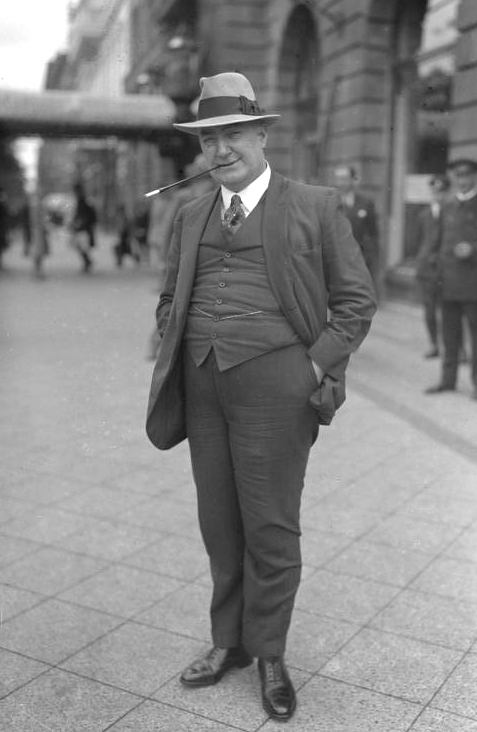
Edgar Wallace
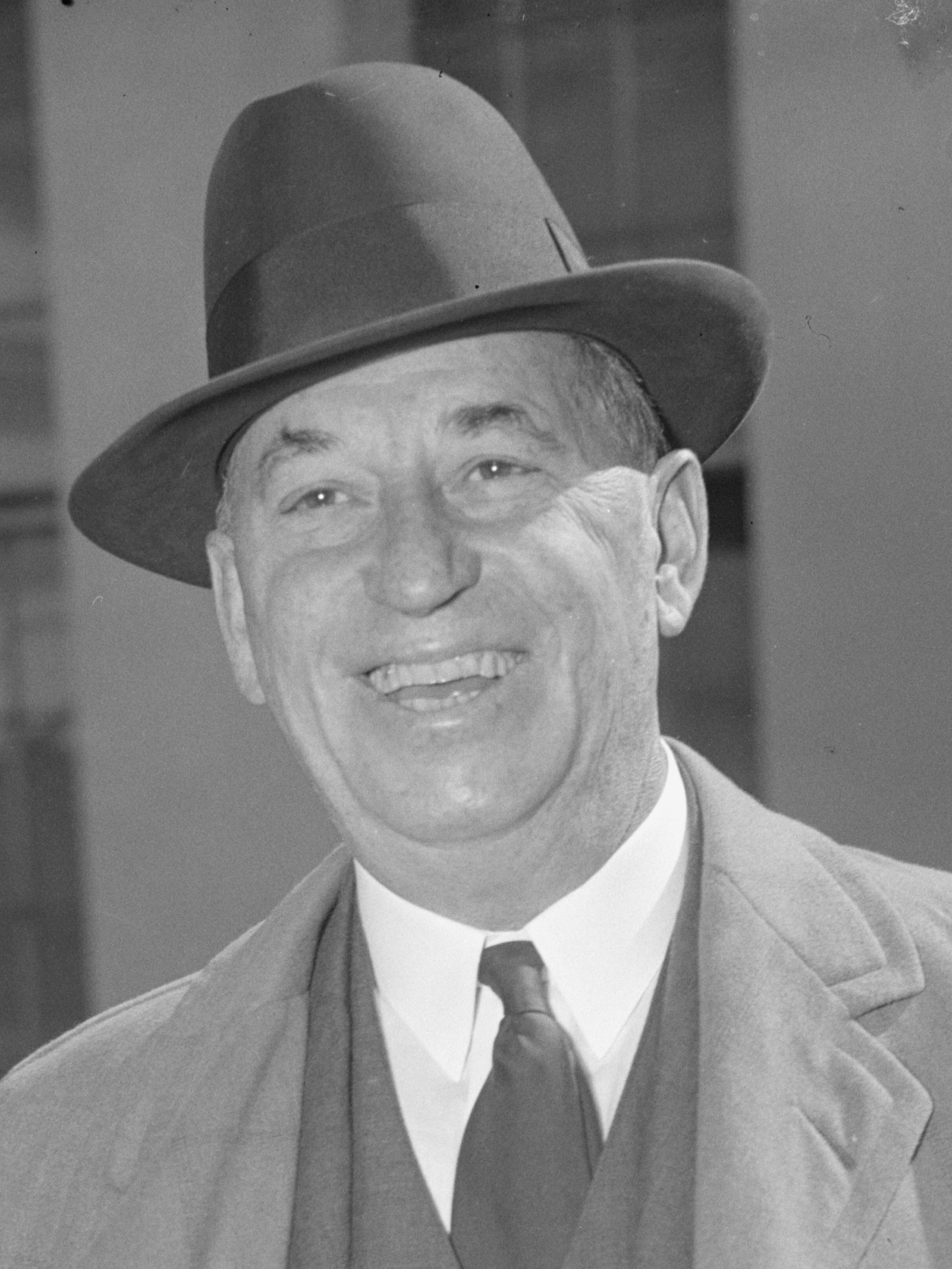
Walter Chrysler
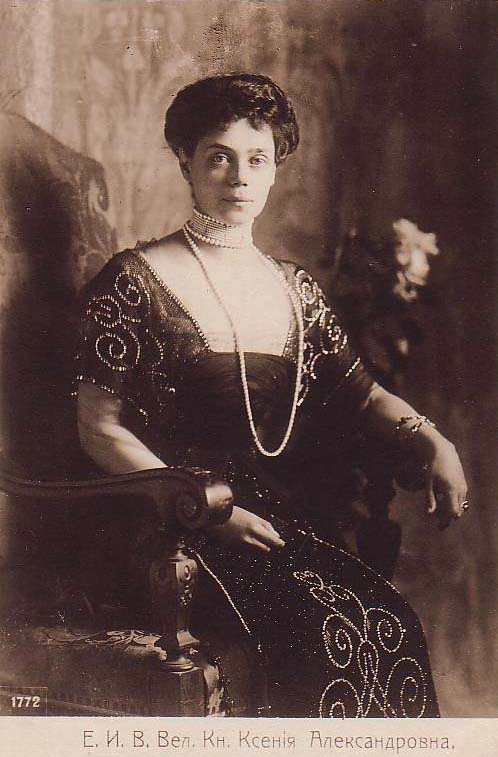
Xenija Alexandrowna Romanowa
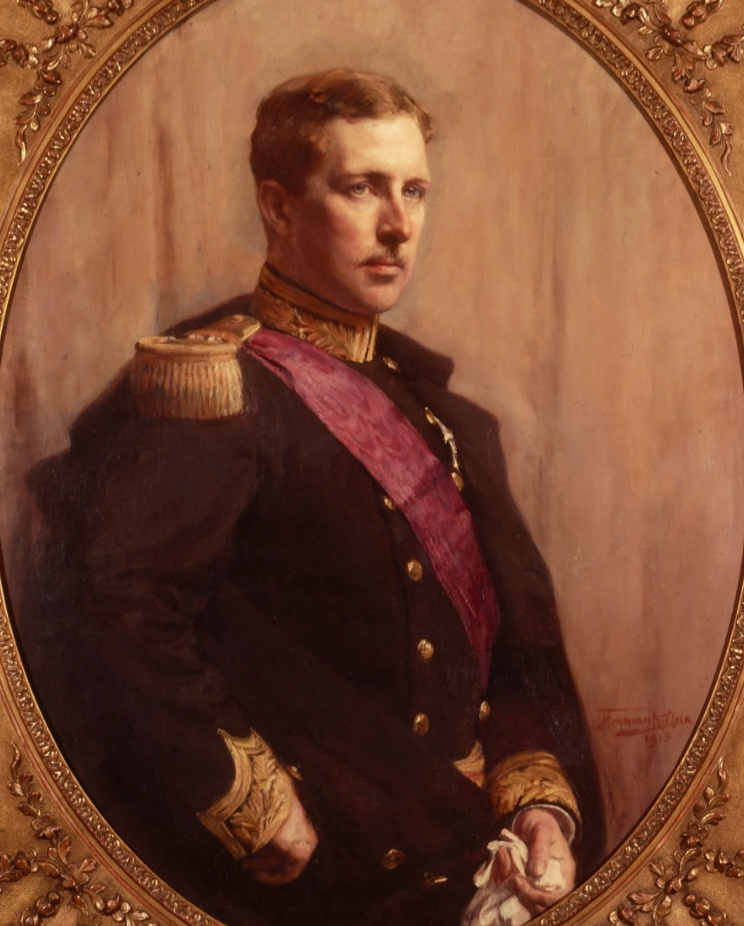
Albert I von Belgien
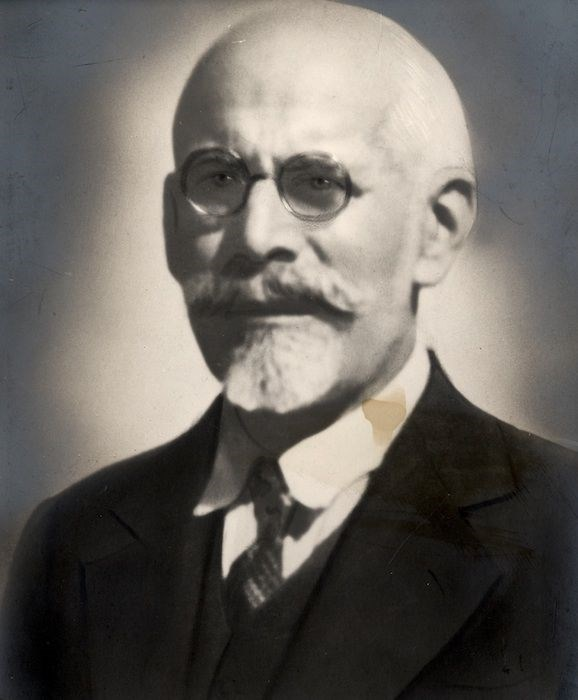
Luigi Carnera
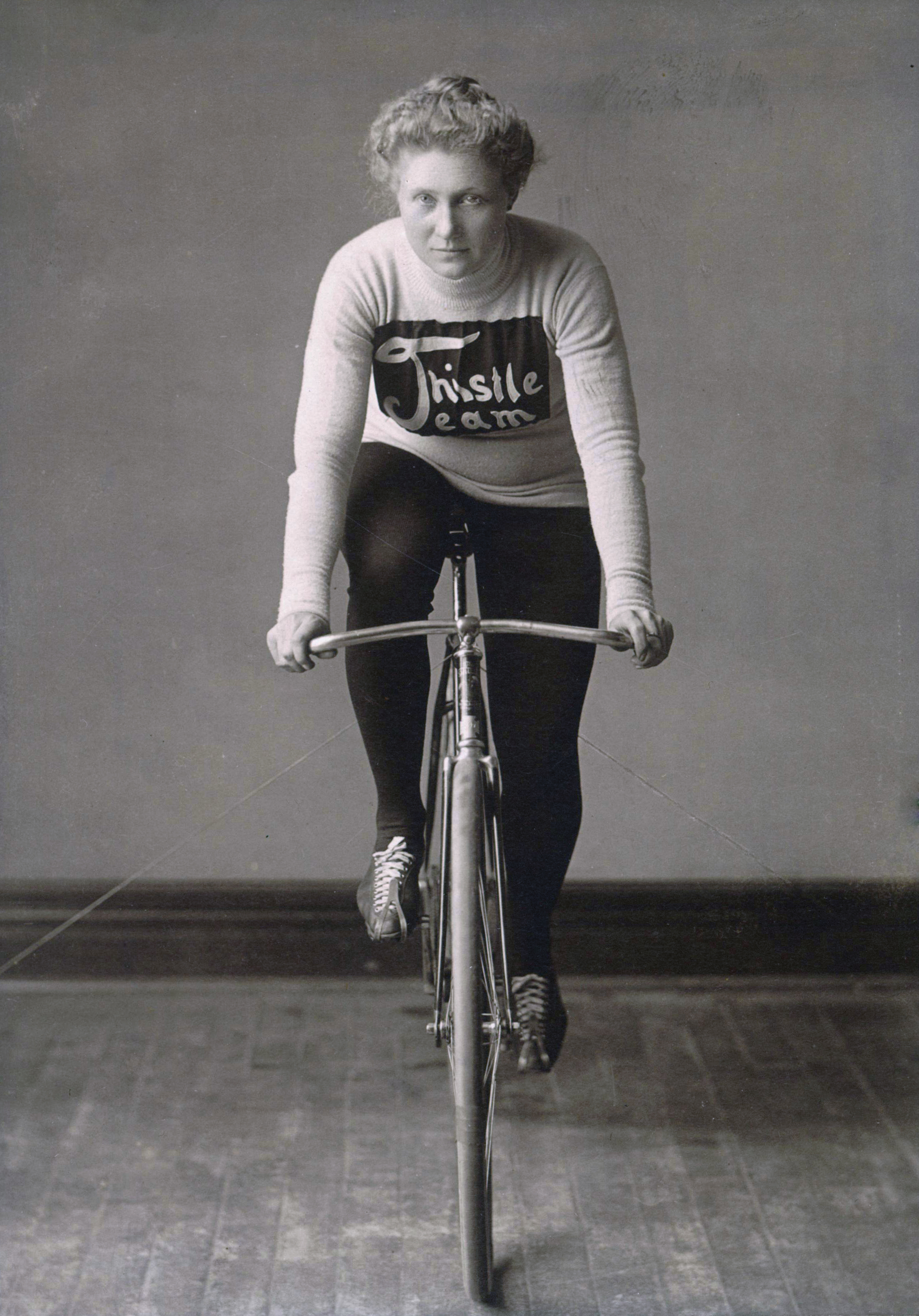
Tillie Anderson

### Mai
- 01. Mai: Heinrich von Aretin, deutscher Politiker († 1943)
- 06. Mai: William Daniel Leahy, US-amerikanischer Flottenadmiral (5-Sterne-Admiral) († 1959)
- 07. Mai: Ilna Ewers-Wunderwald, deutsche Illustratorin, Übersetzerin, Modedesignerin, Zeichnerin und Malerin des Jugendstils († 1957)
- 07. Mai: William Hoyt, US-amerikanischer Stabhochspringer und Olympiasieger († 1954)
- 08. Mai: Emilie Winkelmann, deutsche Architektin († 1951)
- 09. Mai: Leopold Andrian, österreichischer Dichter, Schriftsteller und Diplomat († 1951)
- 09. Mai: Friedrich Horn, deutscher evangelischer Theologe († 1957)
- 09. Mai: Ole Mørk Sandvik, norwegischer Volksliedsammler, Musikforscher und -pädagoge († 1976)
- 11. Mai: Harriet Quimby, US-amerikanische Pilotin († 1912)
- 11. Mai: Louis Weinert-Wilton, deutscher Schriftsteller († 1945)
- 12. Mai: Mathias Kneißl, bayerischer Krimineller († 1902)
- 13. Mai: Georg Schätzel, deutscher Politiker († 1934)
- 15. Mai: Otto Vesper, deutscher Politiker († 1923)
- 16. Mai: Vincas Bacevičius, litauischer Musikpädagoge, Pianist, Dirigent und Komponist († 1952)
- 17. Mai: Adolf Bennecke, deutscher Gynäkologe und Hochschullehrer († 1922)
- 18. Mai: Guido Alberto Fano, italienischer Komponist, Dirigent und Pianist († 1961)
- 19. Mai: Stefan Großmann, österreichischer Schriftsteller († 1935)
- 24. Mai: Robert Garrett, US-amerikanischer Leichtathlet († 1961)
- 25. Mai: Vincenzo Lanfranchi, italienischer Radsportler, Motorradrennfahrer und Unternehmer († 1952)
- 26. Mai: Stan Golestan, rumänischer Komponist und Musikkritiker († 1956)
- 26. Mai: Harold Steinacker, deutscher Historiker († 1965)
- 26. Mai: Helene Voigt-Diederichs, deutsche Schriftstellerin († 1961)
- 27. Mai: Wilhelm Bader junior, deutscher Orgelbauer († 1964)
- 27. Mai: Jorge Newbery, argentinischer Luftfahrtpionier, Ingenieur, Wissenschaftler und Sportler († 1914)
- 28. Mai: Morris Sheppard, US-amerikanischer Politiker († 1941)
- 29. Mai: Francesco Ciuppa, italienischer Automobilrennfahrer († unbekannt)
- 29. Mai: Giovanni Gentile, italienischer Philosoph, Kulturmanager und Politiker († 1944)
- 30. Mai: Suzanne Lacore, französische Politikerin († 1975)

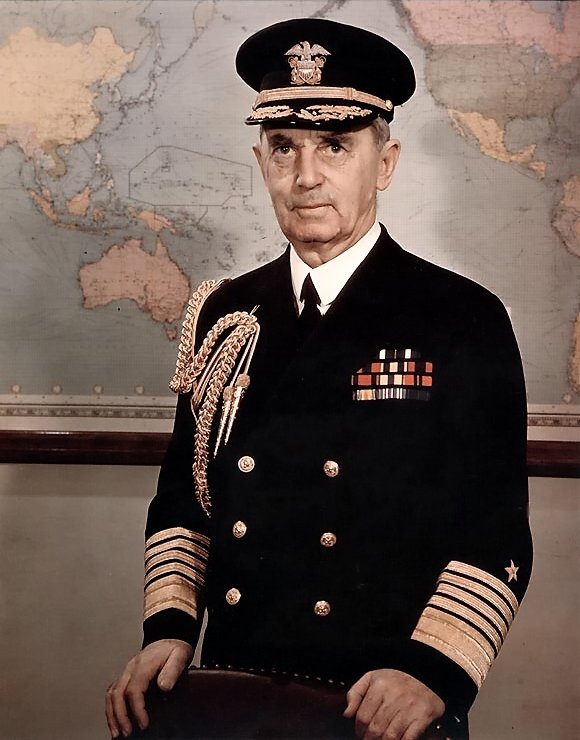
William Daniel Leahy
Helene Voigt-Diederichs

### Juni
- 01. Juni: Carl Severing, deutscher Politiker und Minister († 1952)
- 02. Juni: Emil Abel, österreichischer Chemiker († 1958)
- 04. Juni: Oskar Adler, österreichischer Musiker und Astrologe († 1955)
- 05. Juni: Stanislav Kostka Neumann, tschechischer Dichter († 1947)
- 06. Juni: Thomas Mann, deutscher Schriftsteller und Literatur-Nobelpreisträger († 1955)
- 09. Juni: Erma Bossi, italienisch-deutsche Malerin († 1952)
- 09. Juni: Henry Hallett Dale, britischer Biochemiker († 1968)
- 09. Juni: Mathilde Paravicini, Schweizer Humanistin († 1954)
- 11. Juni: George Herbert Walker, US-amerikanischer Bankier († 1953)
- 13. Juni: Carl Immanuel Philipp Hesse, deutsch-baltischer Pastor, evangelischer Märtyrer in Estland († 1918)
- 13. Juni: Paul Neumann, österreichischer Schwimmer († 1932)
- 13. Juni: Elise Daimler, deutsche Malerin und Grafikerin († 1956)
- 13. Juni: Max d’Ollone, französischer Komponist († 1959)
- 15. Juni: Libero Andreotti, italienischer Bildhauer († 1933)
- 20. Juni: Othenio Abel, österreichischer Paläontologe und Evolutionsbiologe († 1946)
- 22. Juni: Johannes Baader, deutscher Architekt, Schriftsteller, Dadaist und Aktionskünstler († 1955)
- 23. Juni: Jakob Tiedtke, deutscher Schauspieler († 1960)
- 23. Juni: Norman Pritchard, indischer Leichtathlet, Olympiateilnehmer und Schauspieler († 1929)
- 24. Juni: Diedrich Westermann, deutscher Afrikanist und Ethnologe († 1956)
- 25. Juni: Domingo Díaz Arosemena, panamaischer Staatspräsident († 1949)
- 26. Juni: Riccardo Stracciari, Opernsänger und Gesangspädagoge († 1955)
- 26. Juni: Camille Zeckwer, US-amerikanischer Komponist († 1924)
- 28. Juni: Henri Léon Lebesgue, französischer Mathematiker († 1941)

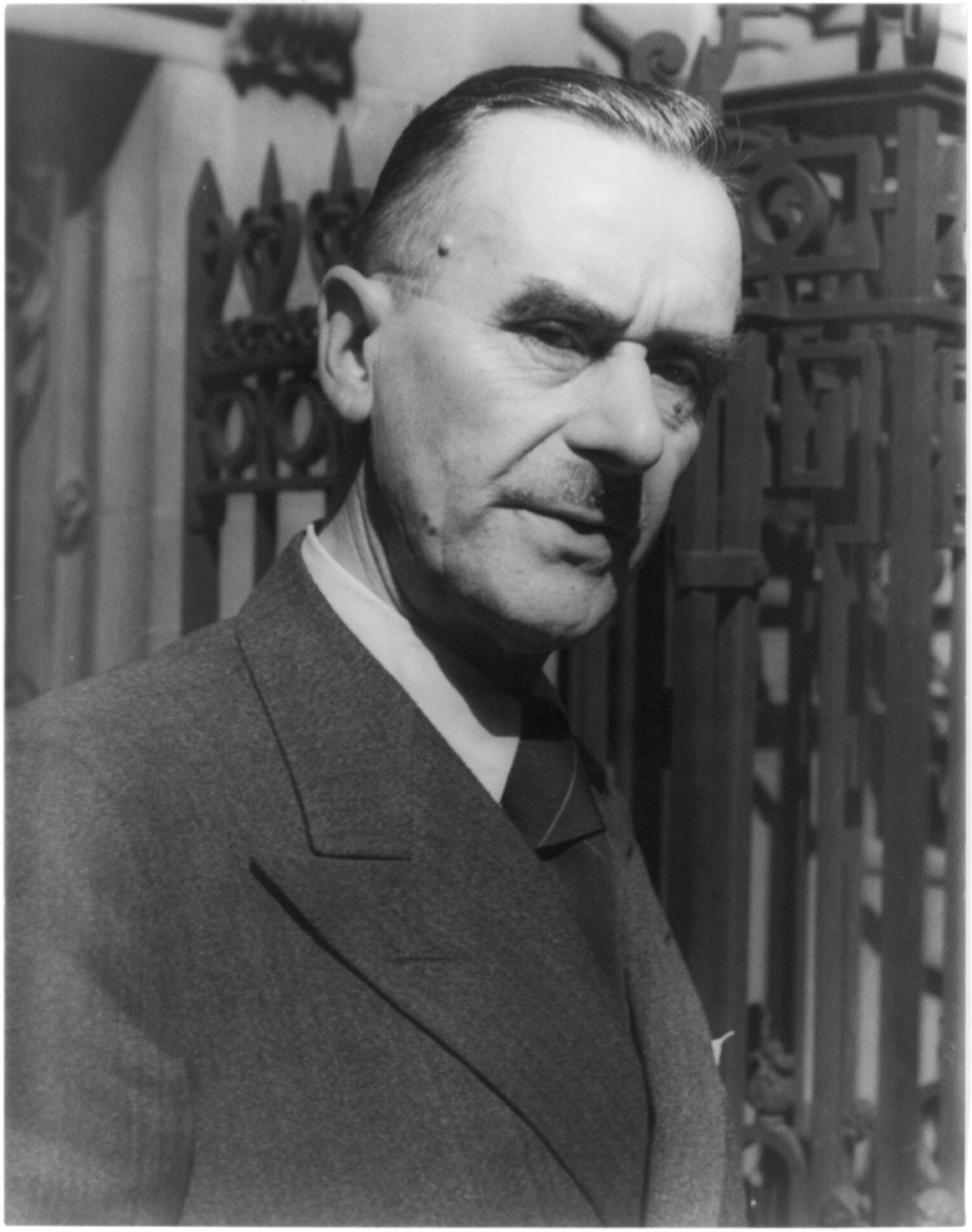
Thomas Mann
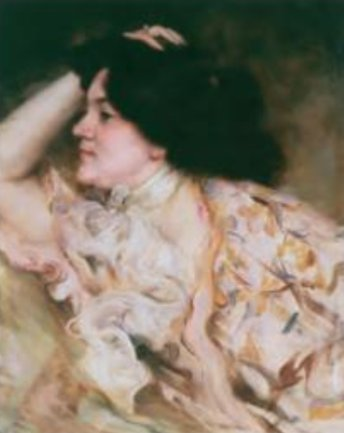
Porträt Erma Bossi

### Juli
- 02. Juli: Hubert D. Stephens, US-amerikanischer Politiker († 1946)
- 02. Juli: Fritz Ullmann, deutscher Chemiker († 1939)
- 03. Juli: Hans Studer, Schweizer Ingenieur († 1957)
- 03. Juli: Ferdinand Sauerbruch, deutscher Chirurg († 1951)
- 04. Juli: Richard Genserowski, deutscher Kunstturner († 1955)
- 10. Juli: E. C. Bentley, britischer Schriftsteller († 1956)
- 10. Juli: Mary McLeod Bethune, afroamerikanische Frauen- und Menschenrechtlerin († 1955)
- 10. Juli: Otto Wurzburg, US-amerikanischer Komponist von Schachproblemen († 1951)
- 14. Juli: Richard Delbrueck, deutscher Archäologe († 1957)
- 14. Juli: Clemens von Franckenstein, deutscher Komponist und Generalintendant in München († 1942)
- 15. Juli: Rudolf Levy, deutscher Maler († 1944)
- 15. Juli: Hill McAlister, US-amerikanischer Politiker († 1959)
- 15. Juli: Helena Oleska, polnische Opernsängerin und Gesangspädagogin († 1969)
- 17. Juli: Donald Francis Tovey, englischer Komponist, Pianist und Musikwissenschaftler († 1940)
- 18. Juli: Richard Hönigswald, Philosoph († 1947)
- 21. Juli: Oskar Moll, deutscher Maler († 1947)
- 24. Juli: Paul Graetz, deutscher Offizier († 1968)
- 26. Juli: Antonio Machado, spanischer Lyriker († 1939)
- 26. Juli: Carl Gustav Jung, Schweizer Psychoanalytiker († 1961)
- 31. Juli: Alexandre Denéréaz, Schweizer Komponist († 1947)
- 31. Juli: Jacques Villon, französischer Maler des Kubismus († 1963)
- 31. Juli: Yanagita Kunio, japanischer Schriftsteller und Ethnologe († 1962)

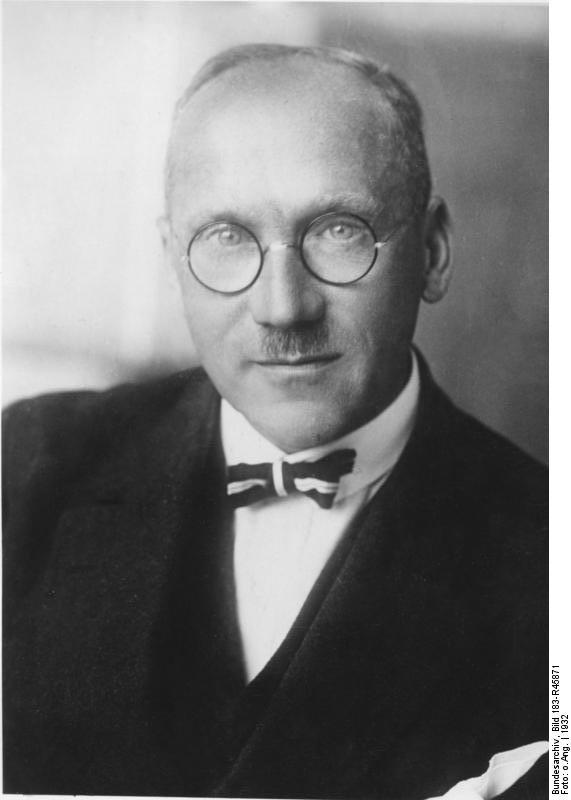
Ferdinand Sauerbruch
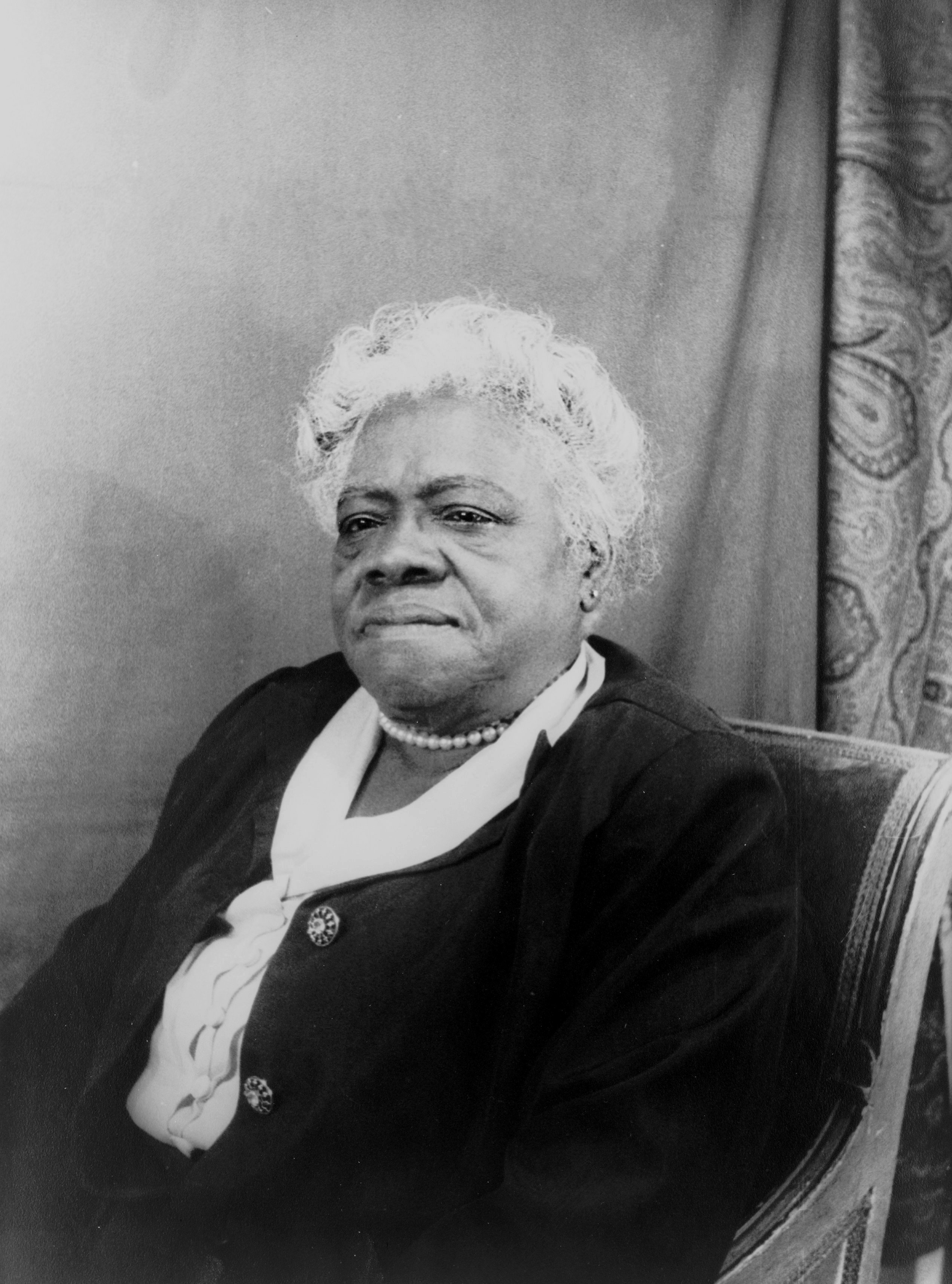
Mary McLeod Bethune

### August
- 05. August: Malin Craig, US-amerikanischer 4-Sterne-General († 1945)
- 08. August: Wladimir Senilow, russischer Komponist († 1918)
- 09. August: Albert Ketèlbey, englischer Komponist und Dirigent († 1959)
- 09. August: Willem Vogelsang, niederländischer Kunsthistoriker († 1954)
- 11. August: Raymond E. Willis, US-amerikanischer Politiker († 1956)
- 15. August: John Arthur, australischer Politiker († 1914)
- 15. August: Eduard Kado, deutscher Maler, Zeichner, Bildhauer und Kunstgewerbler († 1946)
- 17. August: Karl Roth, deutscher Architekt († 1932)
- 17. August: Knud Zimsen, Bürgermeister von Reykjavík († 1953)
- 21. August: Heinrich Jasper, deutscher Politiker, Ministerpräsident des Freistaates Braunschweig († 1945)
- 22. August: Romain Pelletier, kanadischer Organist, Komponist und Musikpädagoge († 1953)
- 23. August: William Henry Eccles, britischer Physiker, Radiopionier († 1966)
- 24. August: Paul Jatzow, deutscher Architekt († 1940)
- 24. August: Emma Meyn, deutsche Malerin († 1952)
- 26. August: John Buchan, schottischer Schriftsteller und Politiker († 1940)
- 29. August: Leonardo Argüello Barreto, Präsident von Nicaragua († 1947)
- 30. August: Hermann Kutzschbach, deutscher Dirigent und Musikpädagoge († 1938)

### September
- 01. September: Edgar Rice Burroughs, US-amerikanischer Schriftsteller († 1950)
- 01. September: Josef Reinhart, Schweizer Volksschriftsteller († 1957)
- 02. September: Otto Keller, schwäbischer Mundartdichter und Komponist († 1931)
- 03. September: Ferdinand Porsche, österreichisch-deutscher Autokonstrukteur († 1951)
- 03. September: Wilhelm Scharrelmann, deutscher Lehrer und Schriftsteller († 1950)
- 04. September: Jewgeni Jewgenjewitsch Lansere, russischer Maler († 1946)
- 05. September: Carl Froelich, deutscher Filmpionier und -regisseur († 1953)
- 06. September: Hermann Pistor, deutscher Mathematiker und Physiker († 1951)
- 07. September: Trigant Burrow, US-amerikanischer Psychiater († 1950)
- 07. September: Max Winkler, Reichstreuhänder und Reichsbeauftragter für die deutsche Filmkunst († 1961)
- 10. September: Paul Scheinpflug, deutscher Komponist und Dirigent († 1937)
- 11. September: Max Winckel, deutscher Chemiker und Ernährungsforscher († 1960)
- 14. September: Edith von Bonin, deutsche Malerin († 1970)
- 15. September: Henry D. Hatfield, US-amerikanischer Politiker († 1962)
- 16. September: Eva Mylott, australische Opernsängerin († 1920)
- 17. September: Alexis Douchet, französischer Turner († 1952)
- 17. September: John H. Overton, US-amerikanischer Politiker († 1948)
- 19. September: Jimmy Jackson, schottisch-australischer Fußballspieler († unbekannt)
- 20. September: Matthias Erzberger, deutscher Politiker († 1921)
- 20. September: Marianne Rauze, französische Feministin († 1964)
- 22. September: Mikalojus Konstantinas Čiurlionis, litauischer Komponist und Maler († 1911)
- 22. September: Adelheid zu Schaumburg-Lippe, Mitglied des Hauses Schaumburg-Lippe und letzte Herzogin von Sachsen-Altenburg († 1971)
- 23. September: Hedwig Wangel, deutsche Schauspielerin († 1961)
- 25. September: Fernando Álvarez de Sotomayor, spanischer Maler († 1960)
- 25. September: Emil Lask, deutscher Philosoph († 1915)
- 27. September: Cléo de Mérode, französische Ballett-Tänzerin († 1966)
- 30. September: Fred Fisher, US-amerikanischer Komponist deutscher Abstammung († 1942)

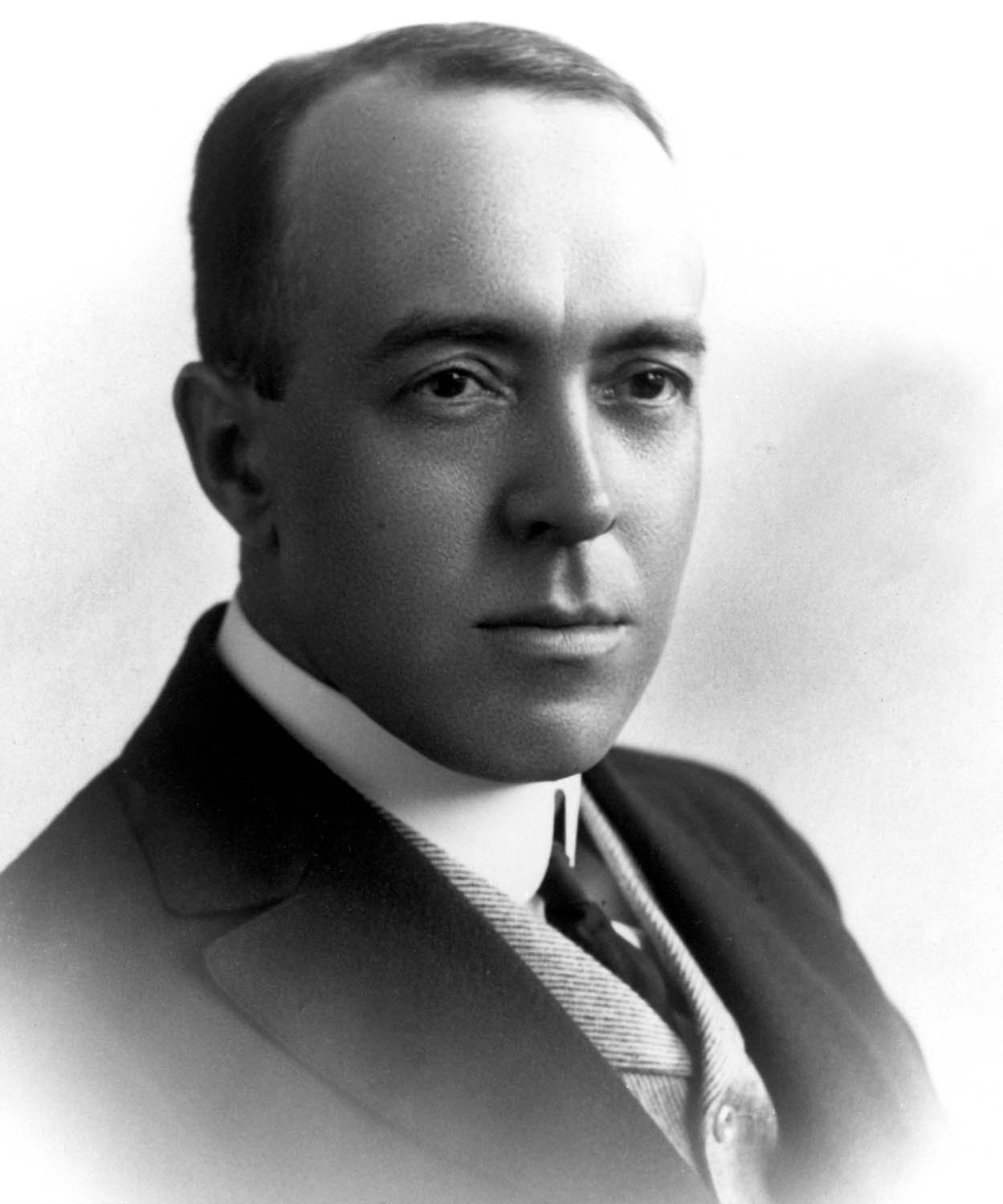
Edgar Rice Burroughs
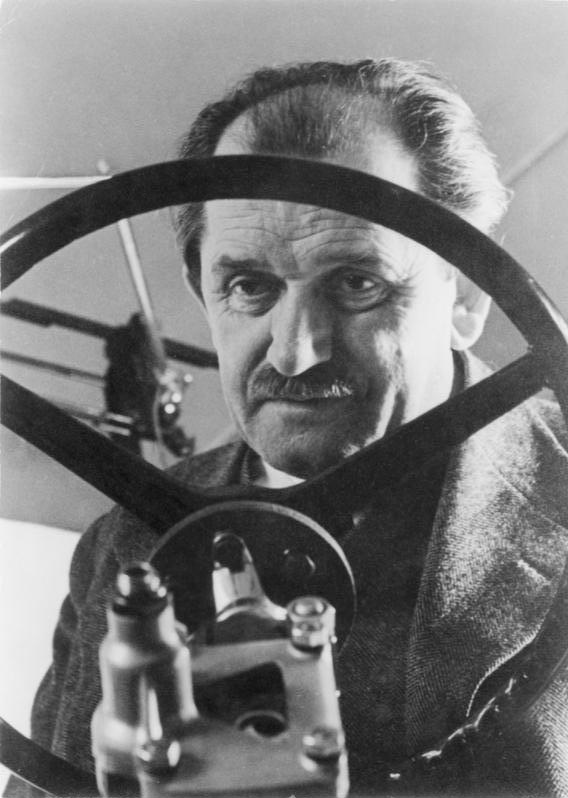
Ferdinand Porsche
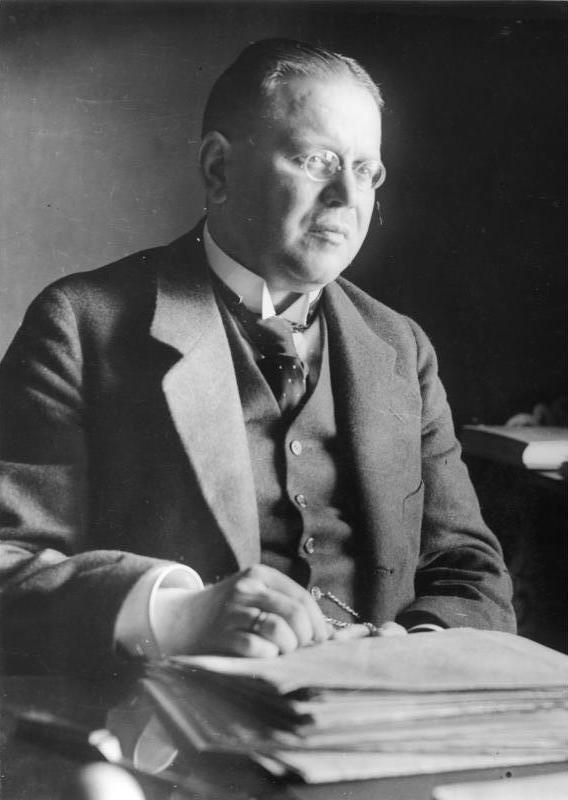
Matthias Erzberger, 1919

### Oktober
- 01. Oktober: Eugeen Van Mieghem, belgischer Künstler († 1930)
- 03. Oktober: Louis Sire, französischer Autorennfahrer († 1935)
- 05. Oktober: Cyril Rootham, englischer Komponist († 1938)
- 08. Oktober: Laurence Doherty, englischer Tennisspieler († 1919)
- 10. Oktober: Franz Maria Luitpold von Bayern, bayerischer Prinz und Generalmajor († 1957)
- 11. Oktober: Carlos Brandt, venezolanischer Schriftsteller, Philosoph und Historiker († 1964)
- 12. Oktober: Aleister Crowley, englischer Okkultist († 1947)
- 12. Oktober: Emil Rudolf Weiß, deutscher Typograf, Grafiker, Lehrer und Dichter († 1942)
- 13. Oktober: Friedrich Zundel, deutscher Maler († 1948)
- 14. Oktober: John Hammill, US-amerikanischer Politiker († 1936)
- 15. Oktober: Alfred Grünberger, österreichischer Politiker († 1935)
- 15. Oktober: André-Louis Cholesky, französischer Mathematiker († 1918)
- 17. Oktober: August Abbehusen, deutscher Architekt († 1941)
- 18. Oktober: James Aggrey, ghanaischer Lehrer und Missionar († 1927)
- 18. Oktober: Joe Delahanty, US-amerikanischer Baseballspieler († 1936)
- 19. Oktober: Theodor Duesterberg, deutscher Politiker, langjähriger Vorsitzender des Stahlhelmbundes († 1950)
- 22. Oktober: Harriet Chalmers Adams, US-amerikanische Entdeckerin, Journalistin und Fotografin († 1937)
- 22. Oktober: Harry Walden, deutscher Schauspieler († 1921)
- 23. Oktober: Gilbert Newton Lewis, US-amerikanischer Physikochemiker († 1946)
- 23. Oktober: Mathilde Satz, deutsche Künstlerin († unbekannt)
- 23. Oktober: George Alfred Carlson, US-amerikanischer Politiker († 1926)
- 24. Oktober: Fanny Starhemberg, österreichische Politikerin († 1943)
- 25. Oktober: Paul Korff, deutscher Baumeister und Architekt († 1945)
- 29. Oktober: Alva B. Adams, US-amerikanischer Politiker († 1941)
- 29. Oktober: Marie von Edinburgh, Königin von Rumänien († 1938)
- 29. Oktober: Otto Wiegand, deutscher Kunstturner († 1939)
- 30. Oktober: Gustav Schaub, deutscher Kunstmaler († 1944)
- 31. Oktober: Heinrich Thyssen, deutscher Unternehmer, Kunstmäzen († 1947)
- 31. Oktober: Vallabhbhai Patel, indischer Staatsmann († 1950)

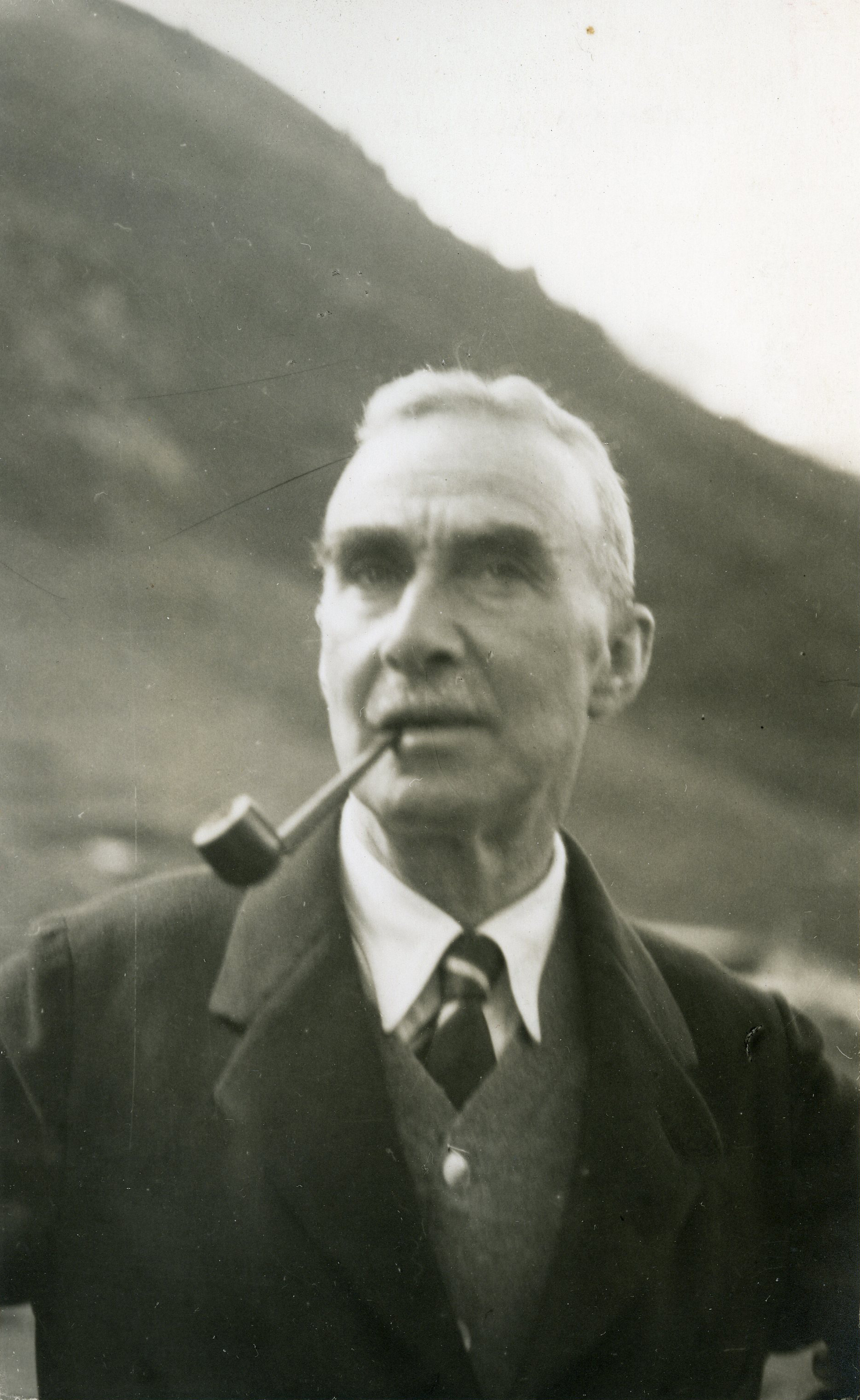
Cyril Rootham
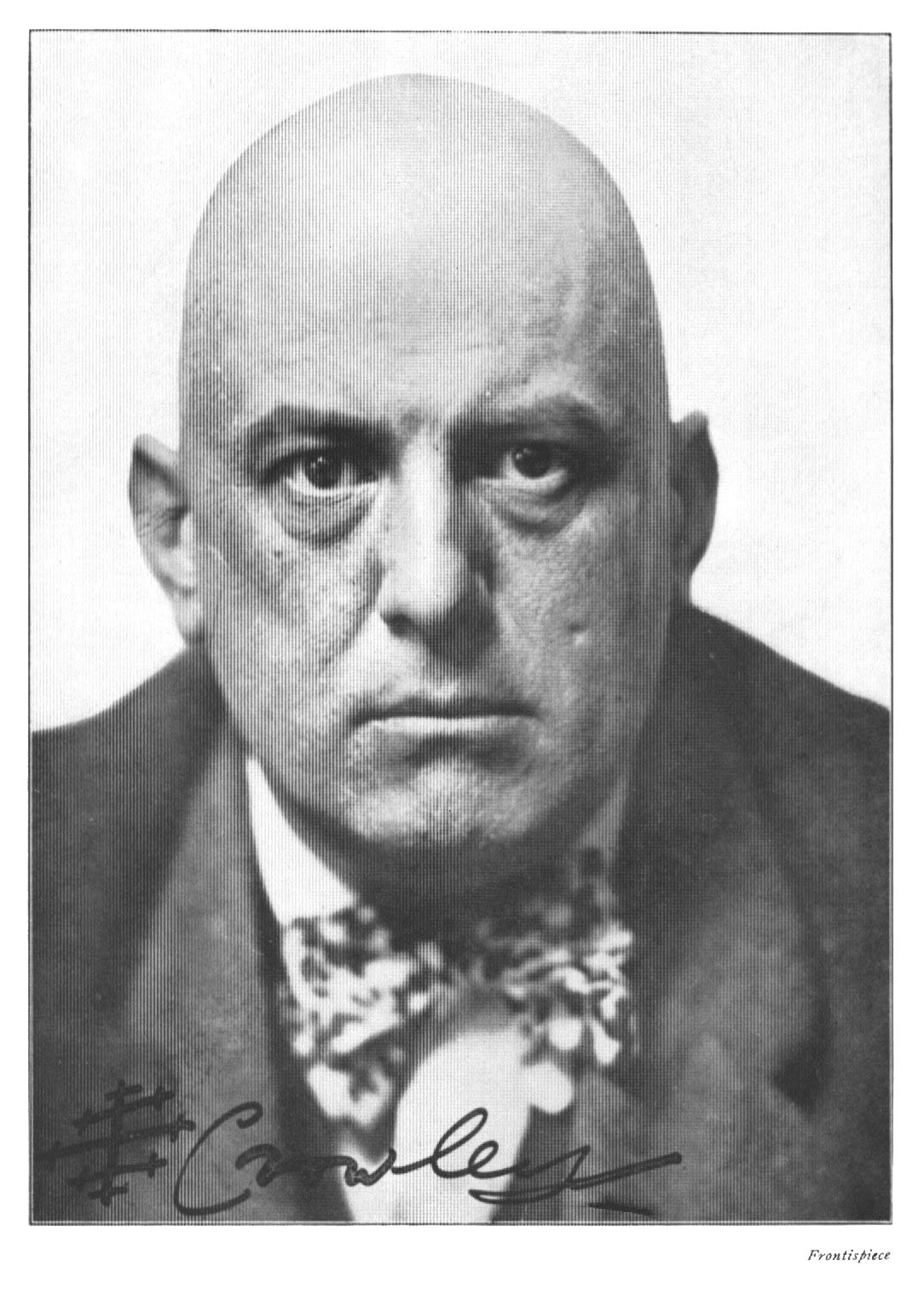
Aleister Crowley

### November
- 01. November: Adolf Tannert, deutscher Turner († 1961)
- 04. November: Pablo Burchard Eggeling, chilenischer Maler († 1964)
- 04. November: Arthur Crispien, deutscher Politiker († 1946)
- 04. November: Magdalene Pauli, deutsche Schriftstellerin († 1970)
- 05. November: Kathleen Atkinson, US-amerikanische Tennisspielerin († 1957)
- 06. November: Richard L. Murphy, US-amerikanischer Politiker († 1936)
- 07. November: Eduard Castle, österreichischer Literaturhistoriker († 1959)
- 08. November: Qiu Jin, chinesische Revolutionärin († 1907)
- 09. November: Rudolf von Sebottendorf, deutscher Abenteurer, Gründer der Thule-Gesellschaft († 1945)
- 10. November: Jeanne Maubourg, kanadische Sängerin und Musikpädagogin († 1953)
- 10. November: Hansi Niese, österreichische Schauspielerin († 1934)
- 10. November: Camille Rolland, französischer Politiker († 1964)
- 11. November: Vesto Slipher, US-amerikanischer Astronom († 1969)
- 11. November: Dorothy Vernon, US-amerikanische Schauspielerin († 1970)
- 12. November: Fritz Erle, deutscher Ingenieur und Automobilrennfahrer († 1957)
- 13. November: Aline Atherton-Smith, britische Quäkerin († nach 1945)
- 14. November: Bruno H. Bürgel, deutscher Astronom, Schriftsteller und Publizist († 1948)
- 14. November: Jakob Schaffner, Schweizer Schriftsteller († 1944)
- 18. November: Adela Wilgocka, polnische Sängerin und Gesangspädagogin († 1960)
- 19. November: Hiram Bingham, hawaiischer Archäologe und Forschungsreisender († 1956)
- 19. November: Michail Kalinin, sowjetischer Politiker, Vorsitzender des Präsidiums des Obersten Sowjet († 1946)
- 20. November: Friedrich-Werner Graf von der Schulenburg, deutscher Diplomat († 1944)
- 23. November: Anatoli Lunatscharski, russisch-sowjetischer Volkskommissar († 1933)
- 24. November: Abe Nobuyuki, japanischer General, Politiker und 36. Premierminister Japans († 1953)
- 26. November: Carl Burger, deutscher Bildhauer († 1950)
- 27. November: Jaroslav Labský, tschechischer Komponist († 1949)
- 27. November: Julius Lenhart, österreichischer Turner und Olympiateilnehmer († 1962)
- 27. November: Franz Xaver Schwarz, Reichsleiter und Reichsschatzmeister der NSDAP († 1947)

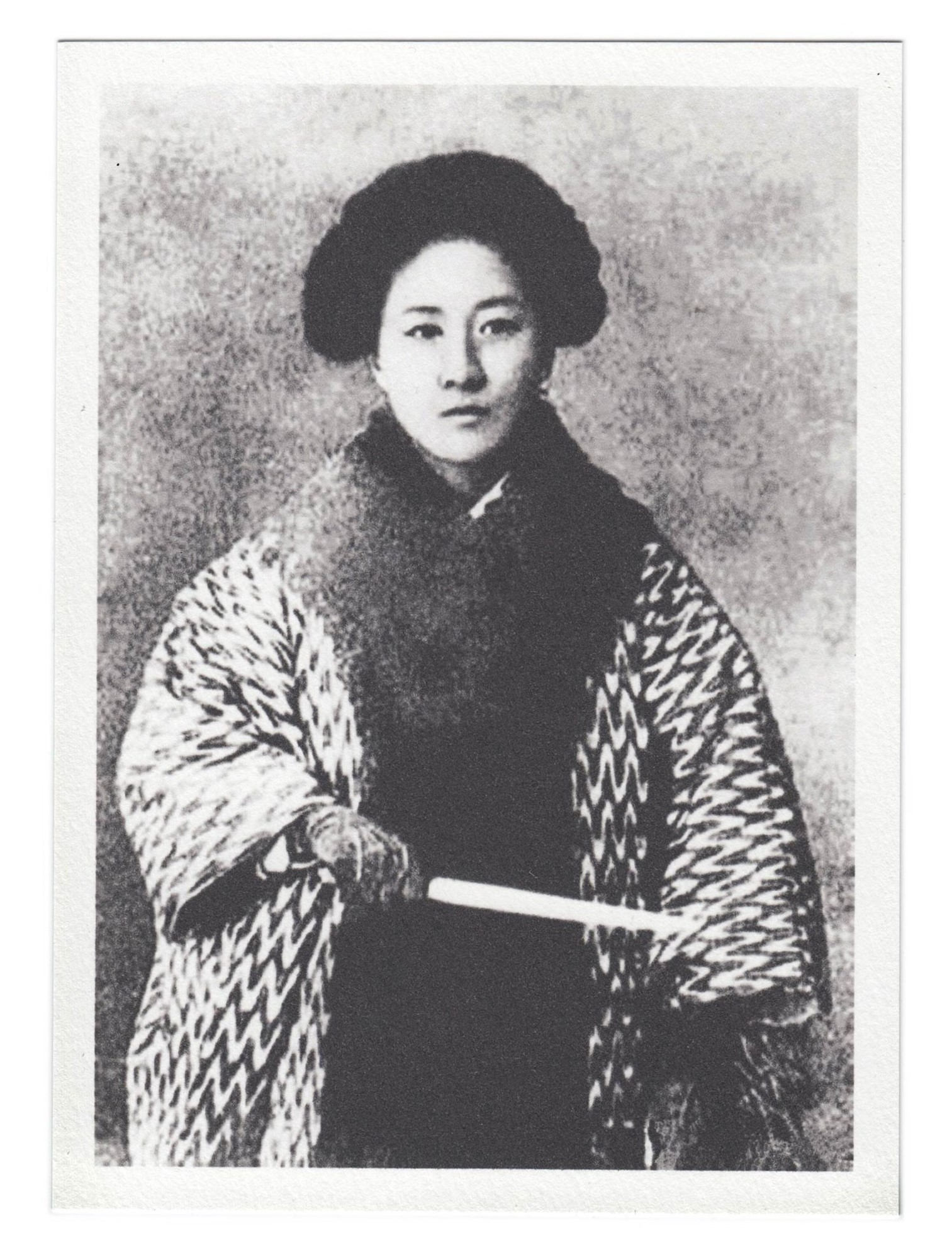
Qiū Jǐn
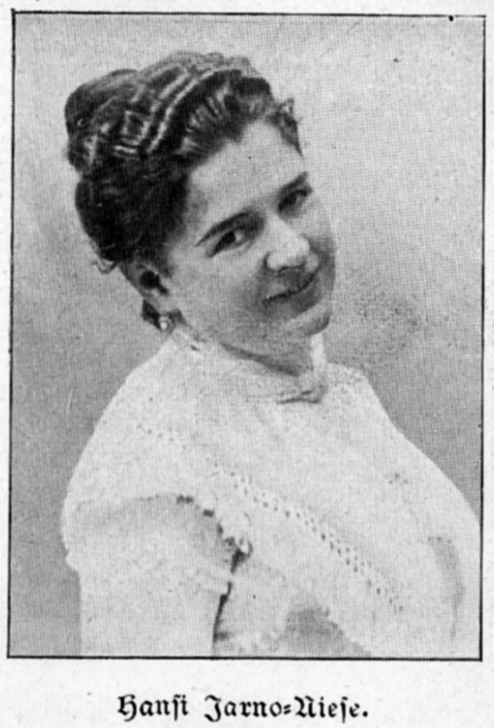
Hansi Niese um 1900
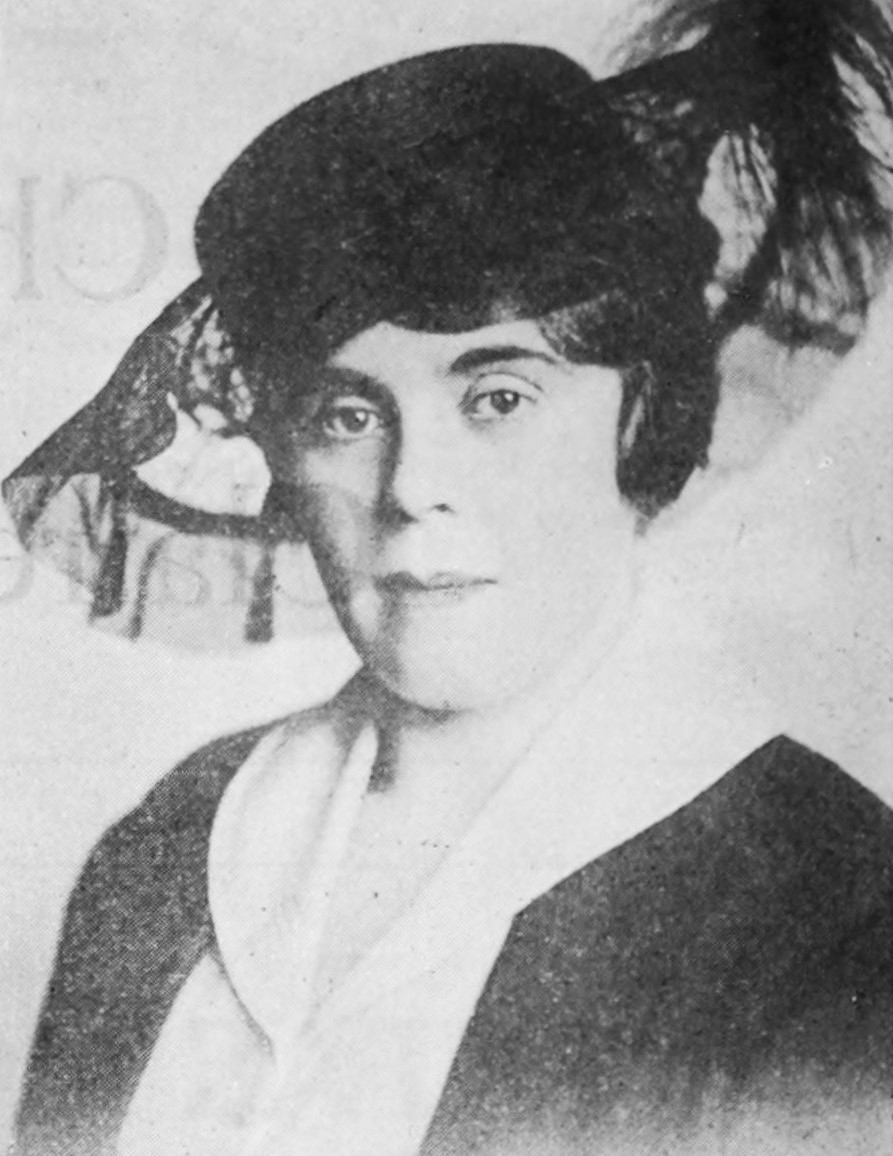
Dorothy Vernon
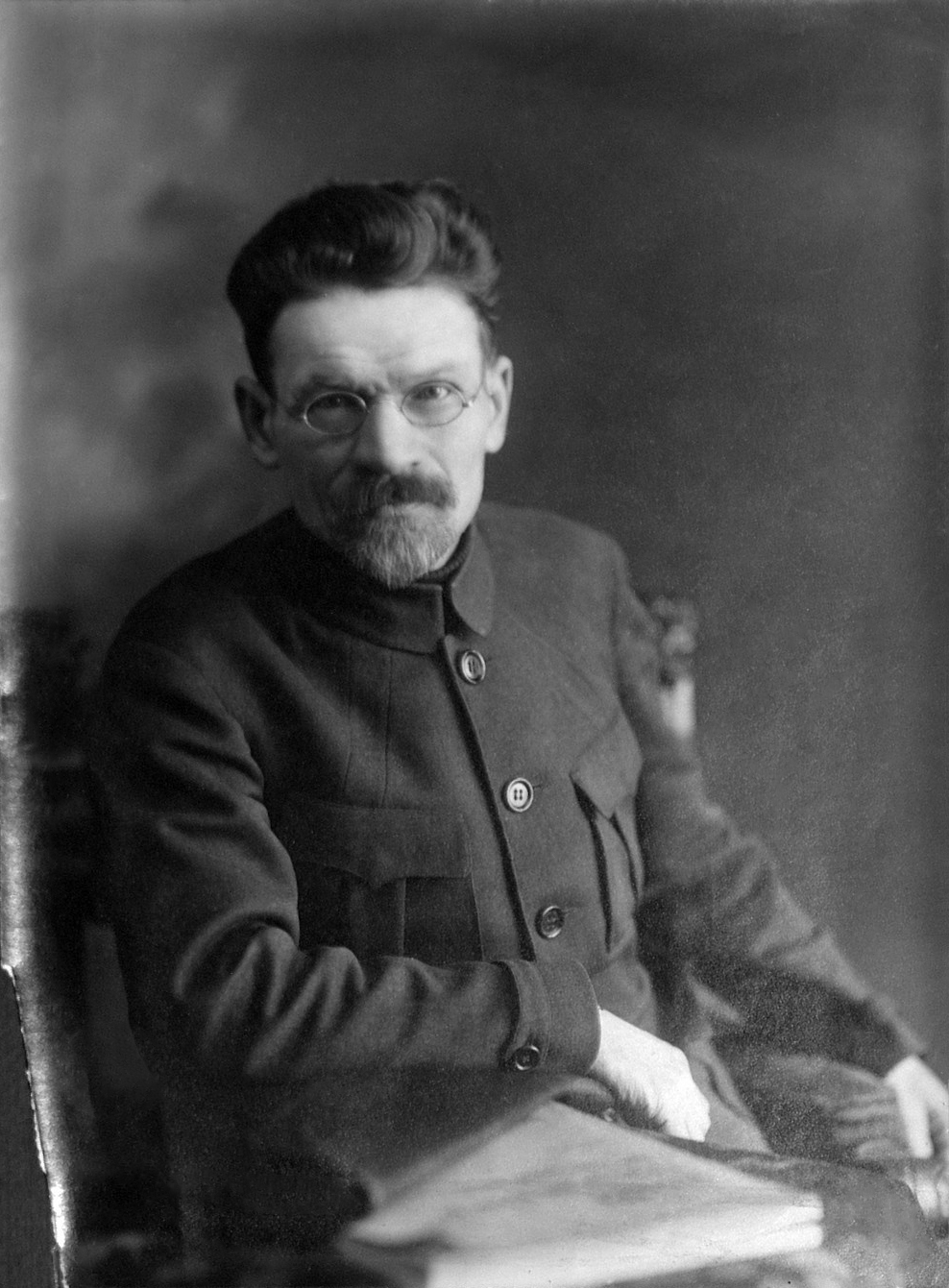
Michail Iwanowitsch Kalinin
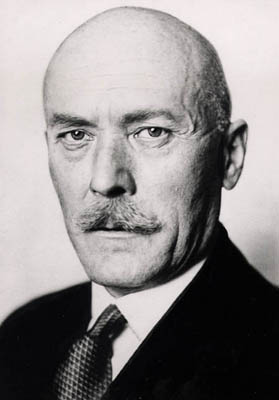
Friedrich-Werner Graf von der Schulenburg

### Dezember
- 01. Dezember: Otto Ampferer, österreichischer Alpinist und Geologe († 1947)
- 01. Dezember: Alphonse Schmitt, deutscher Organist und Komponist († 1912)
- 02. Dezember: Emile Lombard, französisch-schweizerischer evangelischer Geistlicher und Hochschullehrer († 1965)
- 03. Dezember: Bernhard Lichtenberg, katholischer Theologe († 1943)
- 04. Dezember: Rainer Maria Rilke, deutscher Lyriker, Erzähler, Übersetzer und Romancier († 1926)
- 05. Dezember: Ángel Castro Argiz, Vater von Fidel und Raúl Castro († 1956)
- 06. Dezember: Albert Bond Lambert, US-amerikanischer Golfer und Luftfahrtpionier († 1946)
- 06. Dezember: Rudolf Liechtenhan der Ältere, Schweizer Pfarrer und Theologe († 1947)
- 09. Dezember: Harold Arminius Miller, US-amerikanischer Rennwagen- und -motorenkonstrukteur († 1943)
- 11. Dezember: Carl Jörns, deutscher Automobilrennfahrer († 1969)
- 12. Dezember: Gerd von Rundstedt, deutscher Generalfeldmarschall im Zweiten Weltkrieg († 1953)
- 14. Dezember: Paul Löbe, deutscher Politiker († 1967)
- 15. Dezember: Friedrich Niggli, Schweizer Komponist und Musikpädagoge († 1959)
- 15. Dezember: Luigi Pigarelli, italienischer Jurist und Komponist († 1964)
- 16. Dezember: Richard Aßmann, deutscher Betriebsratsvorsitzender und Politiker († 1933)
- 17. Dezember: Ernst Pfeiffer, deutscher Autor und Journalist († 1942)
- 17. Dezember: Louise Saumoneau, französische Feministin († 1950)
- 19. Dezember: Mileva Marić, serbische Mathematikerin und die erste Frau Albert Einsteins († 1948)
- 20. Dezember: Francesco Cantelli, italienischer Mathematiker († 1966)
- 21. Dezember: Thomas Schneider, deutscher Automobilpionier († 1954)
- 23. Dezember: Ivan Prijatelj, slowenischer Kultur- und Literaturhistoriker († 1937)
- 24. Dezember: Otto Ender, österreichischer Politiker († 1960)
- 25. Dezember: Pierre de Caters, belgischer Automobil- und Motorbootrennfahrer sowie Flugpionier und Unternehmer († 1944)
- 25. Dezember: Theodor Innitzer, österreichischer Geistlicher, Erzbischof der Erzdiözese Wien und Kardinal († 1955)
- 31. Dezember: Jeanne de Vietinghoff, belgisch-schweizerische Schriftstellerin († 1926)

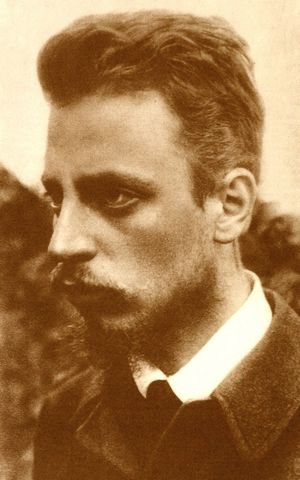
Rainer Maria Rilke, um 1900
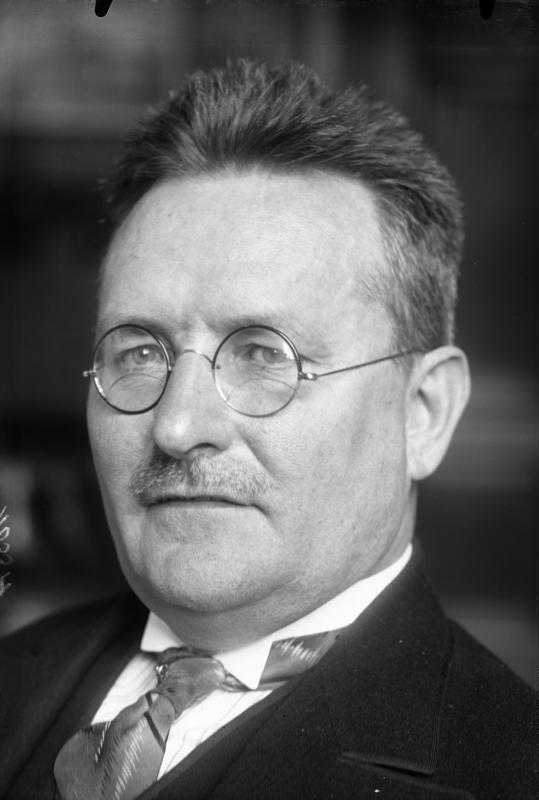
Paul Löbe
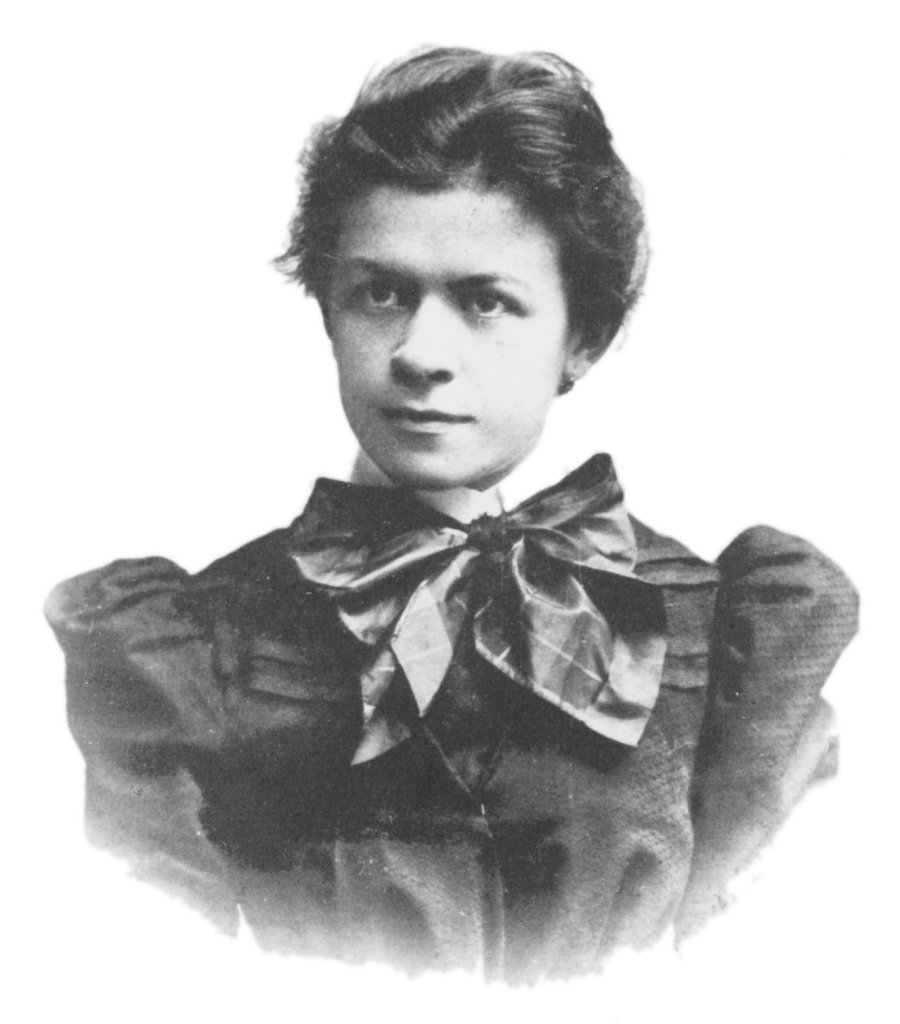
Mileva Marić, 1896

### Genaues Geburtsdatum unbekannt
- Aram Andonian, armenischer Schriftsteller und Journalist († 1951)
- Alfredo Cecchi, italienischer Opernsänger († nach 1920)
- Haschim al-Atassi, syrischer Staatsmann († 1960)
- Krikor Balakian, armenischer Bischof († 1934)
- Carlos Lastra, chilenischer Maler († nach 1939)
- Nasrullah Khan, Emir von Afghanistan († 1920)
- Victor Nováček, tschechischer Geiger und Musikpädagoge († 1914)
- Carl Pettersson, schwedischer Seefahrer und Auswanderer († 1937)
- Hossein Pirnia, iranischer Abgeordneter und langjähriger Parlamentspräsident († 1945)
- Emine Naciye Tevfik, osmanische/türkische Porträtmalerin († 1960)
- Agustín Undurraga, chilenischer Maler († 1950)

## Gestorben

### Januar bis März
- 02. Januar: Carl Nipperdey, deutscher klassischer Philologe (* 1821)
- 03. Januar: Pierre Larousse, französischer pädagogischer Schriftsteller (* 1817)
- 03. Januar: Thomas G. Turner, US-amerikanischer Politiker (* 1810)
- 05. Januar: Hermann Wilhelm Bödeker, deutscher evangelischer Pastor (* 1799)
- 06. Januar: Friedrich Wilhelm I., letzter Kurfürst und souveräner Landgraf von Hessen-Kassel (* 1802)
- 07. Januar: Karl Vissaula, Schweizer Politiker (* 1823)
- 10. Januar: Jean Achille Deville, französischer Gelehrter (* 1789)
- 12. Januar: Tongzhi, chinesischer Kaiser der Qing-Dynastie (* 1856)
- 13. Januar: Robert Adams, irischer Chirurg und Kardiologe (* 1791)
- 20. Januar: Maximilian Werner, deutscher Politiker (* 1815)
- 27. Januar: Friedrich Anders, deutscher Jurist und Politiker (* 1808)
- 29. Januar: Rageth Christoffel, Schweizer Pfarrer und Pädagoge (* 1810)
- 01. Februar: William Sterndale Bennett, britischer Komponist und Pianist (* 1816)
- 02. Februar: Ludwig Droste, deutscher Architekt und Stadtbaumeister (* 1814)
- 08. Februar: Wilhelm Assmann, deutscher Historiker, Pädagoge, Schulbuchautor und Politiker (* 1800)
- 11. Februar: Amanz Jeker, Schweizer Jurist und Politiker (* 1817)
- 11. Februar: Karl Friedrich von Savigny, preußischer Diplomat und katholischer Politiker (* 1814)
- 15. Februar: Friedrich von Uechtritz, deutscher Dichter, Historiker und Genealoge (* 1800)
- 17. Februar: Friedrich Wilhelm August Argelander, deutscher Astronom (* 1799)
- 22. Februar: Charles Lyell, britischer Geologe (* 1797)
- 22. Februar: Jean-Baptiste Camille Corot, französischer Landschaftsmaler (* 1796)
- 01. März: Tristan Corbière, französischer Lyriker (* 1845)
- 04. März: Gottfried Pulian, deutscher Landschafts- und Architekturmaler (* 1809)
- 07. März: John Edward Gray, britischer Zoologe (* 1800)
- 07. März: Arthur Helps, englischer Schriftsteller (* 1813)
- 10. März: Joseph Daussoigne-Méhul, französischer Komponist (* 1790)
- 13. März: Karl Wilhelm Knochenhauer, deutscher Pädagoge, Rektor und Physiker (* 1805)
- 17. März: Ferdinand Laub, tschechischer Geiger (* 1832)
- 19. März: Jean Baptiste Vuillaume, französischer Geigenbauer (* 1798)
- 21. März: Virginie Ancelot, französische Schriftstellerin und Malerin (* 1792)
- 24. März: Amédée Achard, französischer Schriftsteller (* 1814)
- 27. März: Edgar Quinet, französischer Schriftsteller und Historiker (* 1803)
- 28. März: Engelbert August Anton, Herzog von Arenberg (* 1824)
- 31. März: Jean-Henri Duchosal, Schweizer Mediziner und Politiker (* 1819)
- 31. März: Gaetano Nava, italienischer Musikpädagoge und Komponist (* 1802)

### April bis Juni
- 04. April: Karl Mauch, deutscher Afrikaforscher (* 1837)
- 07. April: Georg Herwegh, deutscher revolutionärer Dichter des Vormärz (* 1817)
- 09. April: Johann Karl Erler der Jüngere, evangelischer Theologe (* 1802)
- 09. April: Friedrich Albert von Schultze, deutscher Forstbeamter (* 1808)
- 11. April: Andrew Jackson Hamilton, US-amerikanischer Politiker (* 1815)
- 11. April: Samuel Heinrich Schwabe, deutscher Astronom (* 1789)
- 15. April: Joseph Crocé-Spinelli, französischer Ballonpionier (* 1845)
- 17. April: Alfred Deseilligny, französischer Politiker und Industrieller (* 1828)
- 21. April: Herbert Pernice, deutscher Jurist (* 1832)
- 24. April: Juana Manso de Noronha, argentinische Schriftstellerin, Feministin, Komponistin, Pädagogin und Journalistin (* 1819)
- 30. April: Johann Friedrich von Waldeck, französischer Antiquar, Kartograf (* 1768)
- 01. Mai: Leonhard Kohl von Kohlenegg, österreichischer Schriftsteller und Schauspieler (* 1834)
- 03. Mai: Hermann von Arnim, Rittergutsbesitzer, Verwaltungsbeamter und Parlamentarier (* 1802)
- 04. Mai: Heinrich Ewald, deutscher Theologe und Orientalist (* 1803)
- 10. Mai: Friedrich Jahn, deutscher Orgelbauer (* 1798)
- 12. Mai: Heinrich von Hofstätter, Bischof von Passau (* 1805)
- 17. Mai: John C. Breckinridge, US-amerikanischer General und Politiker (* 1821)
- 18. Mai: Benedikt von Arx, schweizerischer Politiker, Notar und Richter (* 1817)
- 20. Mai: Amalie Marie Friederike, Herzogin von Oldenburg, Prinzessin von Bayern und Königin von Griechenland (* 1818)
- 20. Mai: Jesse D. Bright, US-amerikanischer Politiker (* 1812)
- 22. Mai: Nuno José Severo de Mendoça Rolim de Moura Barreto, portugiesischer Politiker (* 1804)
- 26. Mai: Gustav von Amstetter, deutscher Jurist und Politiker (* 1800)
- 30. Mai: Johann Heinrich Tanner, Schweizer Politiker und Unternehmer (* 1799)
- 31. Mai: Anna Caroline Stelzner, deutsche Miniaturmalerin (* 1808)
- 01. Juni: Bellamy Storer, US-amerikanischer Politiker (* 1796)
- 02. Juni: Hirsch Aub, deutscher Rabbiner (* 1796)

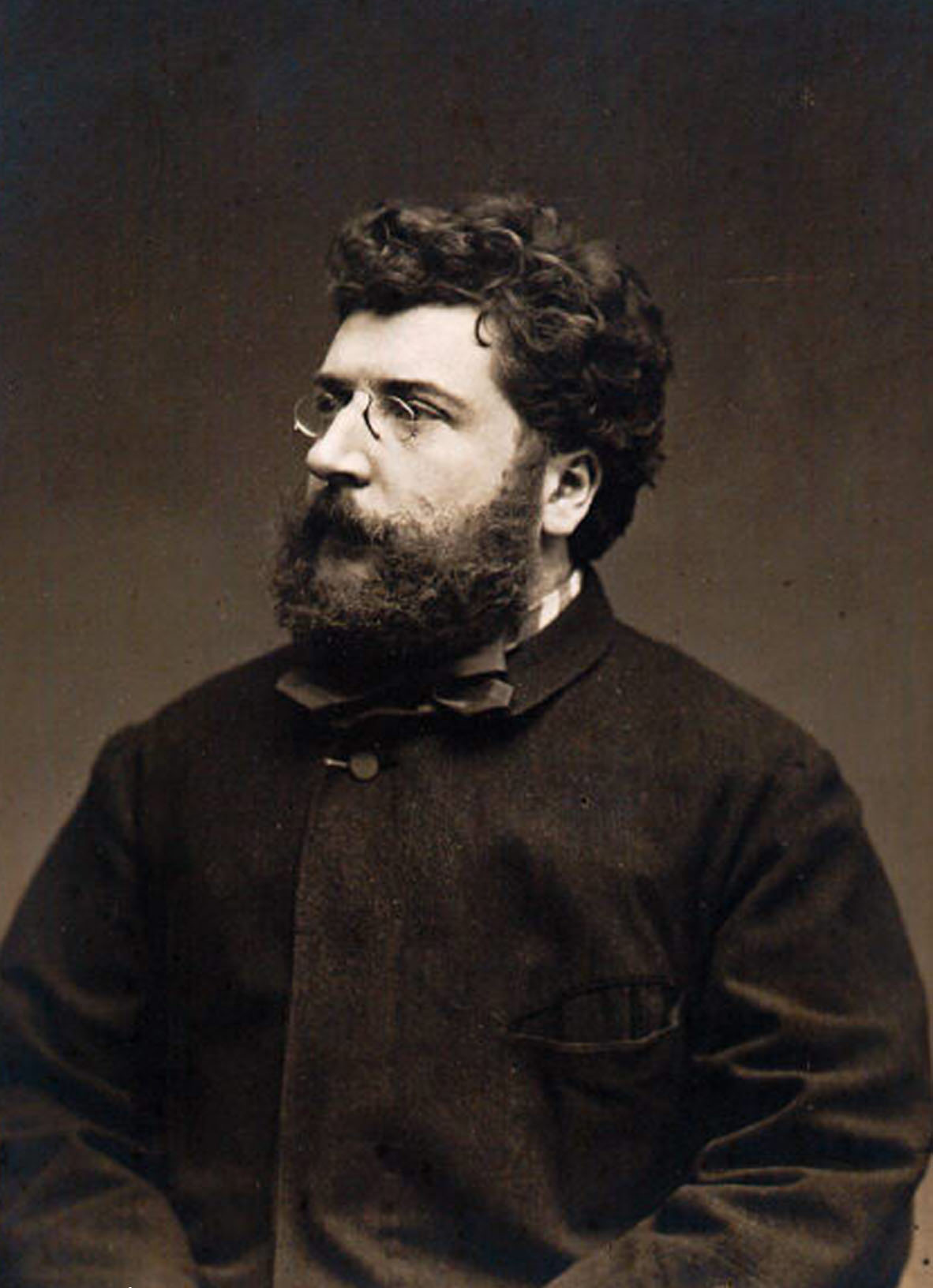
Georges Bizet

- 03. Juni: Georges Bizet, französischer Komponist (* 1838)
- 03. Juni: Marsh Giddings, US-amerikanischer Politiker (* 1816)
- 04. Juni: Eduard Mörike, deutscher Lyriker und Erzähler (* 1804)
- 09. Juni: Isaak Auerbach, deutscher Architekt, Land- und Wasserbaumeister und Baumeister (* 1827)
- 09. Juni: Paulina Wilkońska, polnische Schriftstellerin (* 1815)
- 13. Juni: Eilert Sundt, norwegischer Soziologe (* 1817)
- 14. Juni: Heinrich Louis d’Arrest, deutsch-dänischer Astronom in Berlin, Leipzig und Kopenhagen (* 1822)
- 18. Juni: Wilhelm Paul Corssen, deutscher Altphilologe und Etruskologe (* 1820)
- 20. Juni: Wilhelm Bauer, deutscher Ingenieur (* 1822)
- 20. Juni: Peter Karlowitsch von Uslar, russischer Ingenieur, Sprachforscher und Offizier (* 1816)
- 25. Juni: Heinrich Wilhelm Breidenfeld, deutscher Orgelbauer (* 1794)
- 27. Juni: Antoine-Louis Barye, französischer Bildhauer (* 1795)
- 28. Juni: Joseph Misson, österreichischer Mundartdichter (* 1803)

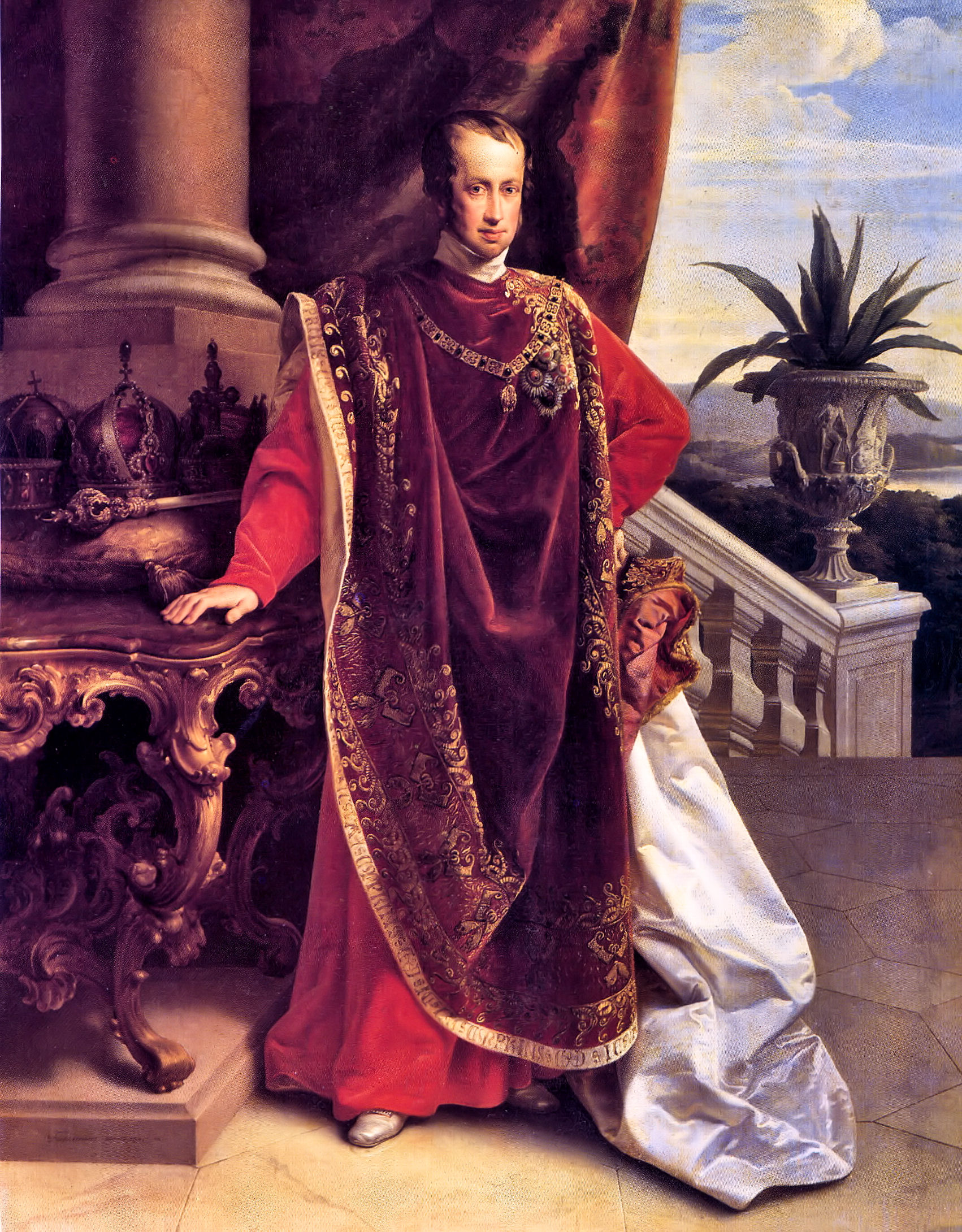
Ferdinand I. von Österreich

- 29. Juni: Ferdinand I., Kaiser von Österreich (* 1793)

### Juli bis September
- 09. Juli: Christian Ruben, deutscher Maler (* 1805)
- 10. Juli: Henry Lewis Benning, US-amerikanischer Jurist und konföderierter General im Bürgerkrieg (* 1814)
- 13. Juli: Simon Joel Arnheim, deutscher Unternehmer (* 1802)
- 14. Juli: Guillaume Henri Dufour, Schweizer Humanist, General, Politiker, Kartograf und Ingenieur (* 1787)
- 17. Juli: Leopold Copeland Parker Cowper, US-amerikanischer Politiker und Jurist (* 1811)
- 18. Juli: Jane Griffin, britische Abenteuerin (* 1791)
- 23. Juli: Isaac Merritt Singer, US-amerikanischer Unternehmer und Erfinder (* 1811)
- 25. Juli: Joseph-Maurice Exelmans, französischer Admiral (* 1816)
- 25. Juli: Johann Peter Romang, Schweizer Geistlicher, Theologe und Hochschullehrer (* 1802)
- 27. Juli: Connop Thirlwall, britischer Geistlicher und Schriftsteller (* 1797)
- 28. Juli: Bertha von Redern, deutsche Malerin (* 1811)
- 28. Juli: Johann Baptist von Schweitzer, deutscher Politiker, Präsident des ADAV und MdR (* 1833)
- 31. Juli: Andrew Johnson, US-amerikanischer Politiker, 17. Präsident der USA (* 1808)

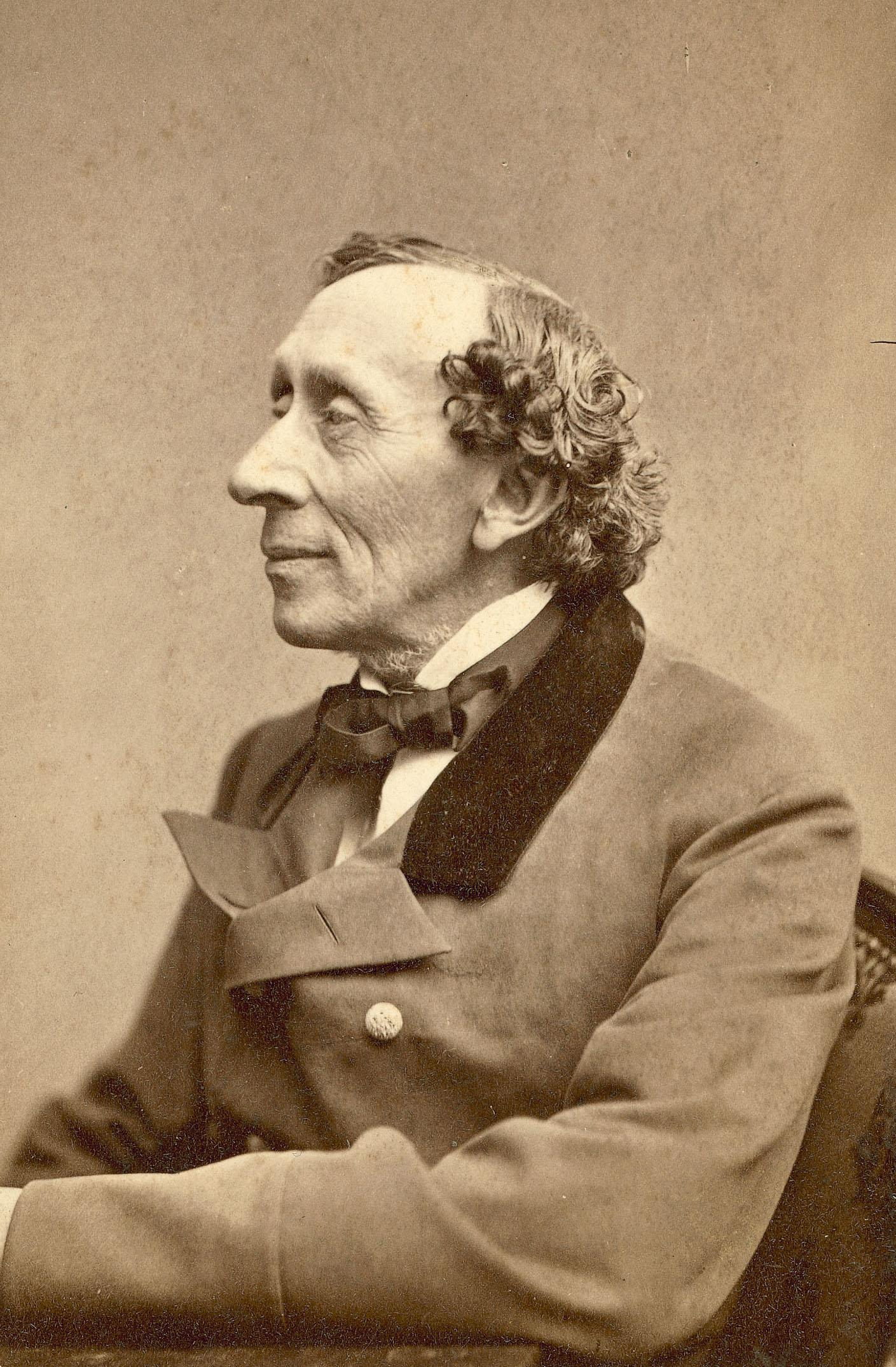
Hans Christian Andersen

- 03. August: Heinrich Dreber, deutscher Maler (* 1822)
- 04. August: Hans Christian Andersen, dänischer Dichter und Schriftsteller (* 1805)
- 05. August: David Fries, Schweizer evangelischer Geistlicher und Politiker (* 1818)
- 06. August: Gabriel García Moreno, ecuadorianischer Rechtsanwalt und Staatspräsident (* 1821)
- 10. August: Karl Andree, deutscher Geograph und Publizist (* 1808)
- 11. August: William Alexander Graham, US-amerikanischer Politiker (* 1804)
- 15. August: Robert Stephen Hawker, britischer Geistlicher und Dichter (* 1803)
- 16. August: Charles Grandison Finney, US-amerikanischer Erweckungsprediger, Hochschullehrer und Rektor (* 1792)
- 17. August: Wilhelm Bleek, deutscher Sprachwissenschaftler (* 1827)
- 17. August: John B. Weller, US-amerikanischer Politiker (* 1812)
- 23. August: Richard van Rees, niederländischer Mathematiker und Physiker (* 1797)
- 29. August: Gustave Oliver Lannes de Montebello, französischer General (* 1804)
- 11. September: Heinrich Rückert, deutscher Geschichtsschreiber und Germanist (* 1823)
- 15. September: Guillaume-Benjamin Duchenne, französischer Physiologe (* 1806)
- 21. September: Adalbert Wilhelm, Prinz von Bayern und Erbprinz von Griechenland (* 1828)
- 22. September: Johann Rudolf Weber, Schweizer Musikpädagoge und Komponist (* 1819)
- 23. September: Ulrike von Pogwisch, deutsche Priorin (* 1798)
- 25. September: Tony Franck, deutsche Pianistin (* 1827)

### Oktober bis Dezember
- 04. Oktober: Léon Ehrhart, französischer Komponist (* 1854)
- 08. Oktober: Alexander Forbes, schottischer Bischof (* 1817)
- 13. Oktober: Leopold Löw, ungarischer Rabbiner (* 1811)
- 19. Oktober: Charles Wheatstone, britischer Physiker (* 1802)
- 25. Oktober: Jacques-Paul Migne, französischer Priester (* 1800)
- 29. Oktober: John Gardner Wilkinson, britischer Ägyptologe (* 1797)
- 01. November: Jean-Baptiste-Irénée Callot, französischer Geistlicher und römisch-katholischer Bischof von Oran (* 1814)
- 03. November: Moritz von Aberle, deutscher Theologe (* 1819)
- 10. November: Carl Fraas, deutscher Agrarwissenschaftler (* 1810)
- 13. November: Carl zu Solms-Braunfels, deutscher Offizier und Siedlungsgründer (* 1812)
- 16. November: Werner Munzinger, Schweizer Afrikaforscher (* 1832)
- 17. November: Hilario Ascasubi, argentinischer Schriftsteller (* 1807)
- 17. November: Charles Vignoles, britischer Eisenbahningenieur (* 1793)
- 18. November: Heinrich Leonhard von Arnim-Heinrichsdorf, deutscher Politiker (* 1801)
- 19. November: Gustav Adolf Haggenmacher, Schweizer Afrikaforscher (* 1845)
- 19. November: Carl Julius Milde, deutscher Maler, Zeichenlehrer am Katharineum (* 1803)
- 21. November: Orris S. Ferry, US-amerikanischer Politiker (* 1823)
- 21. November: Friedrich Albert Lange, deutscher Philosoph und protestantischer Theologe (* 1828)
- 24. November: Joseph Othmar von Rauscher, Erzbischof von Wien (* 1797)
- 24. November: William Backhouse Astor, US-amerikanischer Millionär (* 1792)
- 27. November: Richard Christopher Carrington, englischer Astronom (* 1826)
- 29. November: Ahmed Esad Pascha, Großwesir des Osmanischen Reiches (* 1828)
- 02. Dezember: Ira Harris, US-amerikanischer Jurist und Politiker (* 1802)
- 03. Dezember: Ferdinand Adolph Lange, deutscher Uhrmacher und Unternehmer (* 1815)
- 10. Dezember: Ferenc Toldy, ungarischer Literaturhistoriker (* 1805)
- 17. Dezember: Theodor von Zwehl, deutscher Staatsminister des Inneren (* 1800)
- 18. Dezember: Sebastián Ágreda, bolivianischer General und Politiker (* 1795)
- 22. Dezember: Nikolai Titow, russischer Komponist (* 1800)
- 23. Dezember: Maximilian von Arco-Valley, deutscher Gutsbesitzer und Politiker (* 1806)
- 23. Dezember: Egron Lundgren, schwedischer Maler und Schriftsteller (* 1815)

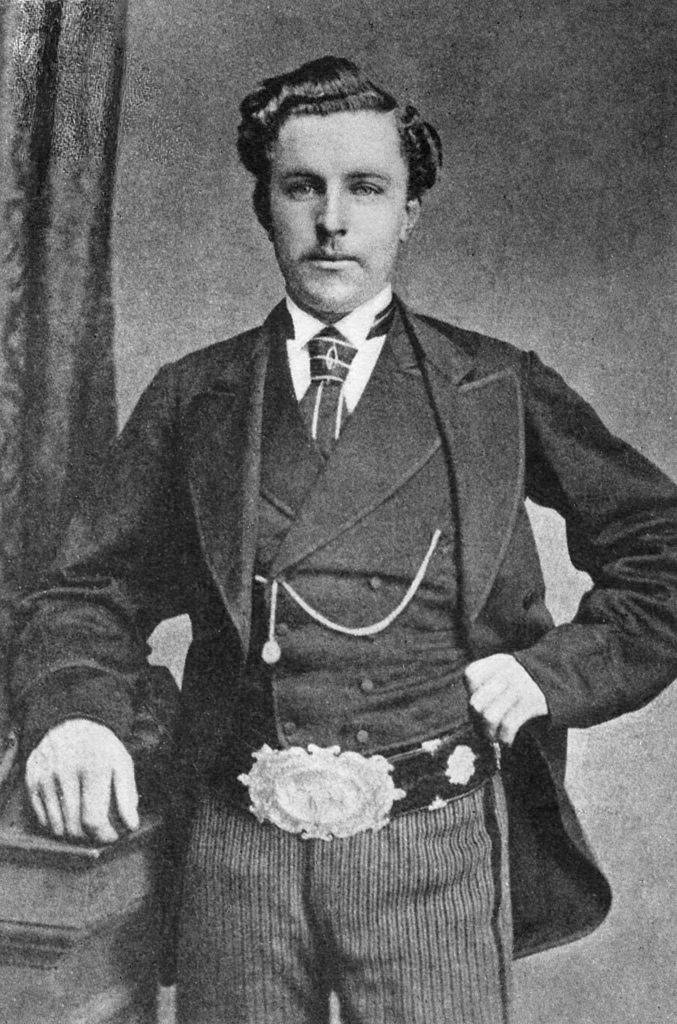
Young Tom Morris

- 25. Dezember: Young Tom Morris, schottischer Golfspieler (* 1851)
- 26. Dezember: Emilio Praga, italienischer Maler, Schriftsteller und Librettist (* 1839)
- 31. Dezember: Kido Witbooi, Kaptein der Witbooi-Orlam (* 1780/81)

### Genaues Todesdatum unbekannt
- William Acton, englischer Sexualforscher (* 1813 oder 1814)
- Juan Bautista Alfonseca, dominikanischer Komponist und Kapellmeister (* 1810)
- Philipp Ludwig Arzt, deutscher Unternehmer (* 1799)
- Juan Bianchi, chilenischer Maler (* 1817)